# Chiesa dei Gesuiti (Venezia)
La chiesa di Santa Maria Assunta, detta comunemente chiesa dei Gesuiti, è un edificio religioso di Venezia, situato nel sestiere di Cannaregio, in Campo dei Gesuiti, non lontano dalle Fondamenta Nuove.

## Storia

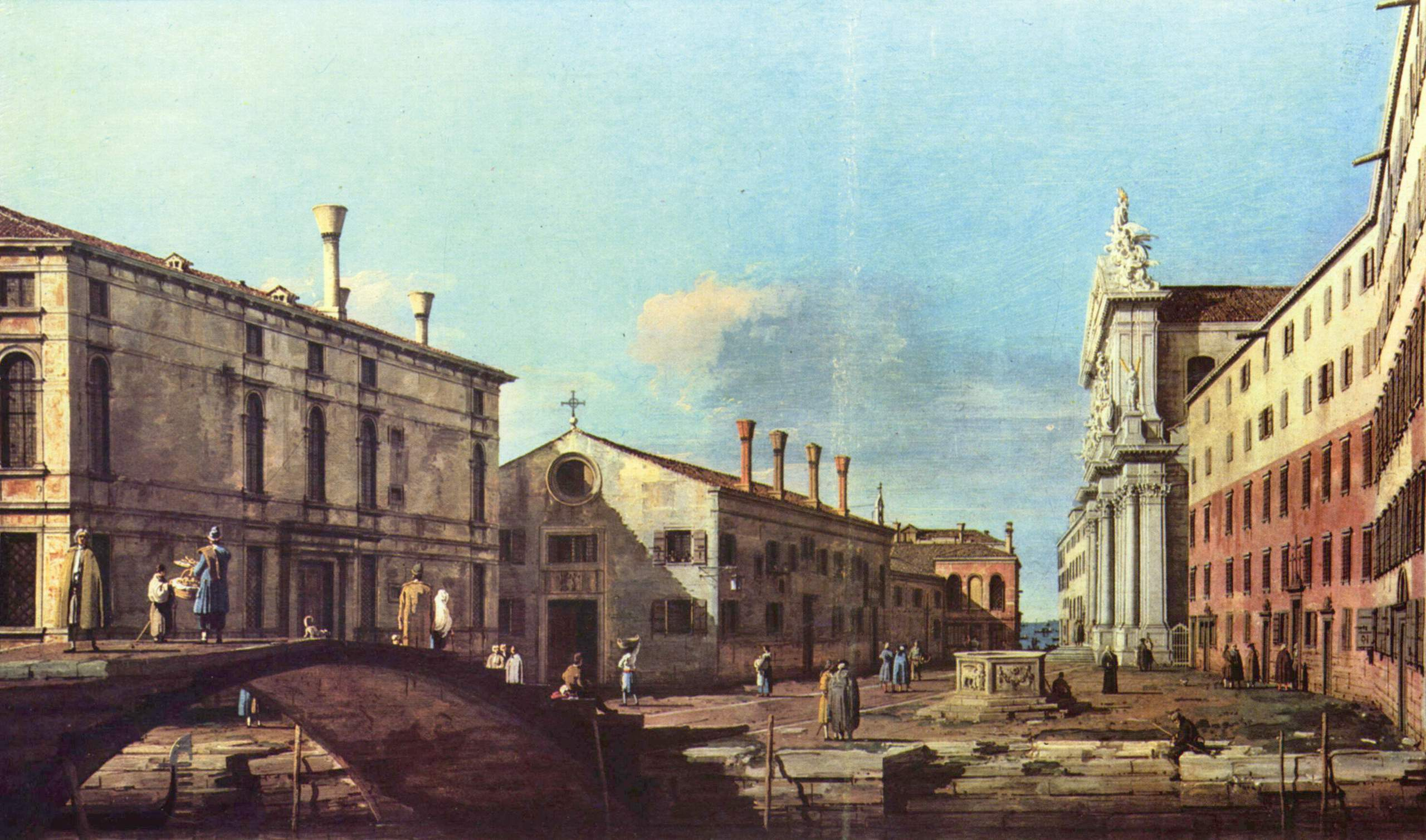
Il campo e la chiesa dei Gesuiti in un dipinto di Canaletto

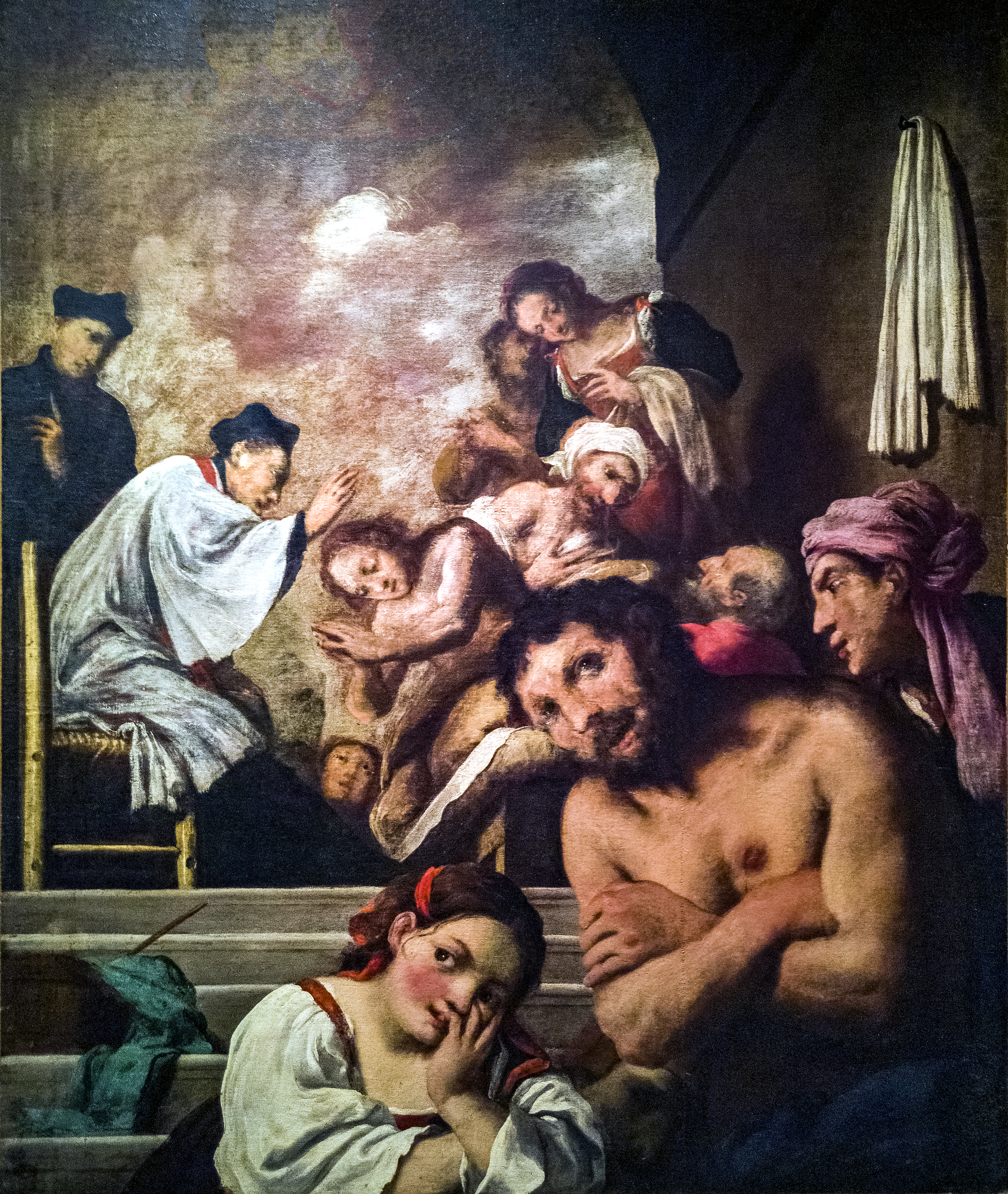
Pietro Della Vecchia, Marco Gussoni nel Lazzaretto di Ferrara, Venezia, Ca' Rezzonico

Secondo alcune fonti la chiesa venne fondata con il titolo di Santa Maria Assunta dei Crociferi da un certo Pietro Gussoni o, secondo il doge Andrea Dandolo, da Cleto Gussoni nel 1148, e dotata di terreni, acque e paludi. Nel 1154 Cleto la dotò di un Ospitale per la cura dei poveri infermi, sia uomini che donne. Un altro Gussoni, di nome Buonavere, parente ed erede del precedente, la dotò infine di vigne e altri suoi possedimenti nei distretti di Chioggia e Pellestrina.
Nel 1214 venne distrutta da un incendio, ma fu ricostruita rapidamente. Passati sotto commenda tutti i beni dei Crociferi, questo complesso fu assegnato al cardinale Pietro Barbo (il futuro papa Paolo II) e poi al cardinale Bessarione. Alla morte di quest'ultimo, il Senato cercò di insediarvi senza seguito prima le monache francescane, poi i Canonici Regolari di Santo Spirito (1481) ed infine i Servi di Maria (1498). Nel 1514 la chiesa fu devastata da un altro incendio e di nuovo ricostruita. Nel 1568 fu riconsegnata ai Crociferi con la riforma dell'ordine operata da Pio IV.
Nel monastero dei Crociferi prese i voti un altro membro della famiglia Gussoni, Marco, miracolato dall'allora beato e ora santo Luigi Gonzaga. Si racconta che nel 1601 Marco, sorpreso da gravissima infermità, guarì istantaneamente all'invocazione del Santo. Morì però di pestilenza a Ferrara mentre compiva opere di assistenza agli appestati il 1º agosto 1631 e venne definito «uomo di somma pietà». Un suo ritratto intitolato appunto Marco Gussoni che benedice gli appestati nel Lazzaretto di Ferrara, datato 1664, è presente nelle collezioni di Ca' Rezzonico.
Sant'Ignazio di Loyola visitò la prima volta nel 1523 la città di Venezia per imbarcarsi come pellegrino per Gerusalemme. Ci tornò nel 1535 con un gruppo di amici che già si faceva chiamare la Compagnia di Gesù, e qui fu ordinato sacerdote. Bastarono due anni per seminare bene in laguna e avere un grande seguito. Partì per Roma nel 1537. A causa dei dissidi fra papa Paolo V e la Serenissima, nel 1606 ci fu l'Interdetto (divieto di officiare riti religiosi a Venezia) che vide come conseguenza l'espulsione dei Gesuiti, riammessi – a differenza di altri ordini religiosi – soltanto nel 1657. In quegli anni Venezia era impegnata in una logorante guerra ai Turchi, e papa Alessandro VII decise di donarle i beni dei Crociferi, ordine nato per assistere i Crociati e da questo papa soppresso. Venezia poi vendette per cinquantamila ducati ai Gesuiti l'intero complesso donatole, costituito da una chiesa, un ospedale e un convento. Ma per i Gesuiti la vecchia chiesa dei Crociferi non era sufficientemente grande. Così nel 1715 la abbatterono parzialmente (tranne la contro-facciata e il campanile) e costruirono il loro tempio grazie al finanziamento dalla famiglia friulana Manin, patrizi dal 1651. La nuova chiesa venne consacrata nel 1728.
Dopo la soppressione dei Gesuiti nel 1773 il convento fu utilizzato come scuola e dopo il 1807 come caserma, mentre la chiesa divenne sussidiaria dei Santi Apostoli fino al 1844, quando fu restituita al ricostituito ordine dei Gesuiti.

## Descrizione

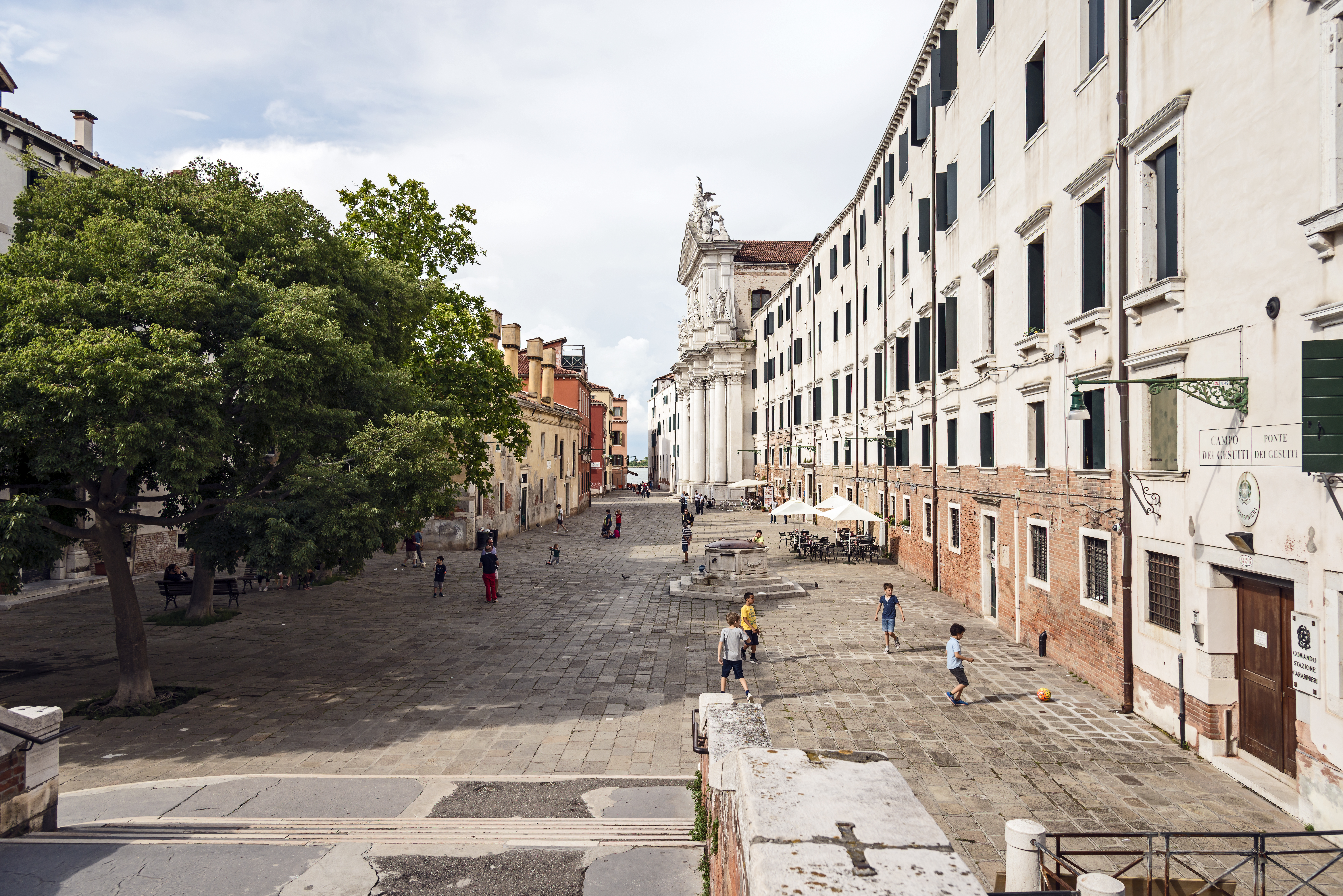
Chiesa e complesso dei Gesuiti

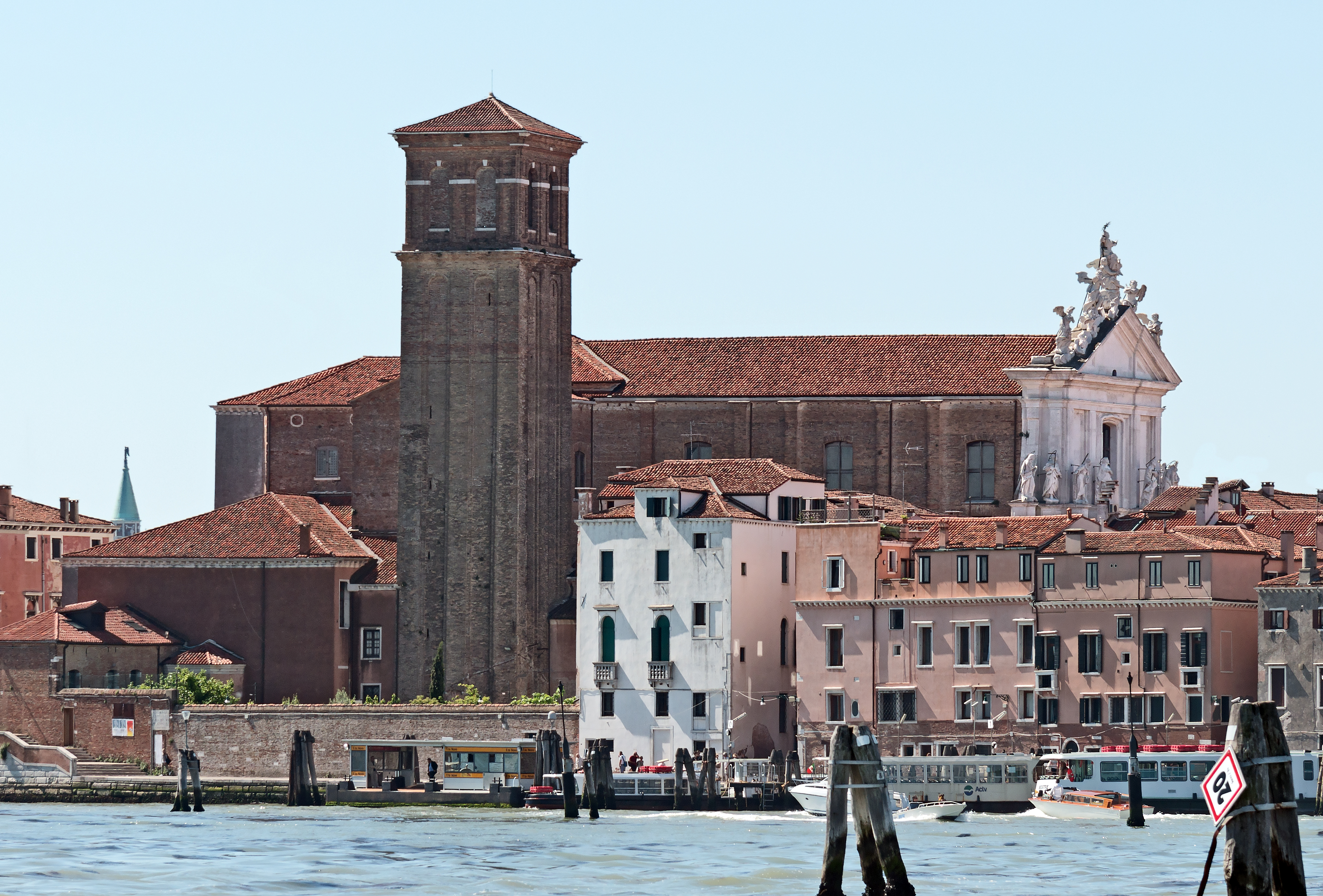
Vista dalla laguna

I Gesuiti a Venezia identificarono in Domenico Rossi, autore anche della chiesa di San Stae, l'architetto ideale per realizzare l'opera di cui necessitavano. Non fu un compito semplice per il tecnico visto che doveva seguire schemi rigidi, che per i committenti ricordavano il Concilio di Trento.

### Facciata
La facciata, ideata sempre dal Rossi (e non come spesso ancora riportato dal capomastro Giovanni Battista Fattoretto), è una libera interpretazione della cultura barocca veneziana del primo settecento. Si presenta divisa in due ordini, quello inferiore – il maggiore – è scandito da otto colonne alveolate corinzieggianti posate su alti piedistalli specchiati, di cui le quattro centrali in posizione avanzata a sottolineare la corrispondenza alla navata. Il movimento della facciata è moltiplicato dai fasci di semipilastri, leggermente incavati, che accolgono ogni colonna e dalla spezzatura dell'alto architrave. L'ordine superiore, di quattro semplici pilastri senza capitello, è ristretto alla larghezza della navata da ampie volute ed aperto al centro da una grande finestra. A coronamento è il timpano leggermente sfasato su due piani verticali e sormontato dal dinamico gruppo marmoreo dell'Assunzione di Maria ed angeli di Giuseppe Torretto a cui fanno scenografica ala angeli e putti adoranti. Il cornicione del primo ordine sorregge sopra piedistalli specchiati in corrispondenza alle colonne otto statue, che assieme alle quattro entro le nicchie sottostanti, rappresentano i Dodici apostoli, opera di diversi scultori alcuni non chiaramente individuabili. Le statue sopra il cornicione rappresentano a partire da sinistra San Marco, San Tommaso, San Giacomo minore (probabilmente di Paolo e Giuseppe Groppelli) San Giuda Taddeo, San Filippo (attribuita a Filippo Catasio), San Bartolomeo (attribuita a Francesco Bernardoni, allievo e prosecutore di Giacomo Piazzetta), San Simone (attribuito a Paolo Callalo) e Sant'Andrea. Le statue nelle quattro nicchie, ai fianchi del portale, rappresentano San Giacomo Maggiore di Francesco Cabianca, San Pietro di Pietro Baratta, San Paolo di Antonio Tarsia e San Matteo Evangelista di Paolo e Giuseppe Groppelli. Gli angeli con turibolo sul timpano spezzato del portale sono di Matteo Calderoni. In tempi recenti è andata persa l'opera di Francesco Bonazza, un drappo color verde e bianco di marmo, che era collocato di fronte alla finestra centrale. Naturalmente i Manin, finanziatori della costruzione, vollero essere ricordati con i loro stemmi negli ovali sopra le nicchie delle ali e nella dicitura sull'architrave del portale: Iesu ac Deiparae Assumptae Virgini / per quos omnia Patrity Manini. Considerevole anche il portone, uno dei pochissimi originali superstiti, raffinata struttura in lamina di bronzo sbalzata e cesellata.

### Interno

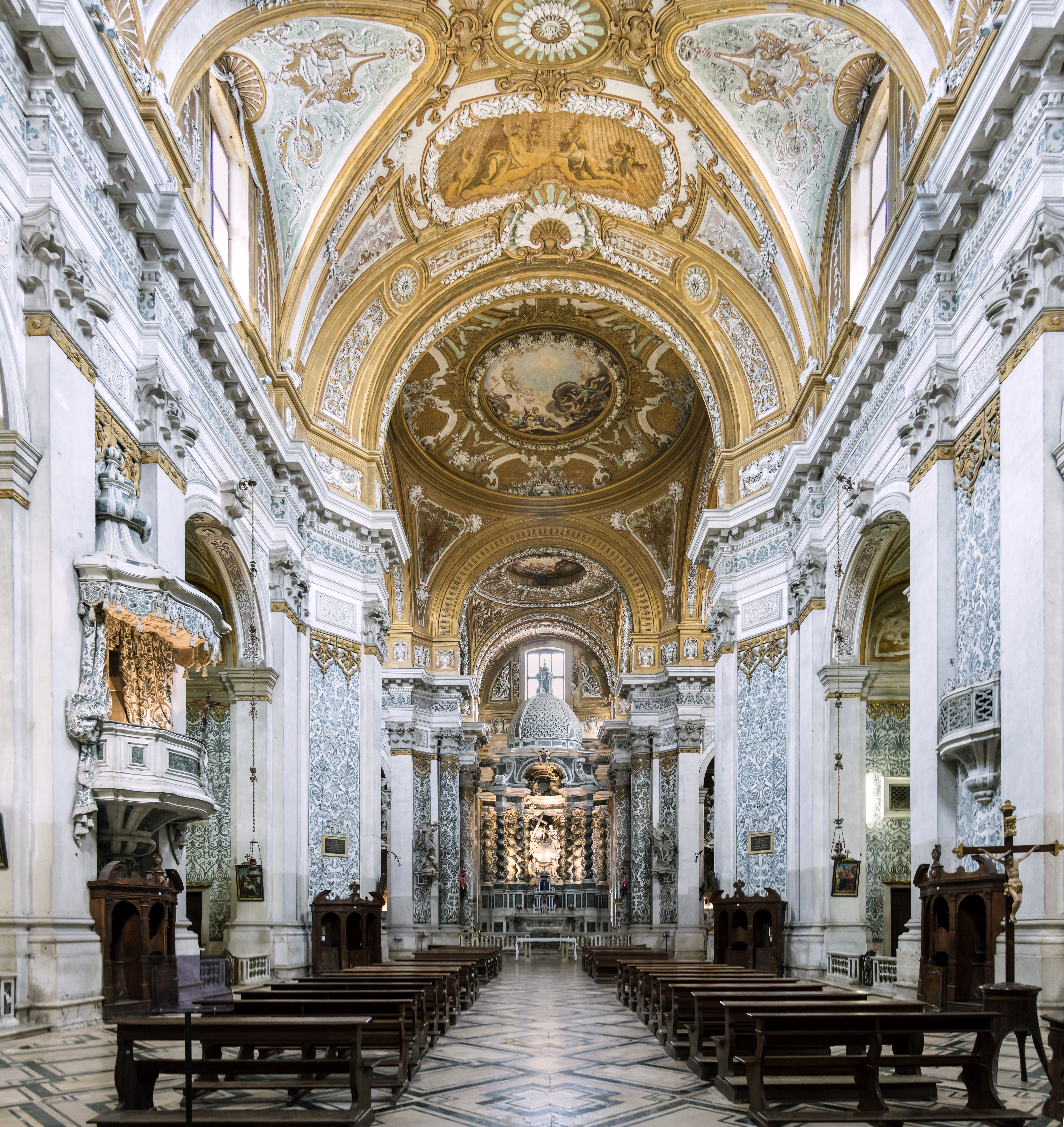
Veduta dell'interno.

La pianta è tipica delle chiese dei Gesuiti, a croce latina, con tre cappelle per parte nel braccio più lungo. Transetto e presbiterio a fondo piatto sono affiancati da due altre cappelle. Le sei cappelle ai lati della navata sono fra loro separate in piccoli ambienti, una volta dedicati alle confessioni. Fra la seconda e la terza cappella, il notevole pulpito di Francesco Bonazza, e lungo tutto il corridoio i "corretti", grate da cui si affacciavano gli ospiti del convento. La navata della chiesa si restringe di fronte l'altare, dedicato alla Santissima Trinità, grazie alla presenza di quattro pilastri che sorreggono la volta a crociera. Del 1725 -1731 è la decorazione a due colori, bianco e verde, dei marmi e dei pavimenti.
Il campanile è quasi interamente quello eretto in origine per la chiesa dei Crociferi, mentre l'unica struttura risalente al Settecento è la cella campanaria.
Decorano i soffitti gli affreschi di Ludovico Dorigny, Angeli musicanti in gloria, datato 1720 nel presbiterio, Il trionfo nel nome di Gesù, del 1732, nel soffitto a crociera; di Francesco Fontebasso Abramo che adora i tre angeli, e la Visione di san Giovanni Evangelista, sul soffitto della navata, del 1734. Il presbiterio è circondato da statue di cherubini, angioletti, angeli e arcangeli di Giuseppe Torretti. Di Jacopo Antonio Pozzo, noto anche come Giuseppe Pozzo, è l'altare, che si compone di dieci colonne sormontate da una cupola bianca e verde.

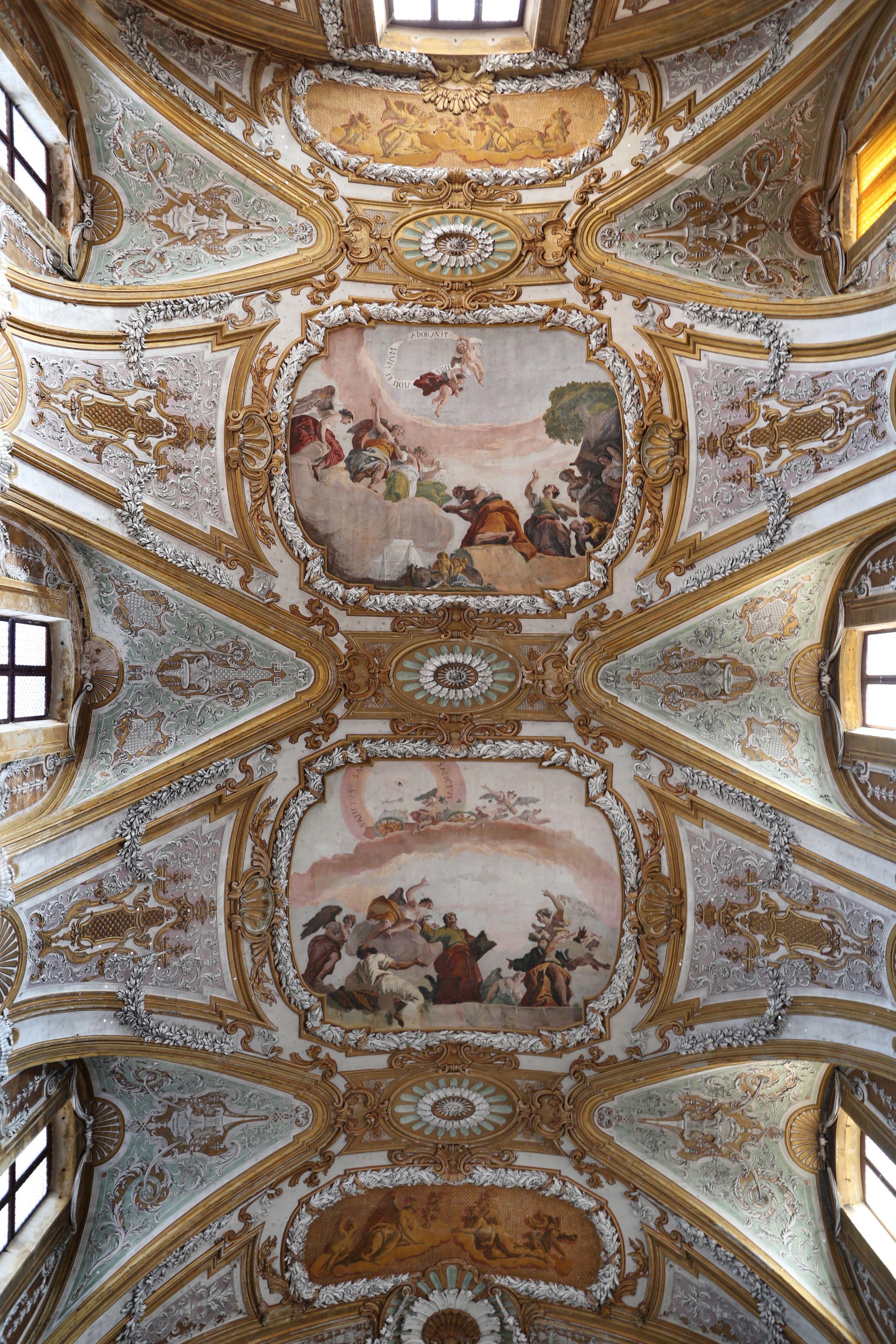
Il soffitto
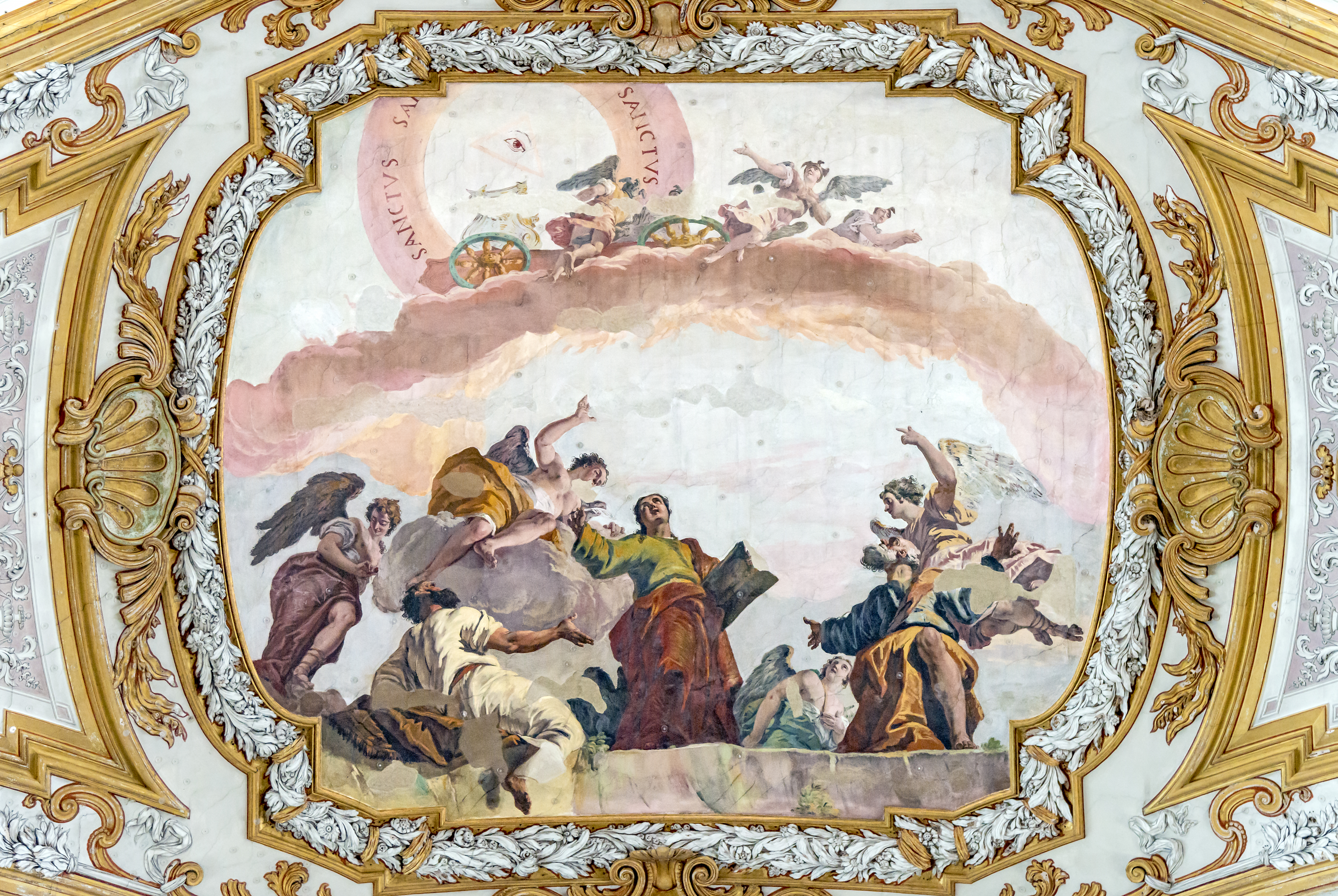
Visione di san Giovanni Evangelista di Francesco Fontebasso
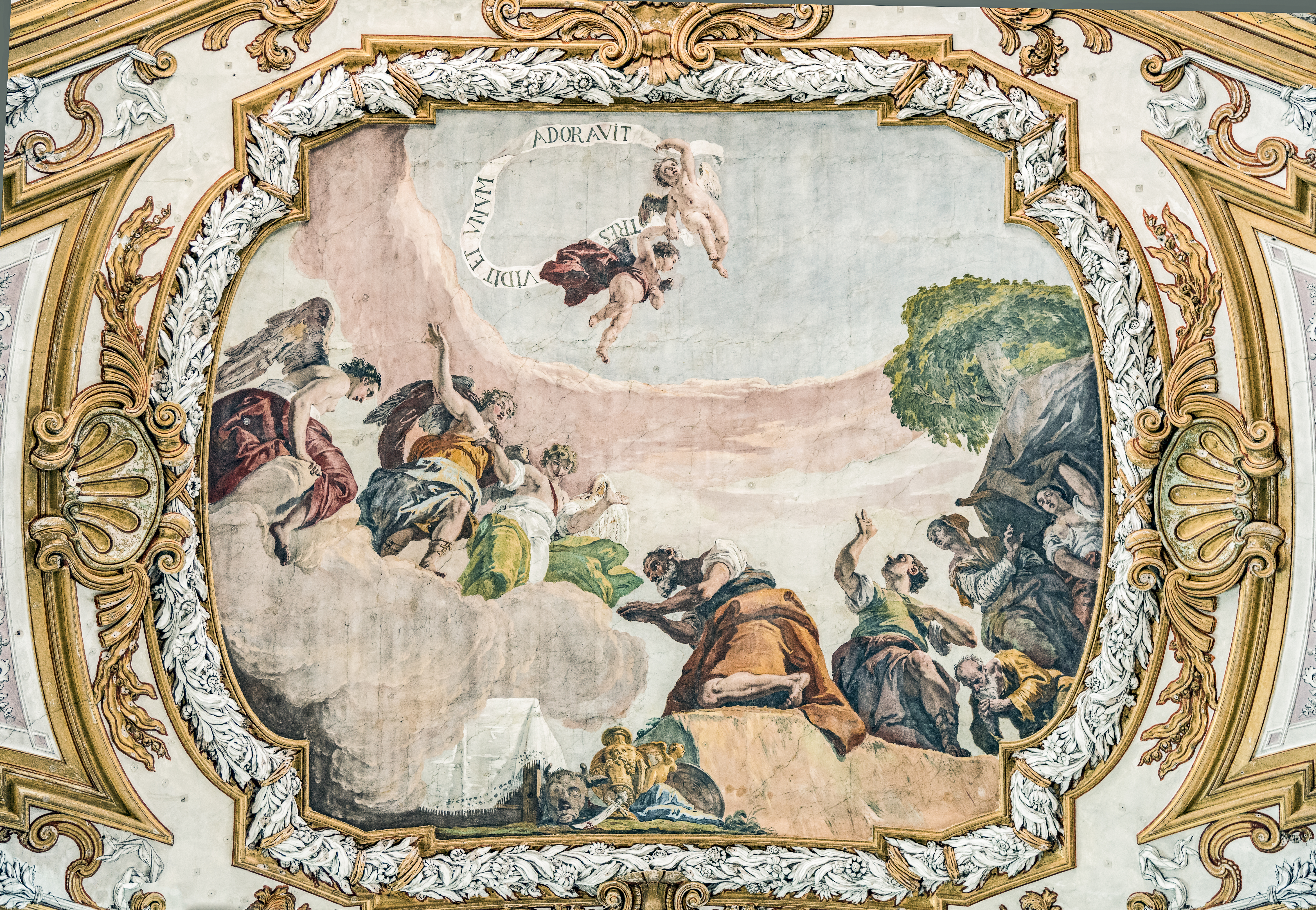
Abramo che adora i tre angeli di Francesco Fontebasso

### La controfacciata
La tomba della famiglia Da Lezze di Jacopo Sansovino (metà del XVI secolo). Questo monumento proviene dalla precedente Chiesa di Crociferi ed è stata rimontato dai Gesuiti nel sito originale. E costruito su due ordini, rispettivamente di 8 e 4 colonne, che contengono i sarcofagi sormontati dai busti: Priamo Da Lezze (al centro, opera di Alessandro Vittoria), Andrea Da Lezze (a destra, opera di Giulio del Moro) e Giovanni Da Lezze (a sinistra, sempre di Giulio del Moro). 

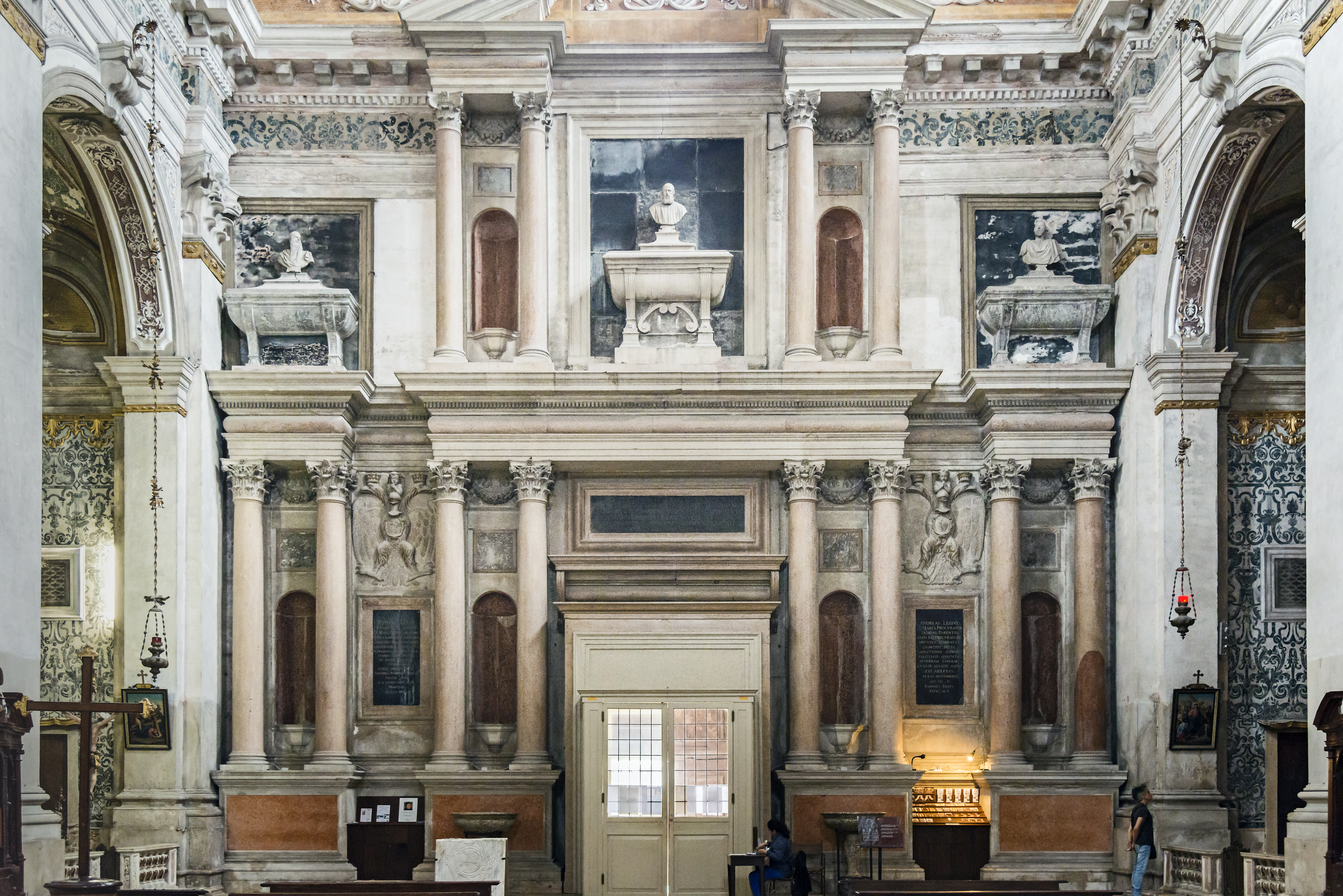
Monumento della famiglia Da Lezze di Jacopo Sansovino
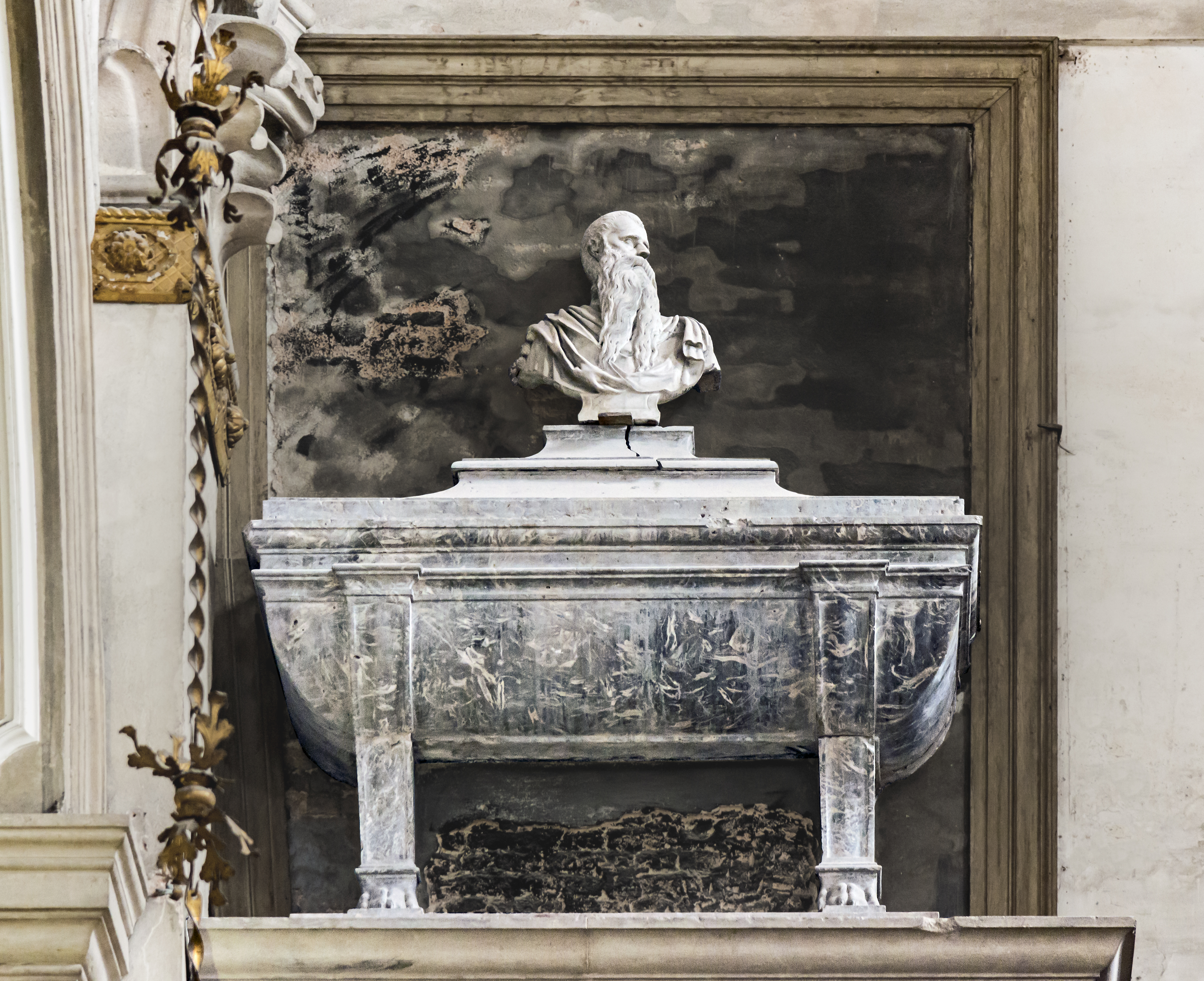
Monumento di Giovanni Da Lezze
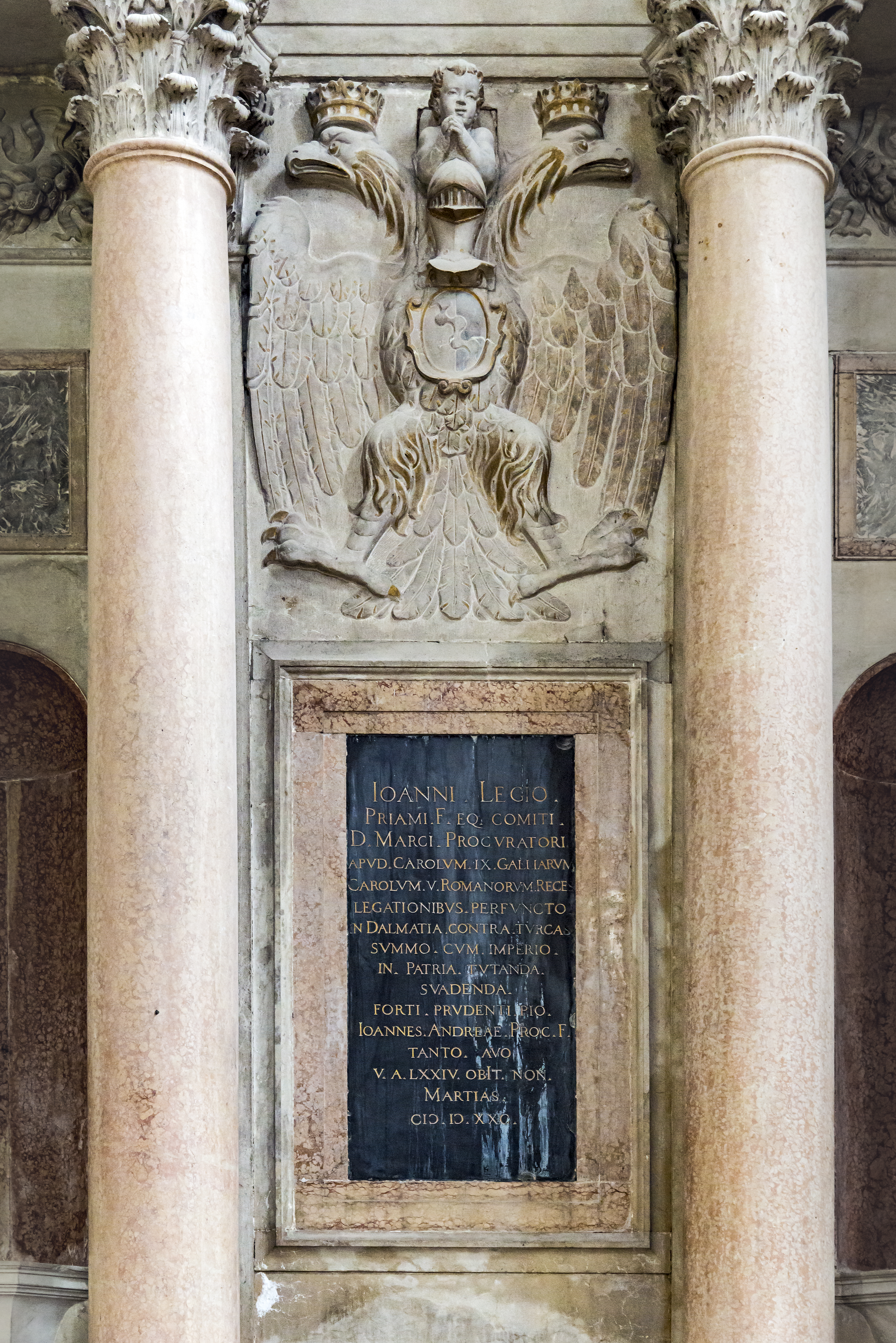
Epitafio di Giovanni Da Lezze
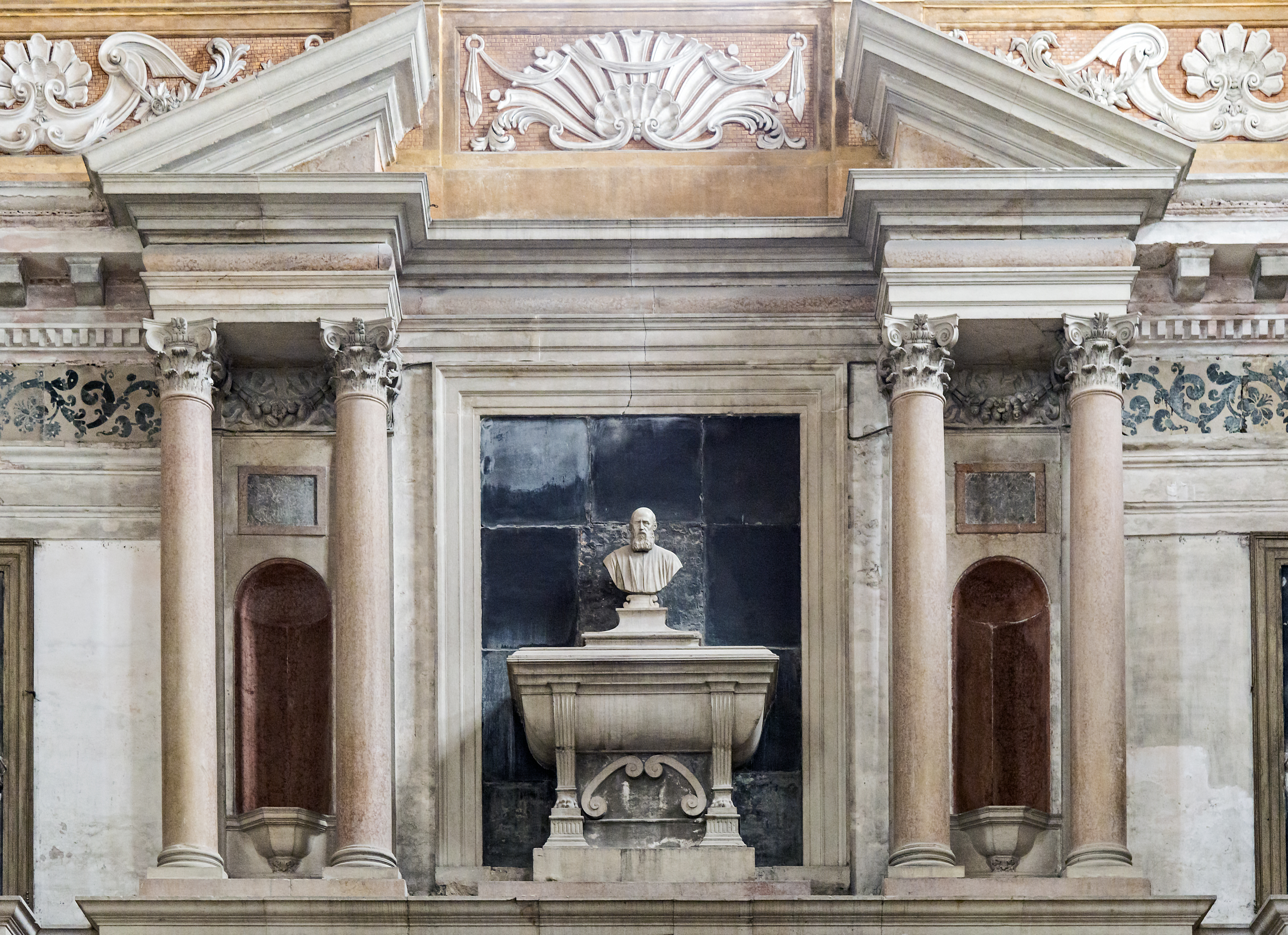
Monumento di Priamo Da Lezze
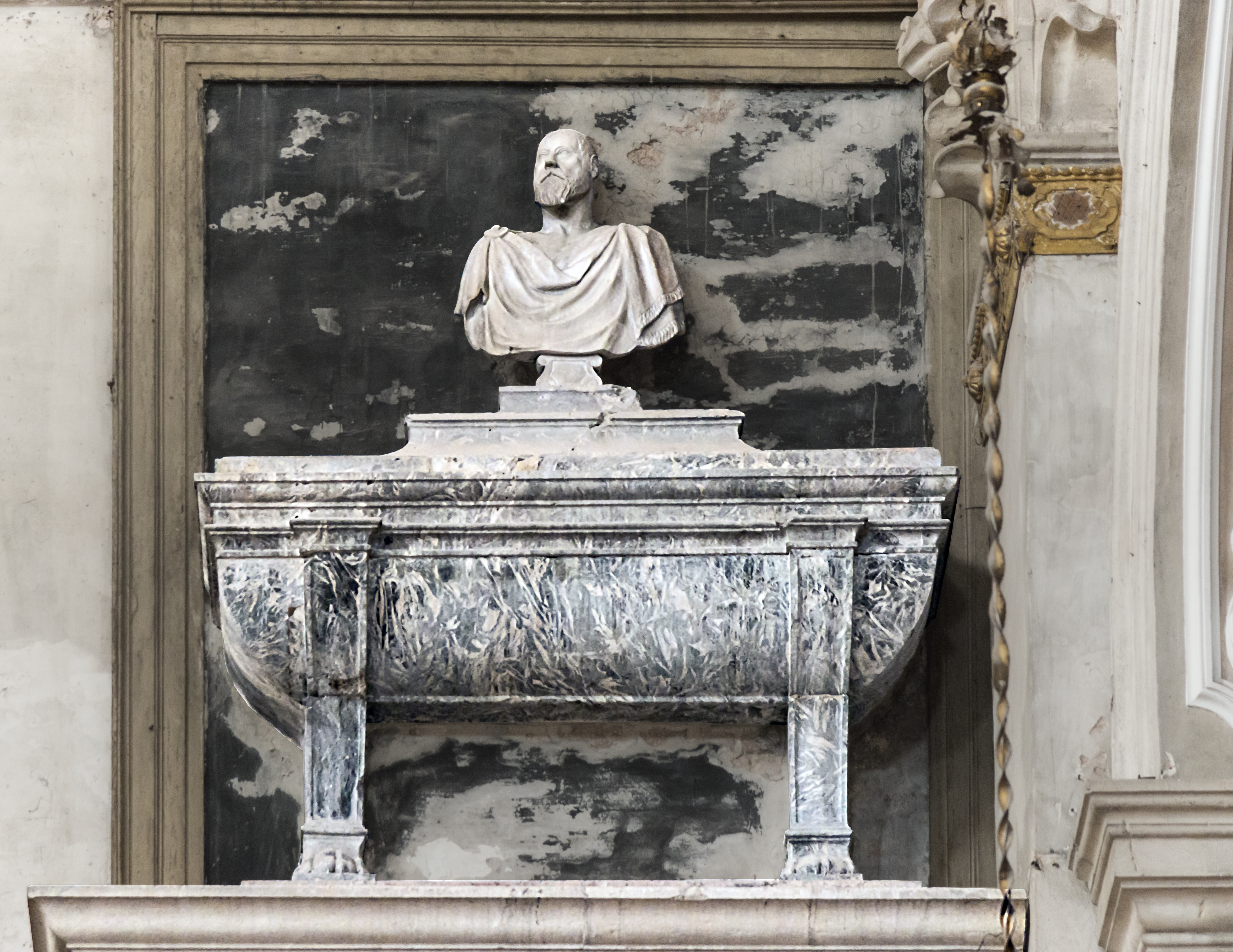
Monumento di Andrea Da Lezze
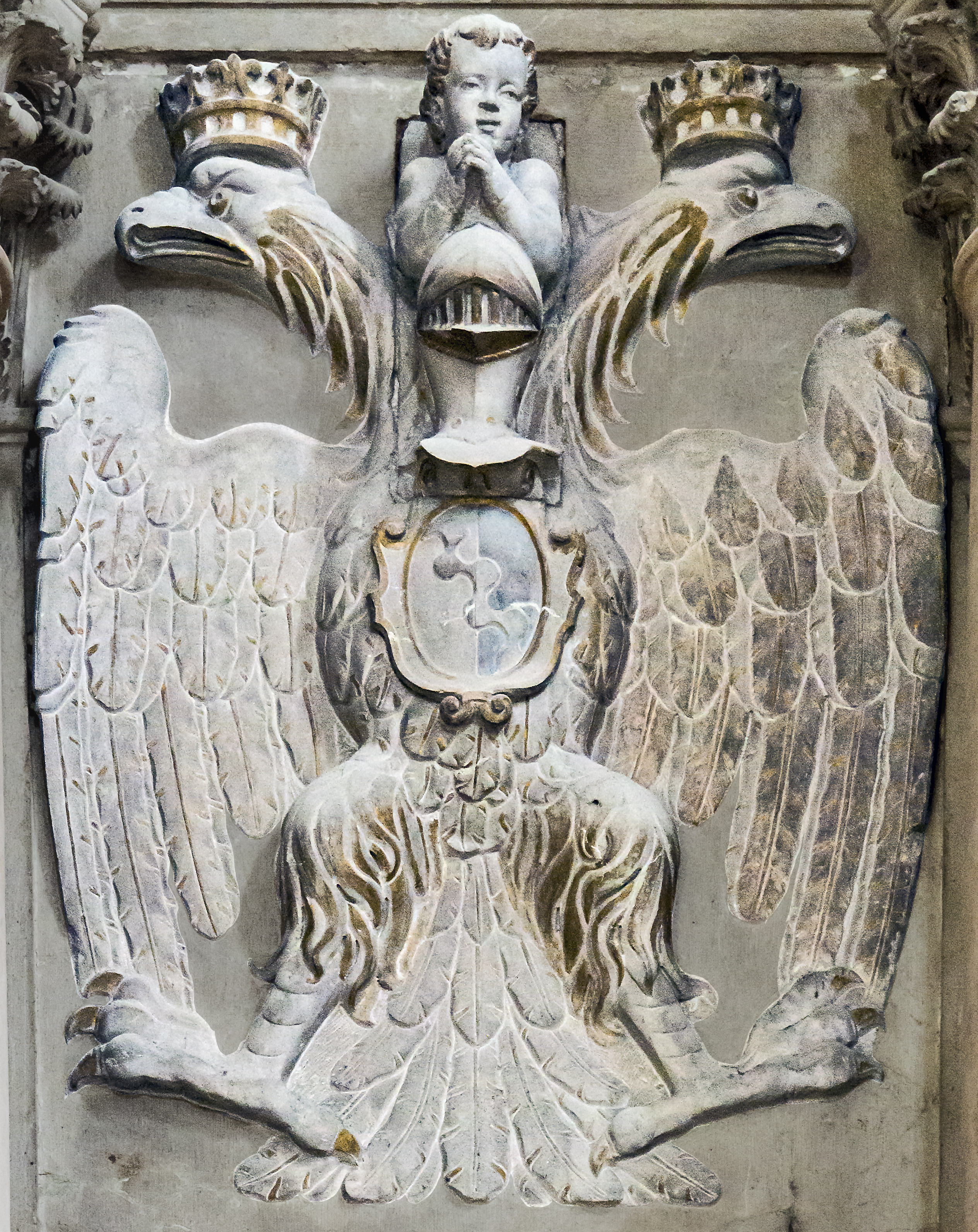
Gli stemmi della famiglia Da Lezze

### Il lato sinistro della navata

#### Prima Cappella - Cappella di San Lorenzo
La cappella è conosciuta per il dipinto della pala d'altare: il Martirio di San Lorenzo, capolavoro di Tiziano (1548-59). Il quadro originariamente apparteneva all'antica chiesa dei Crociferi. L'altare era utilizzato dalla Schola dei Passamaneri.

#### Seconda cappella - Cappella della Madonna
La cappella si trova all'interno delle antiche mura di uno stesso sito della Madonna, della antica chiesa di Crociferi. Sull'altare la statua della Madonna con il Bambino (prima del 1604), l'unico resto della precedente cappella è opera dello scultore Andrea dell'Aquila.

#### Il pulpito
Tra la seconda e la terza cappella, si trova il pulpito con i sofisticati panneggi in pietra bianca e verde opera di Francesco Bonazza.

#### La terza cappella - La cappella del Sacro Cuore
La cappella apparteneva a la Schola della devozion Imacolata Concezion, come indicato dalla scritta sulla base delle colonne. La sede della schola è ancora visibile nel campo al di fuori della chiesa. Il dipinto della pala Sacro Cuore di Gesù è una copia di Alessandro Revera (fine XIX secolo) dall'originale di Pompeo Batoni.

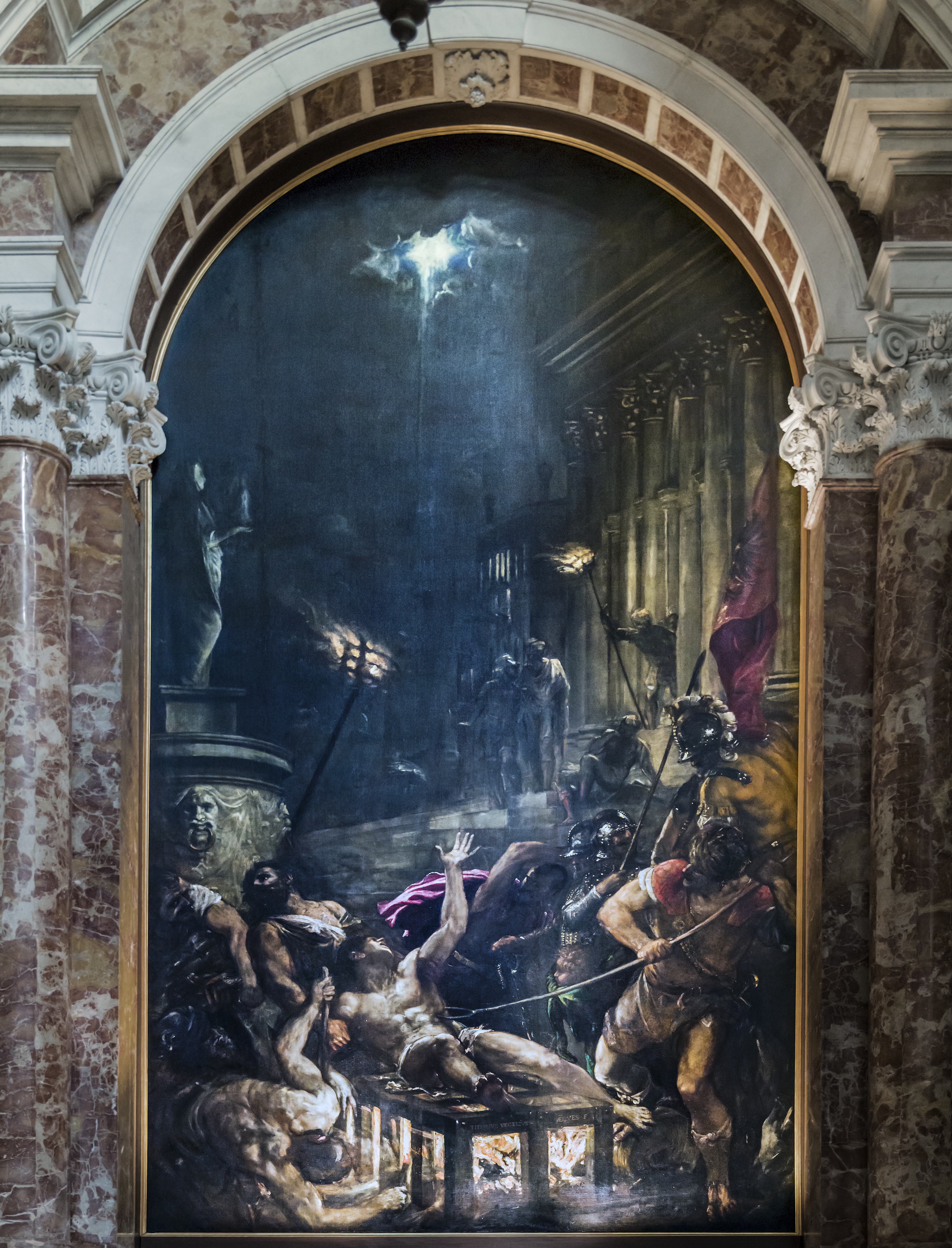
Martirio di san Lorenzo di Tiziano
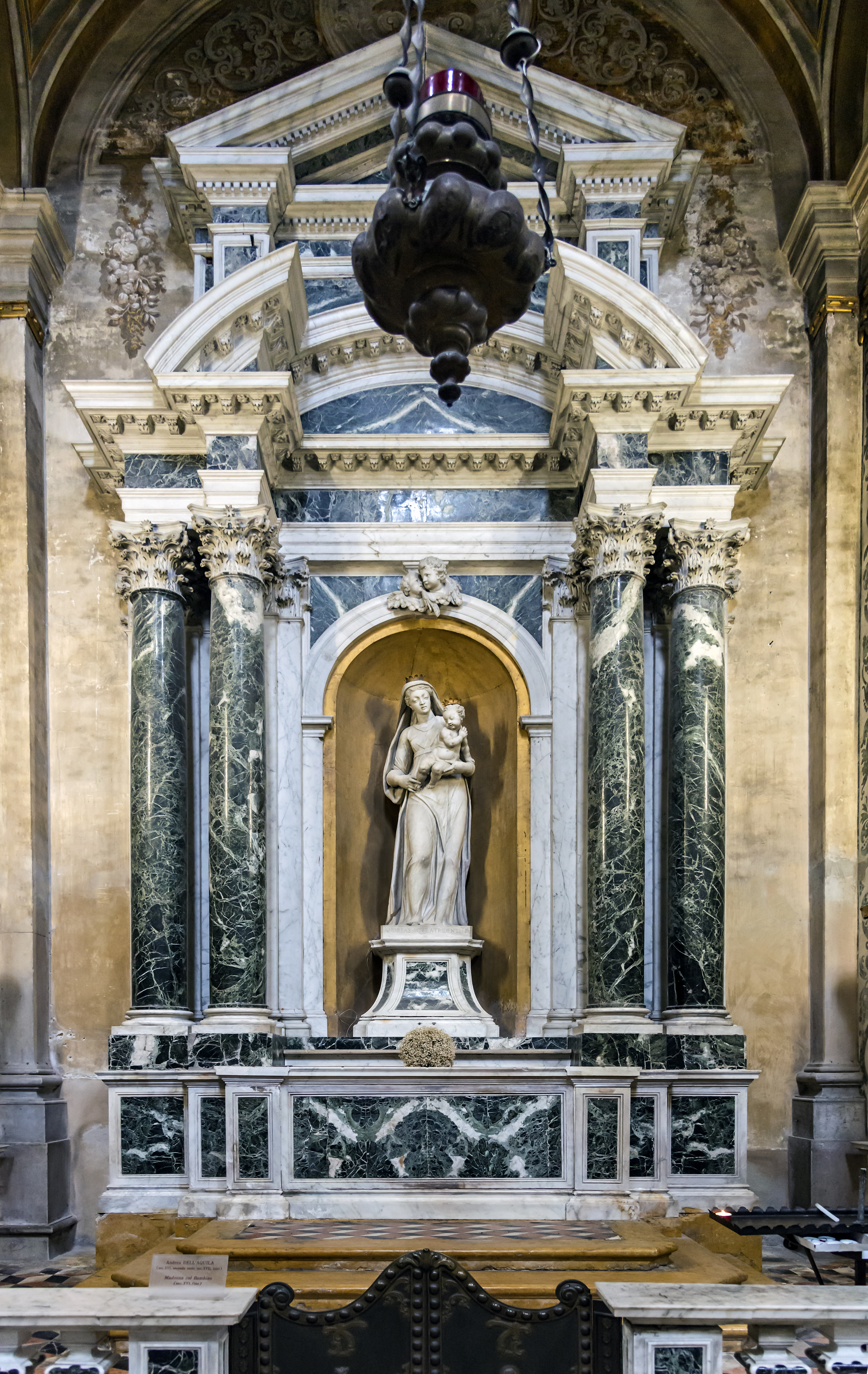
Cappella della Madonna
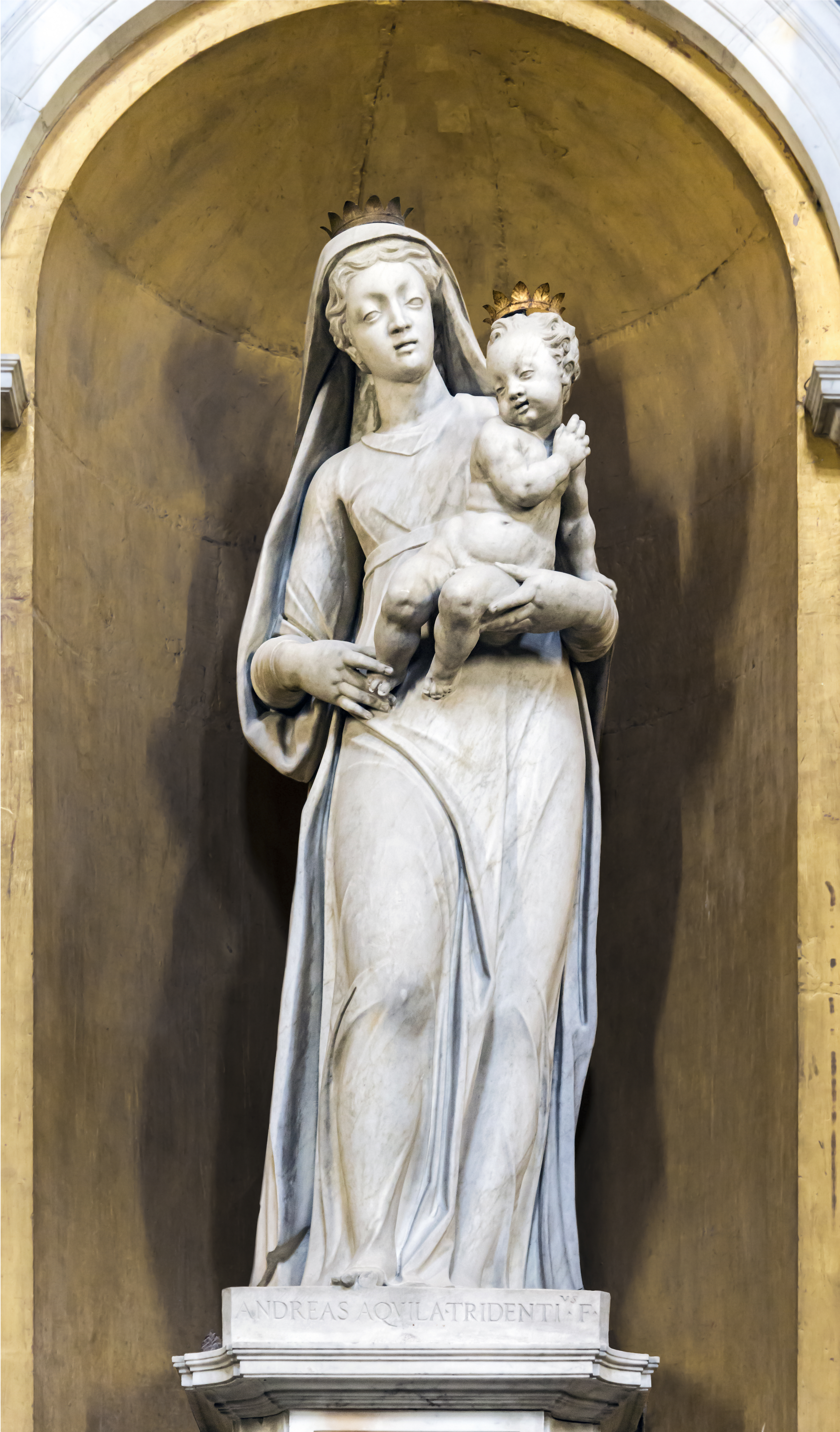
Madonna col Bambino (ante 1604) di Andrea Dell'Aquila
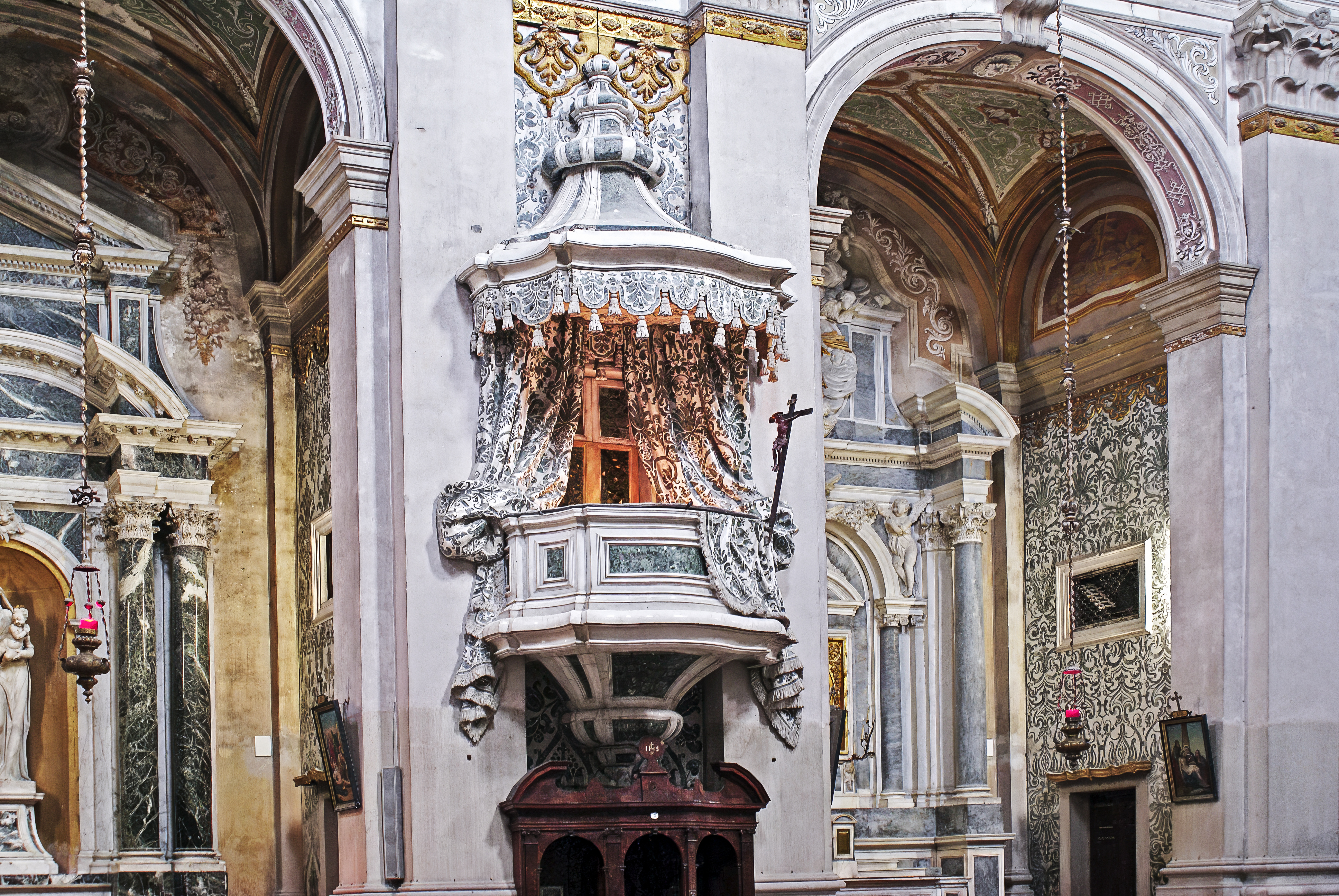
Pulpito
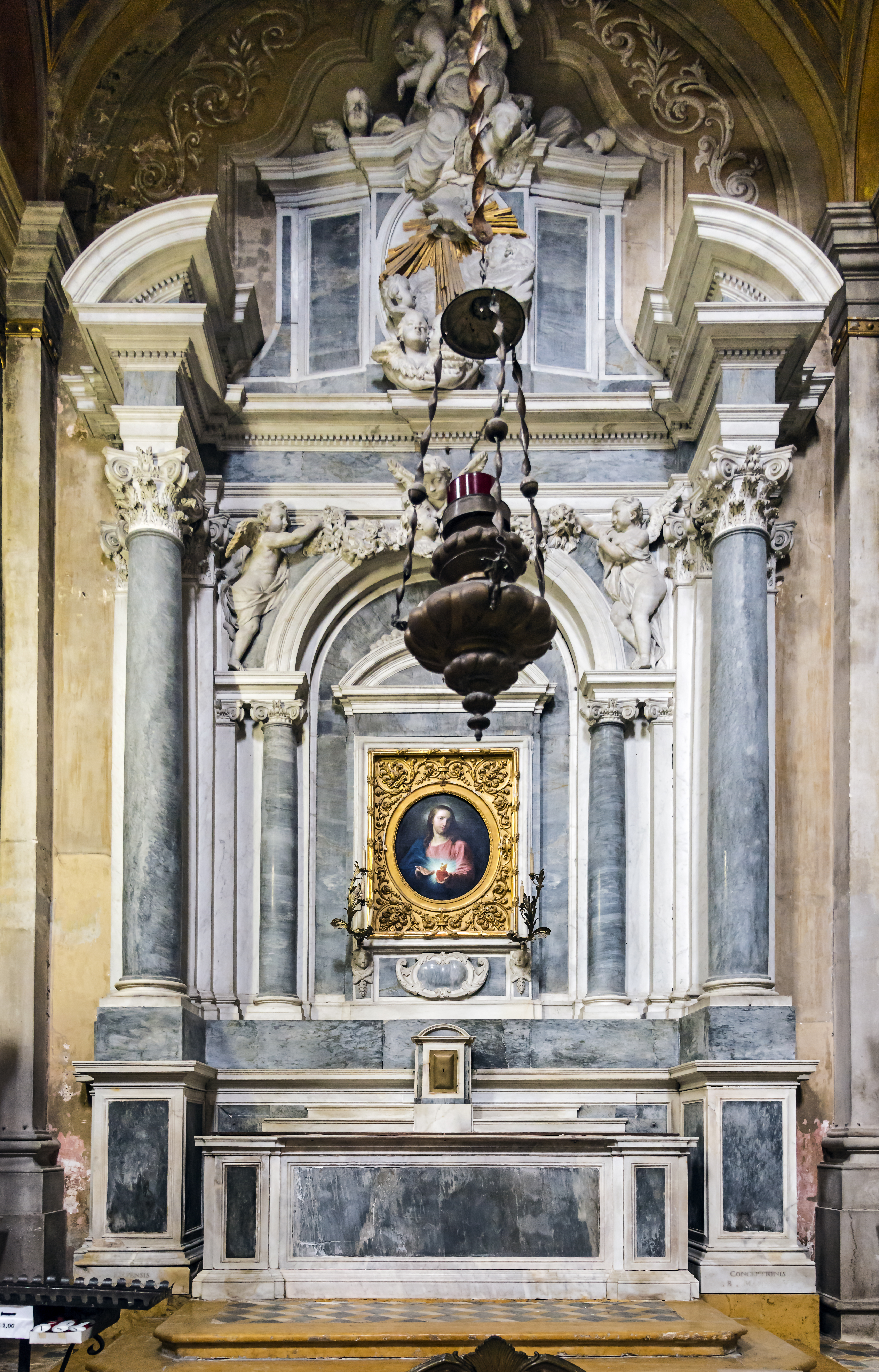
Cappella del Sacro Cuore
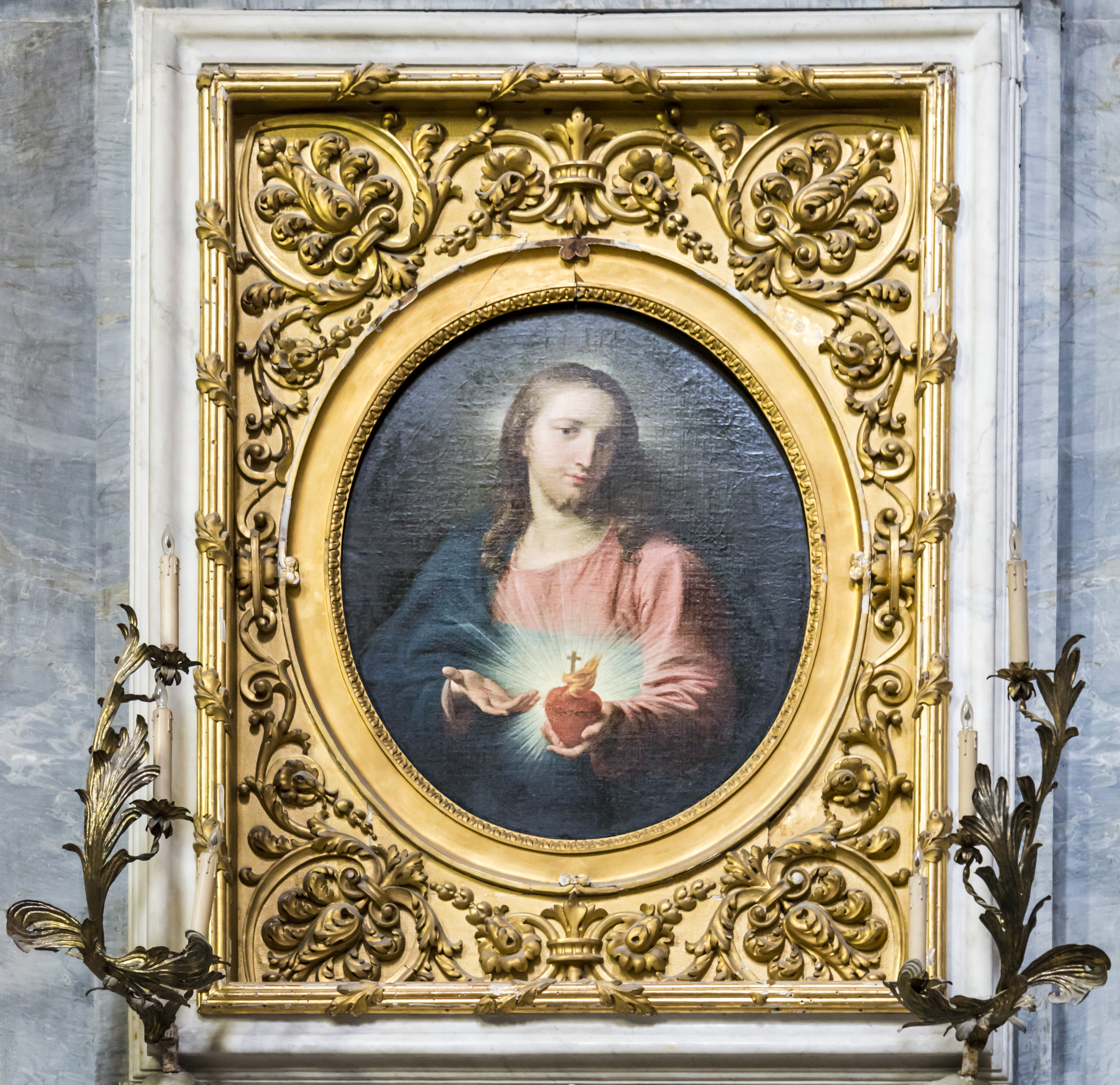
Sacro Cuore di Gesù da Pompeo Batoni

### Il transetto sinistro

#### Organo
È presente solo la cantoria e l'incorniciatura: funziona soltanto la copia sul transetto destro.

#### Altare della Famiglia Querini Stampalia con l'Assunzione della Vergine Maria
Costruito nel 1723-1724 dall'architetto Giuseppe Pozzo per conto di Paolo Querini Stampalia, procuratore di San Marco. Inizialmente l'altare era dedicato al gesuita Francesco Saverio, posto di fronte all'altare del fondatore Ignazio di Loyola situato nel transetto destro. Le sculture del frontone sono Giuseppe Torretti e rappresentano la Modestia, la Verginità e angeli. La pala dell'Assunzione della Vergine Maria è opera giovanile di Jacopo Tintoretto (1555) che inizialmente era stata commissionata a Paolo Veronese. Essa proviene dalla distrutta chiesa dei Crociferi dove si trovava sull'altare maggiore. Nel dipinto è visibile lo stemma dei Crociferi al centro dell'altare di marmo.

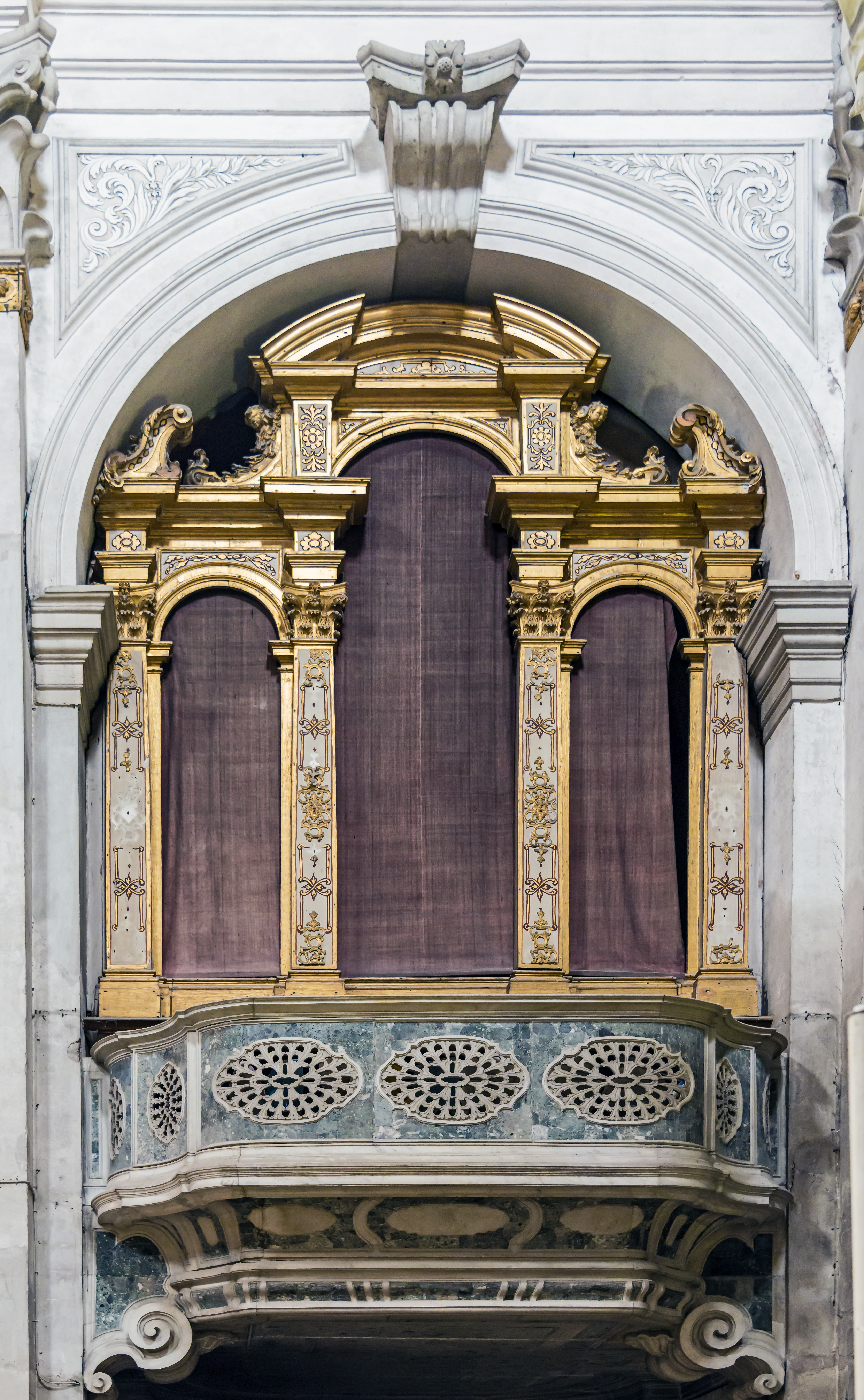
L'organo sinistra
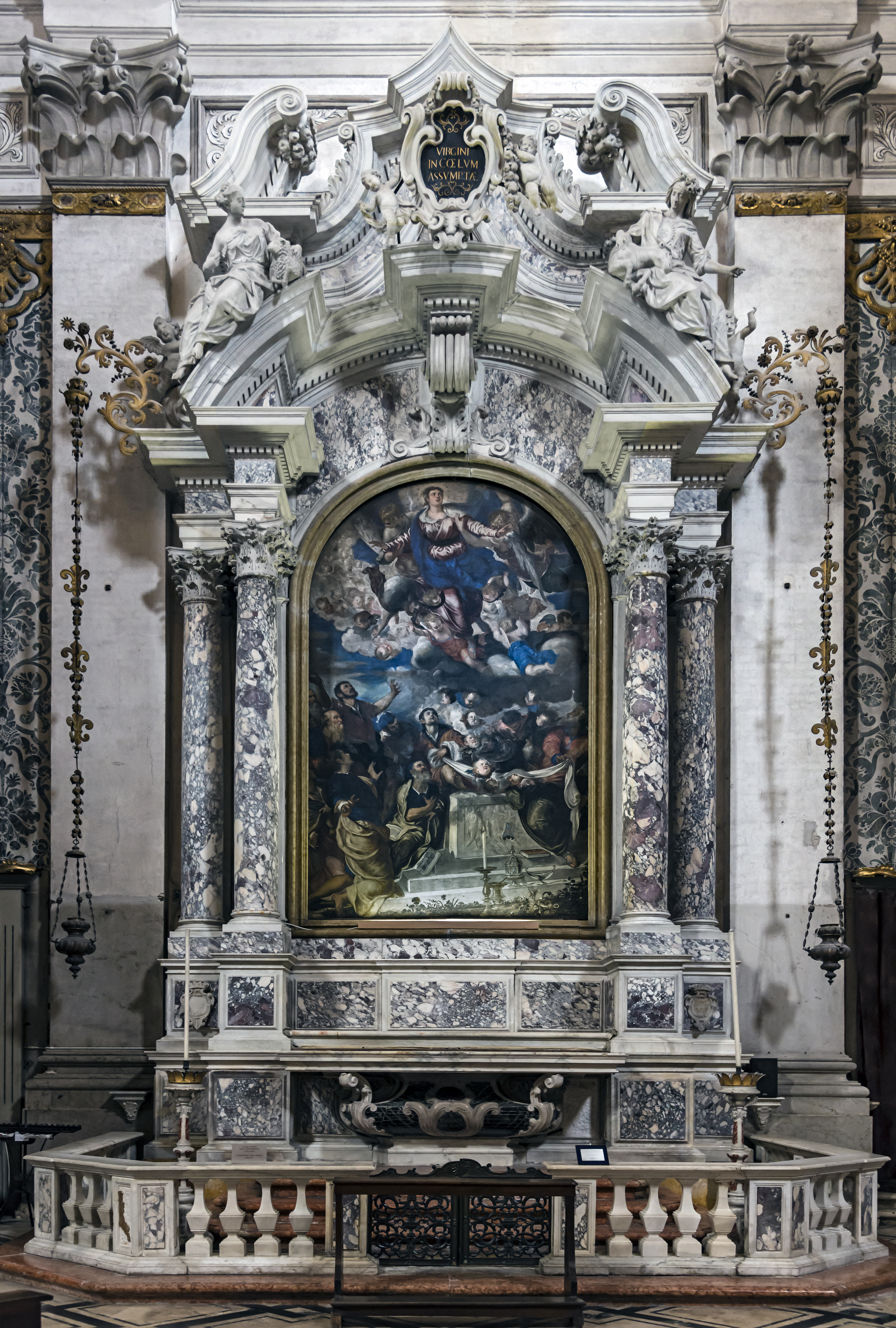
Altare della Assunzione di Maria
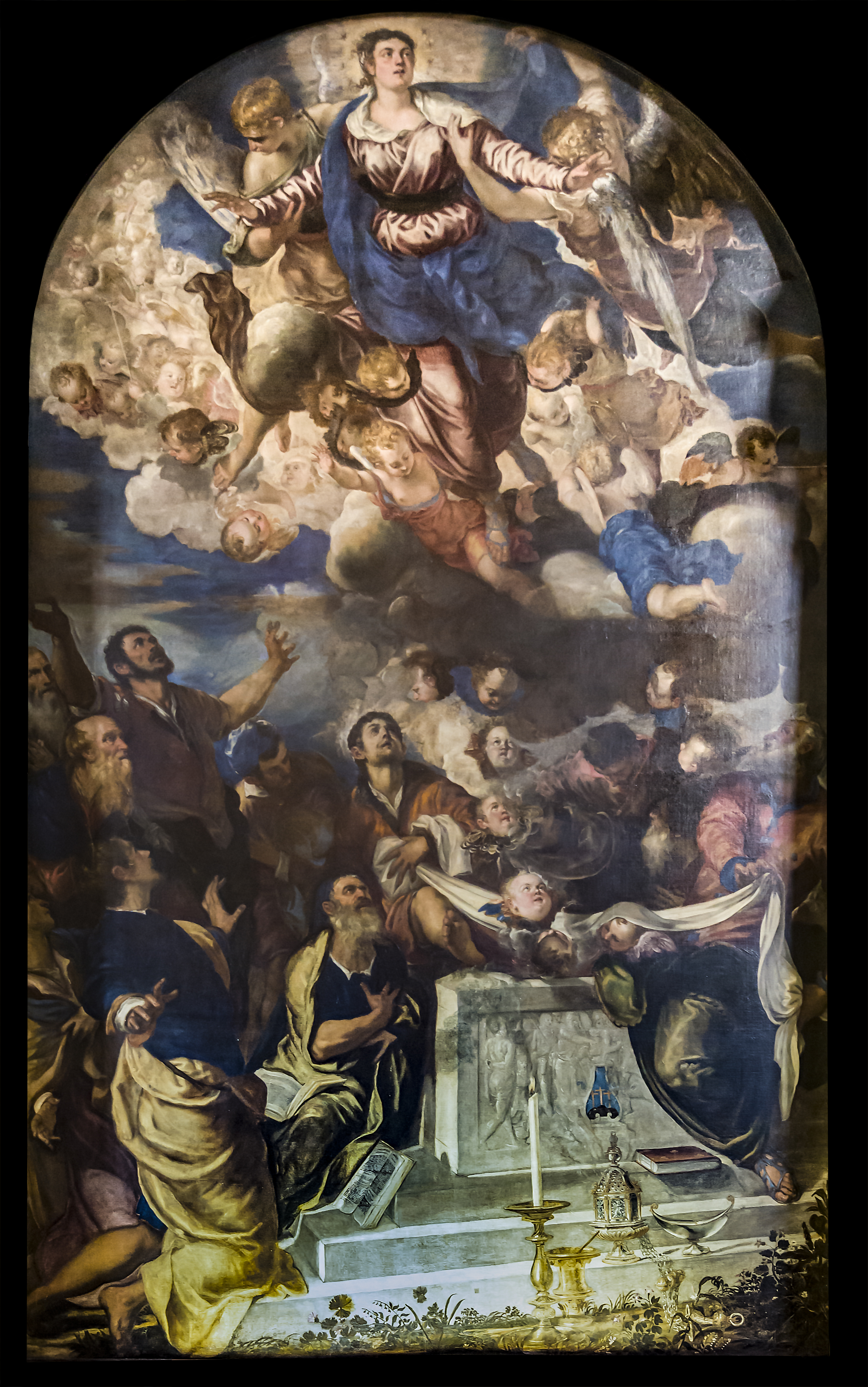
Assunzione della Vergine Tintoretto

### La Sacrestia
Alla destra dell'altare dell'Assunta si accede alla sacrestia che ospita un notevole ciclo di opere di Jacopo Palma il Giovane, alcune delle quali sono in diretto rapporto con quelle presenti nel vicino Oratorio dell'Ospedale dei Crociferi (oggi IPAV).

#### Soffitto
Il tondo centrale rappresenta La caduta della manna; a destra David riceve dal sacerdote Achimelec i pani offerti nel santuario; a sinistra Elia nutrito dall'angelo; i monocromi attorno al tondo centrale i Quattro Evangelisti e quelli agli angoli esterni Quattro Dottori della Chiesa 

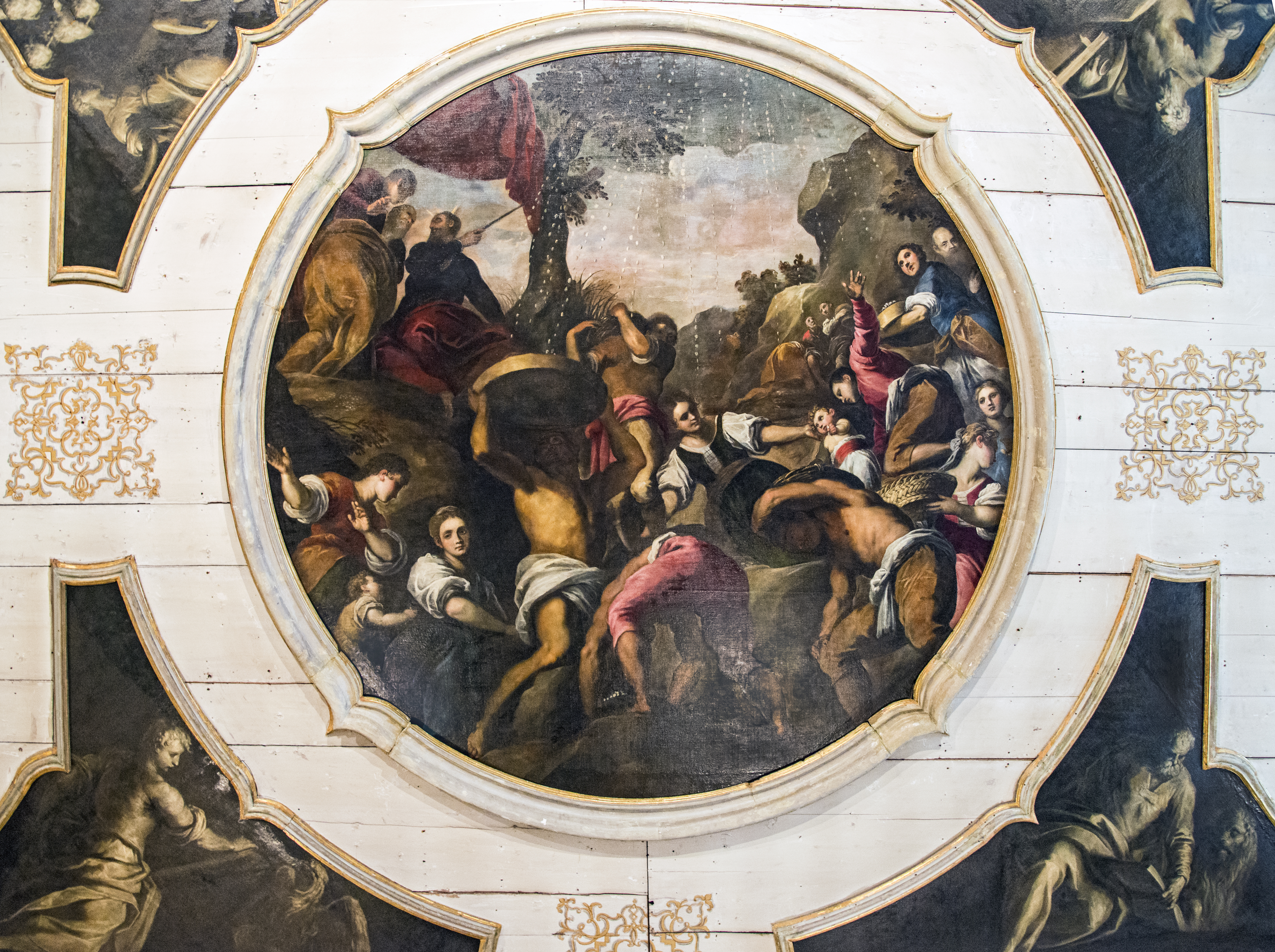
Caduta della manna
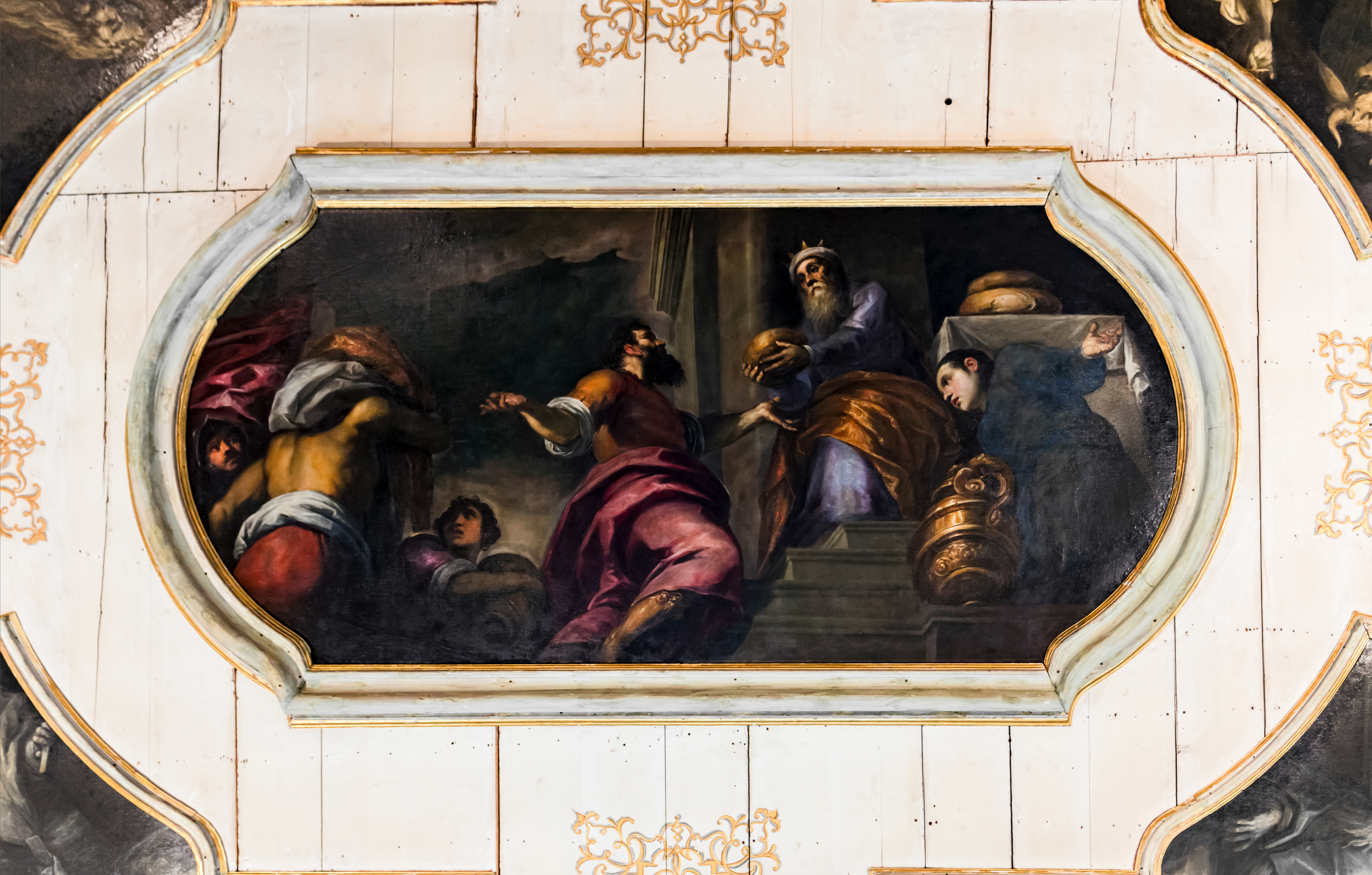
David riceve dal sacerdote Achimele i pani offerti nel santuario
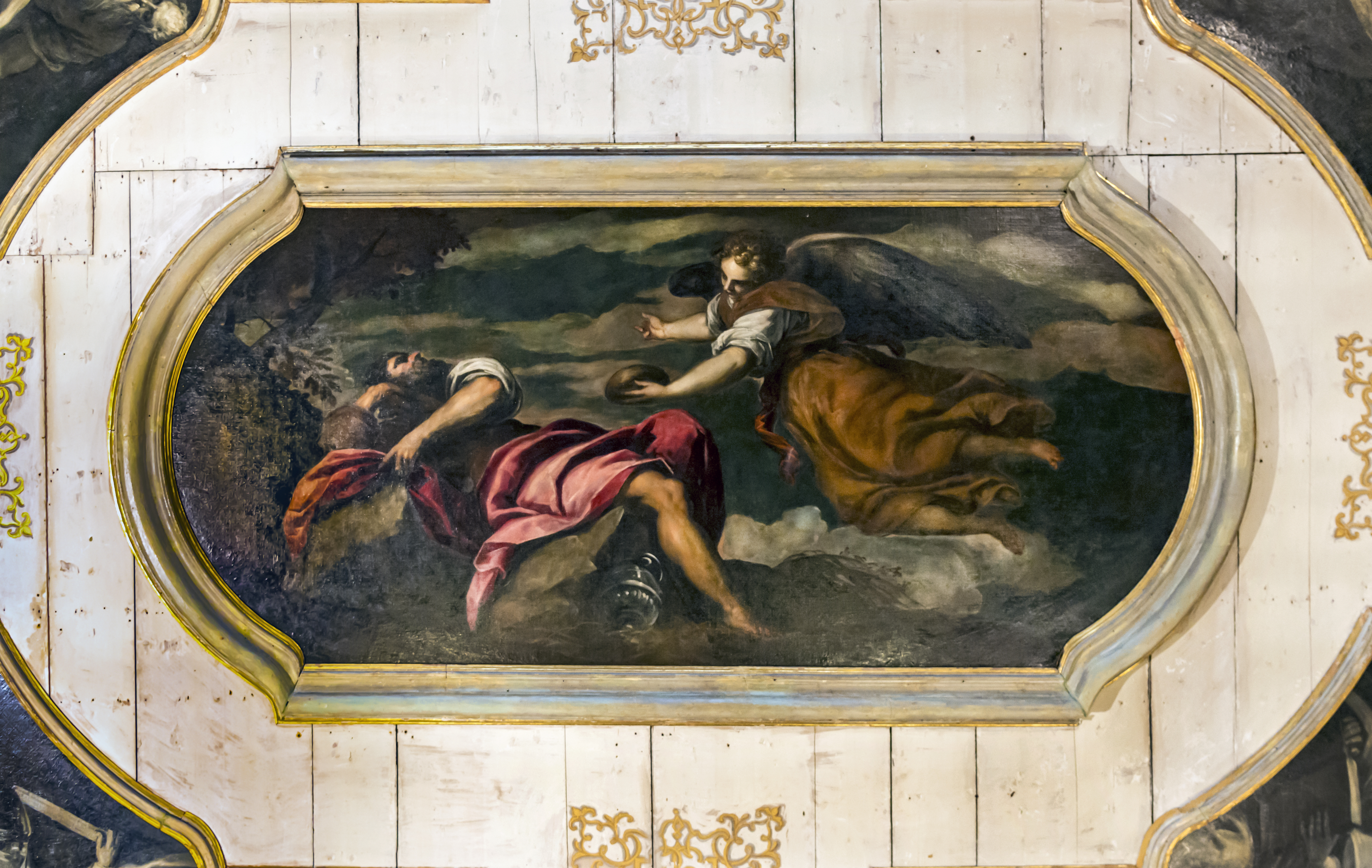
Elia nutrito dall'angelo

#### Parete della porta d'ingresso
Da sinistra, Sant'Elena e Sant'Elena ritrova la Vera Croce; in pieno centro, il Martirio di san Giovanni Battista tra san Lanfranco e san Liberio (originariamente dipinta per l'altare della Schola dei Varoteri, sostituito dal San Lanfranco Beccari tra san Giovanni Battista e san Liberio di Cima da Conegliano, oggi al Fitzwilliam Museum di Cambridge), a destra, L'Imperatore Eraclio riporta la Croce al Calvario.

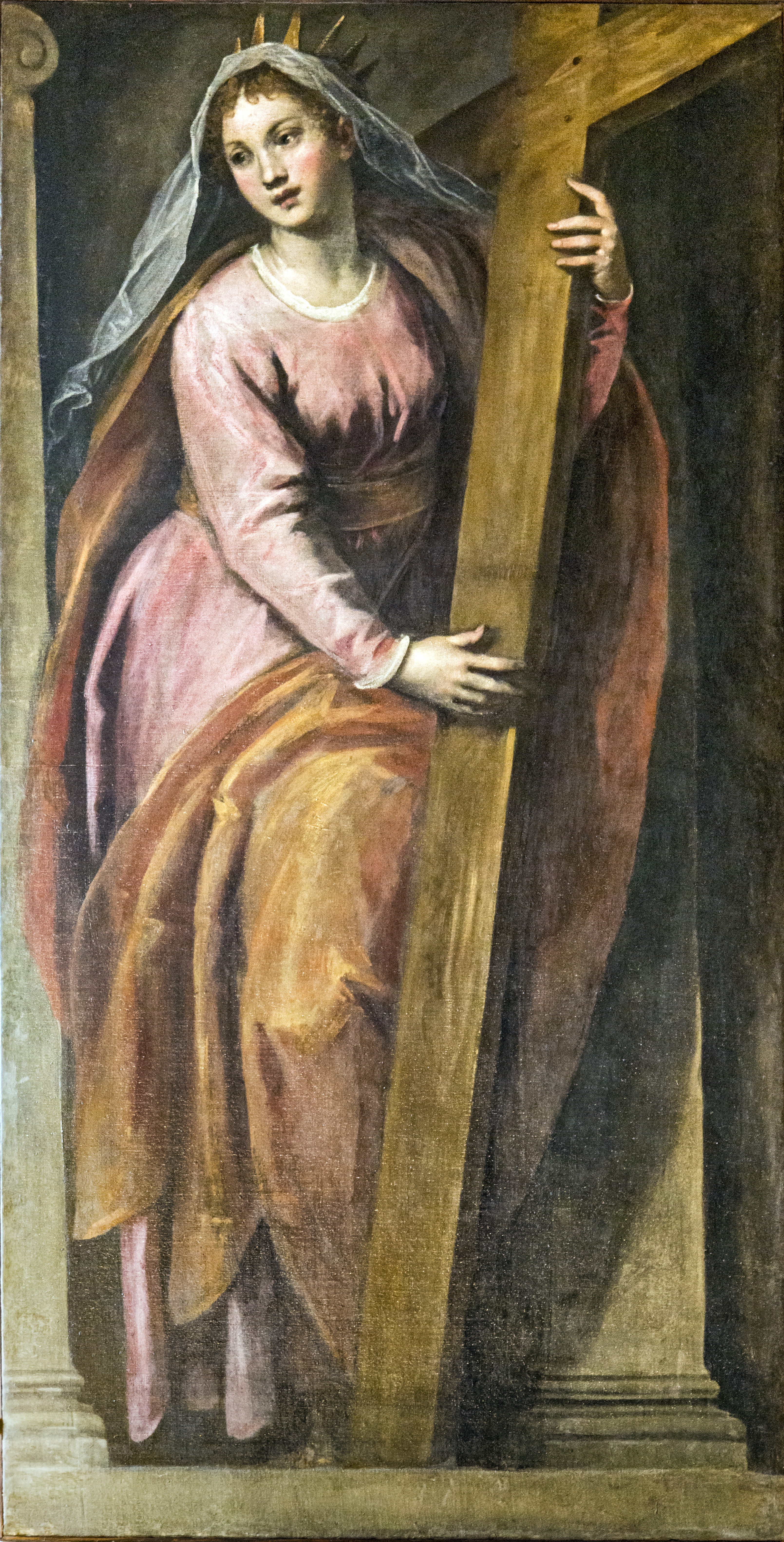
Sant'Elena
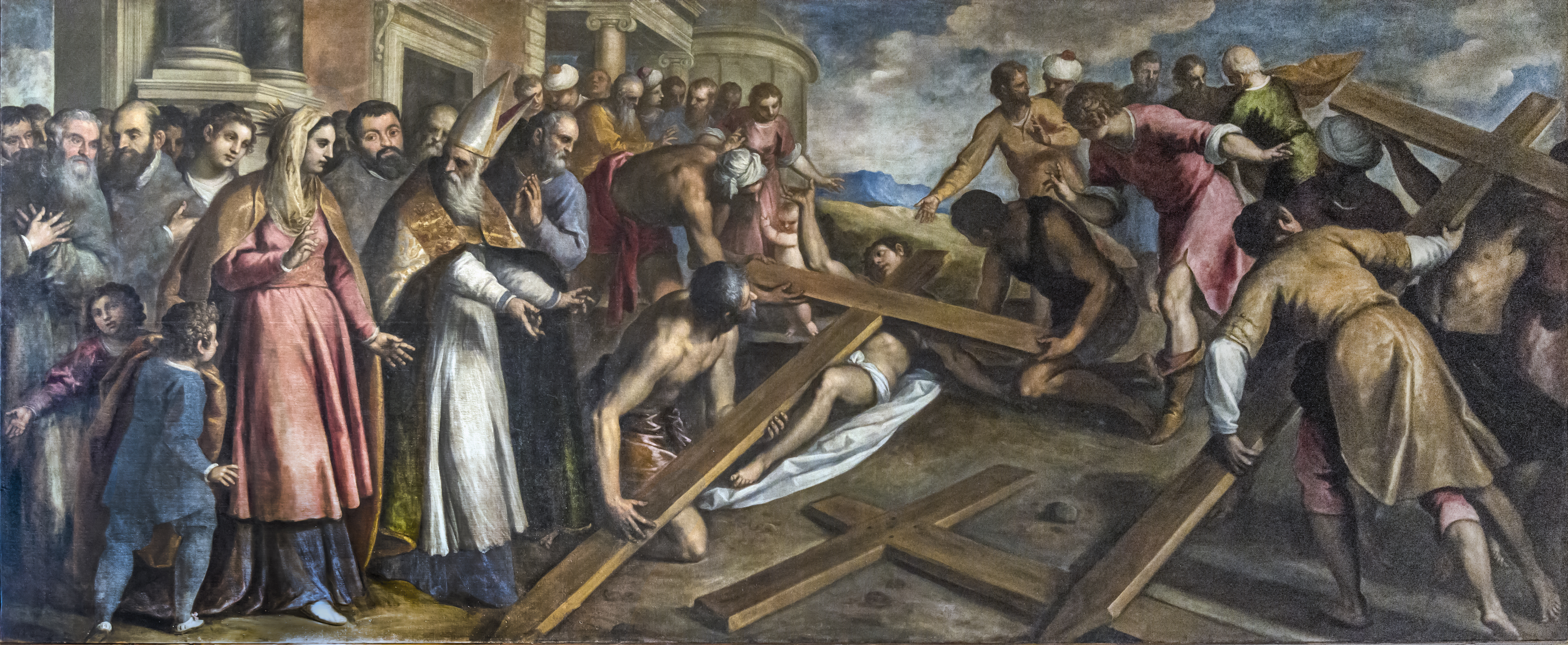
Sant'Elena ritrova la Vera Croce
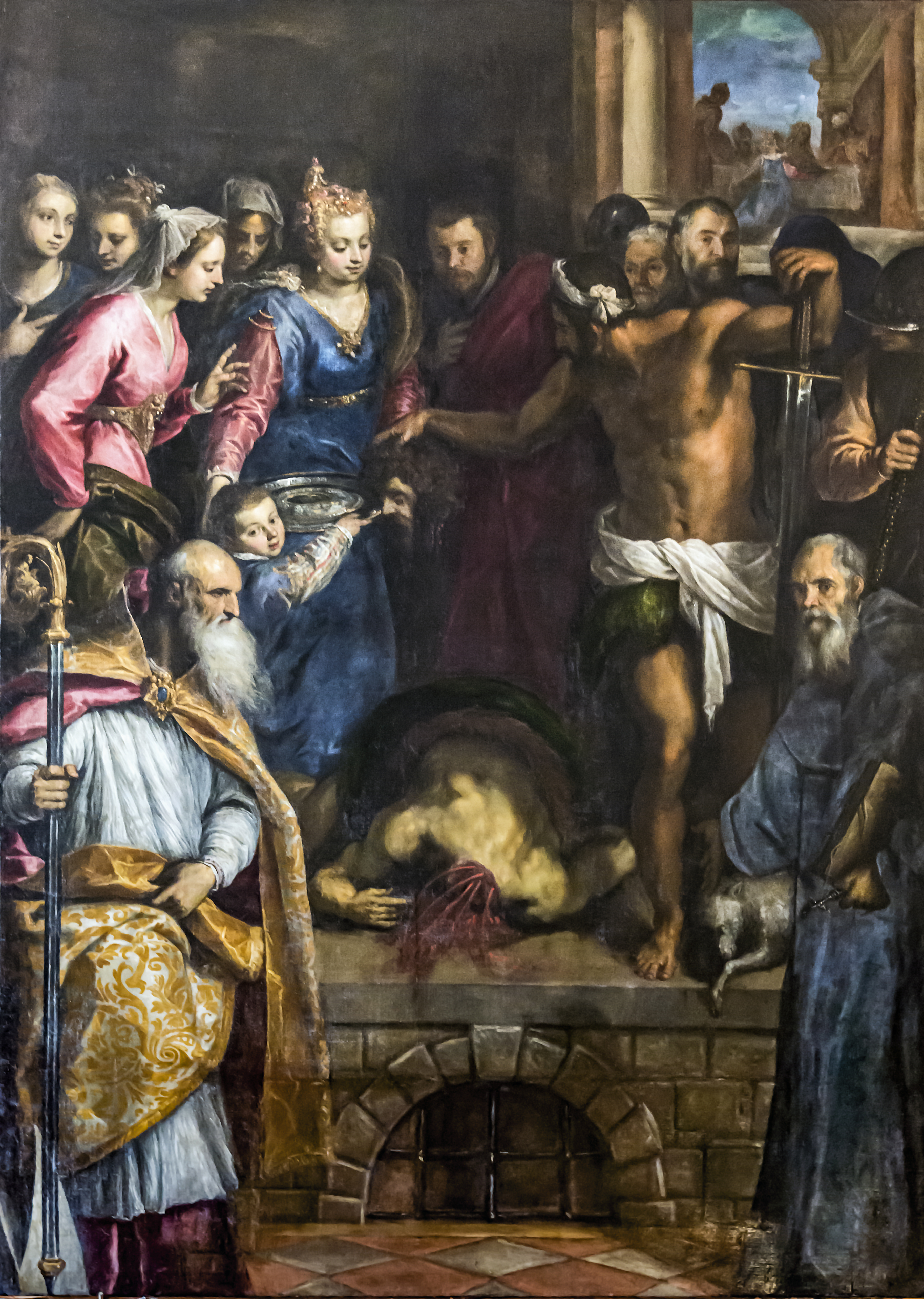
Martirio di san Giovanni Battista tra san Lanfranco e san Liberio
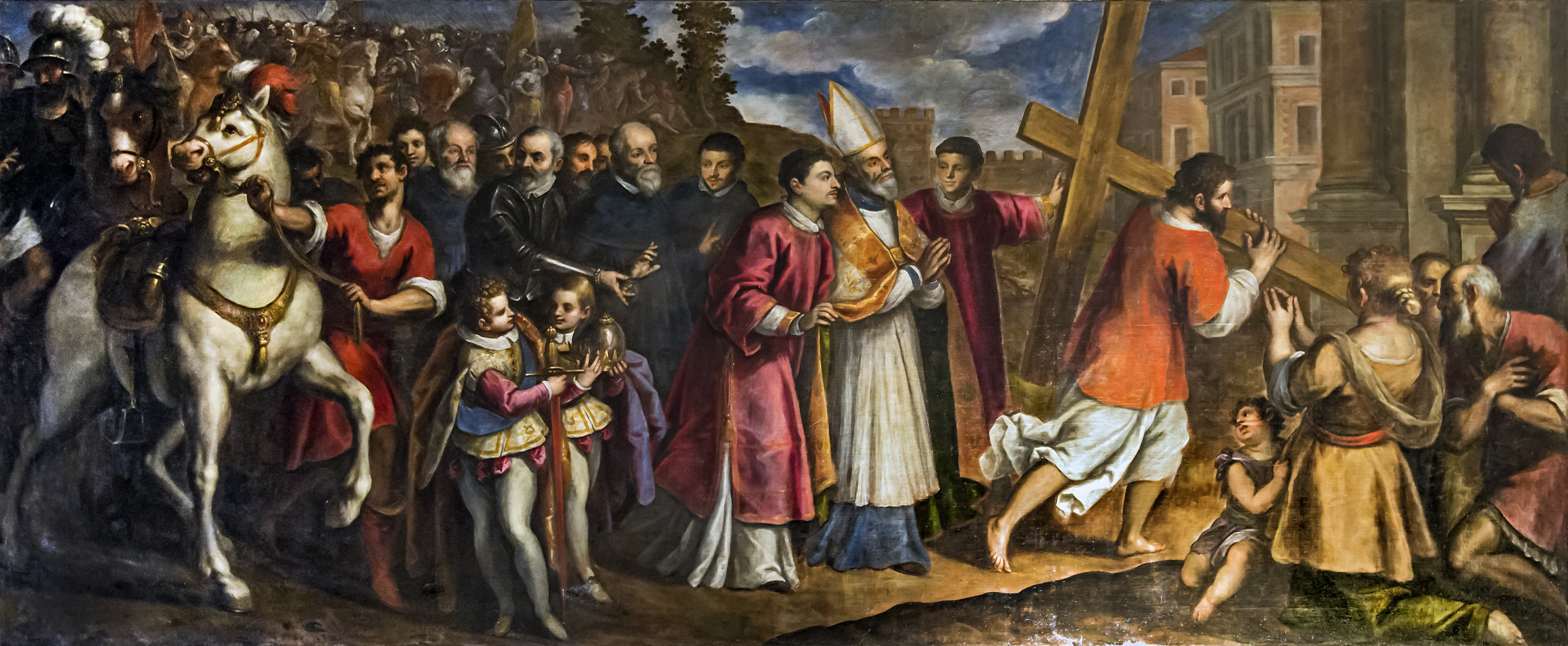
L'Imperatore Eraclio riporta la Croce al Calvario

#### Parete di sinistra
San Ciriaco, vescovo di Gerusalemme; Alessandro III conferma i Crociferi e dona loro la regola - Pio II consegna ai Crociferi la croce d'argento e l'abito ceruleo; San Lanfranco Beccari, vescovo di Pavia.

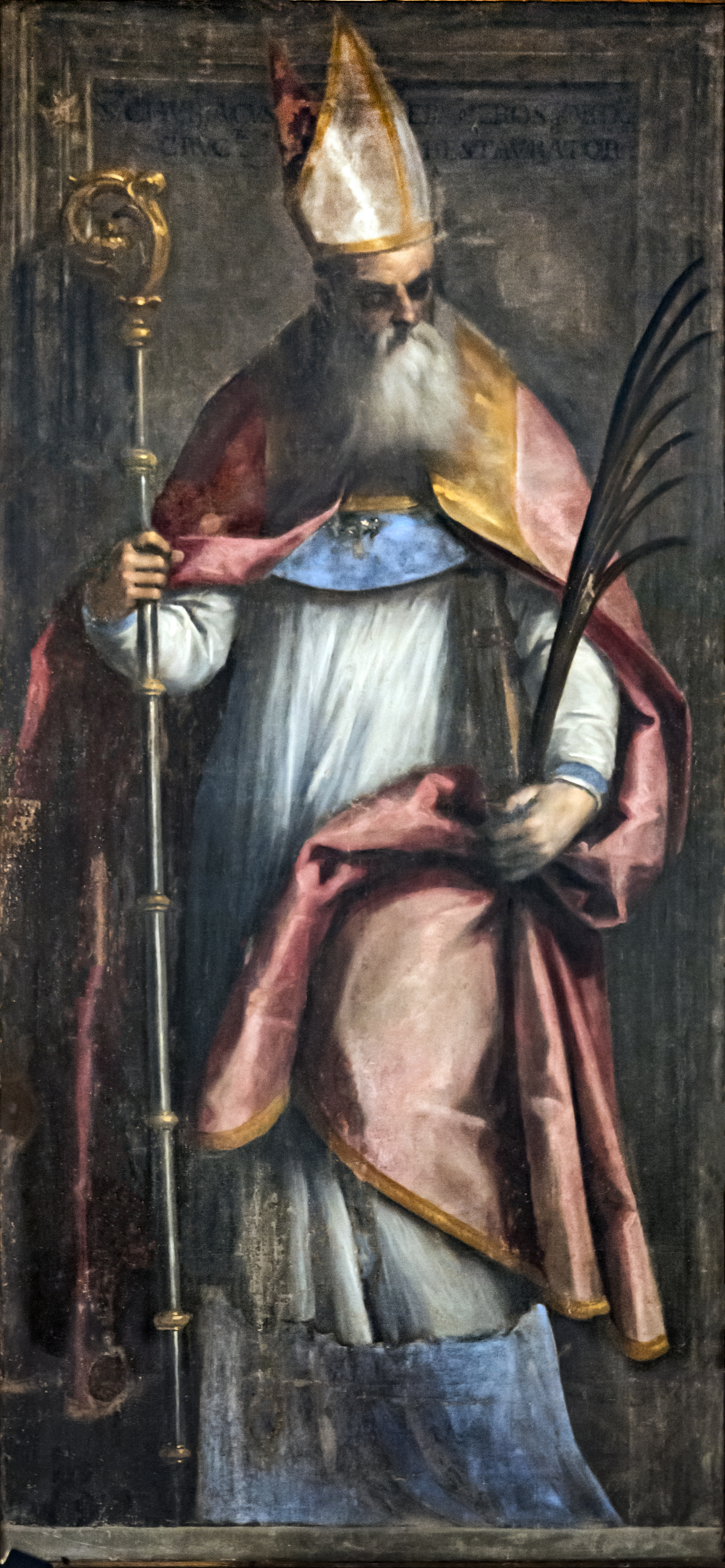
Ciriaco di Gerusalemme
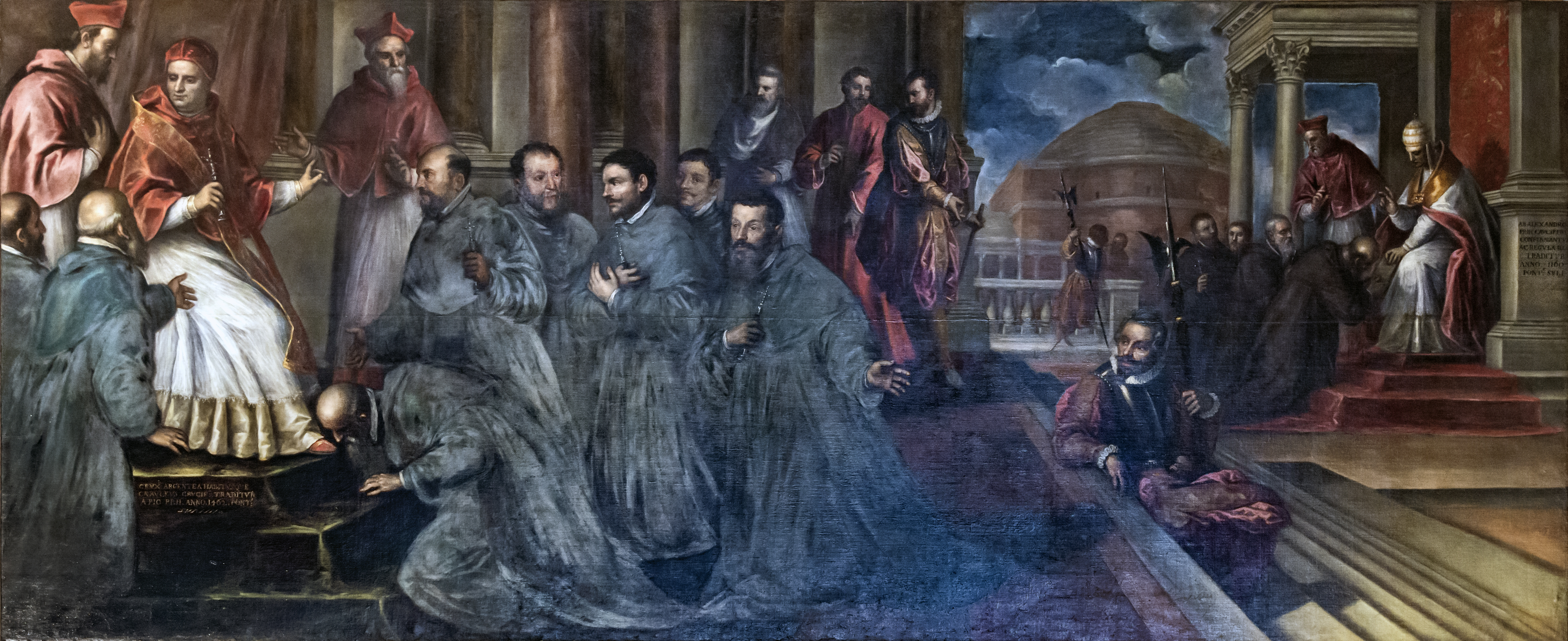
Alessandro III conferma i Crociferi e dona loro la regola - Pio II consegna ai Crociferi la croce d'argento e l'abito ceruleo
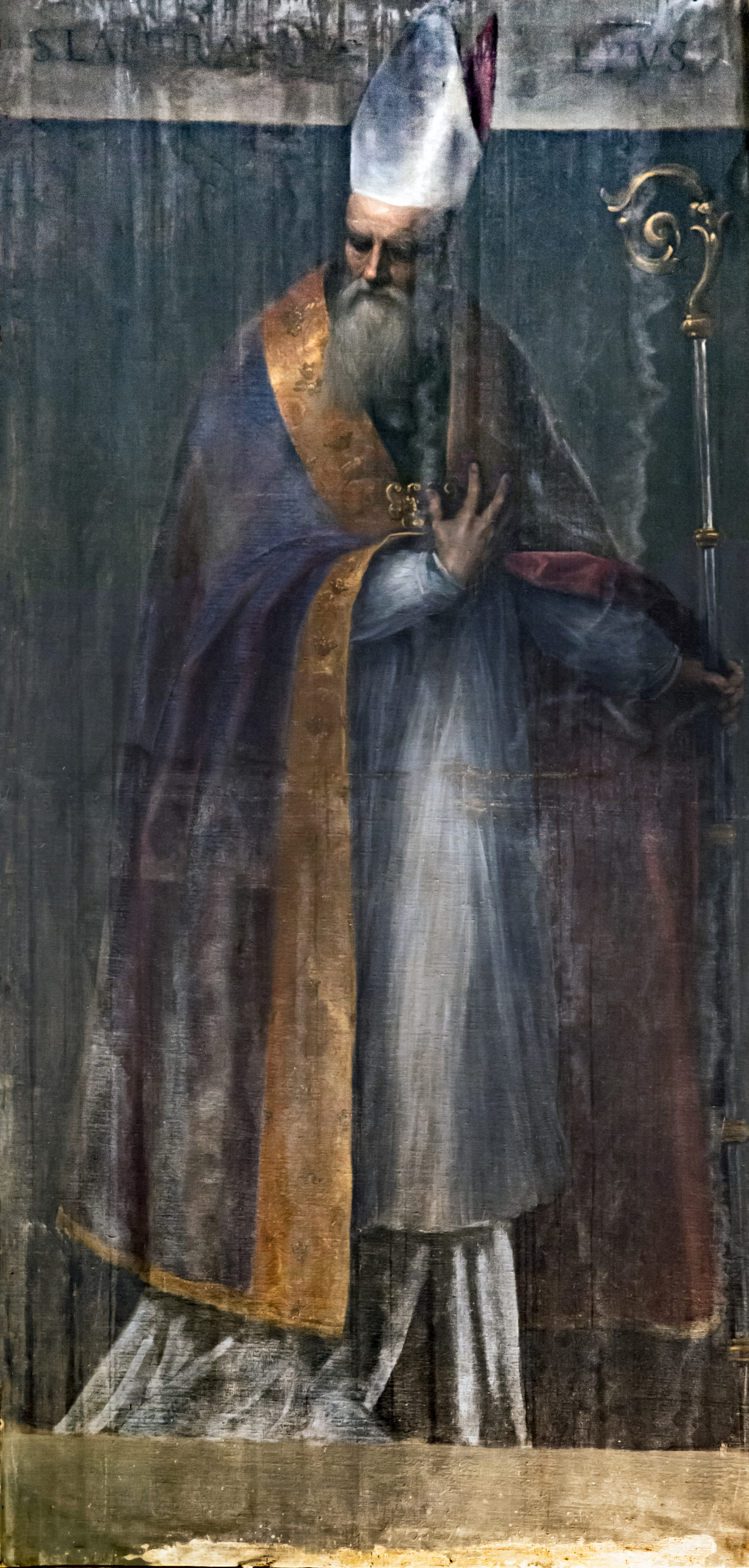
Lanfranco Beccari

#### Parete dell'Altare
A destra dell'altare:  Il serpente di bronzo,  poi un ritratto del Papa Cleto (1592-1593); a sinistra dell'altare Papa San Cleto fonda l'Ordine dei Crociferi - San Ciriaco vescovo di Gerusalemme riconferma l'Ordine (1620 1622).

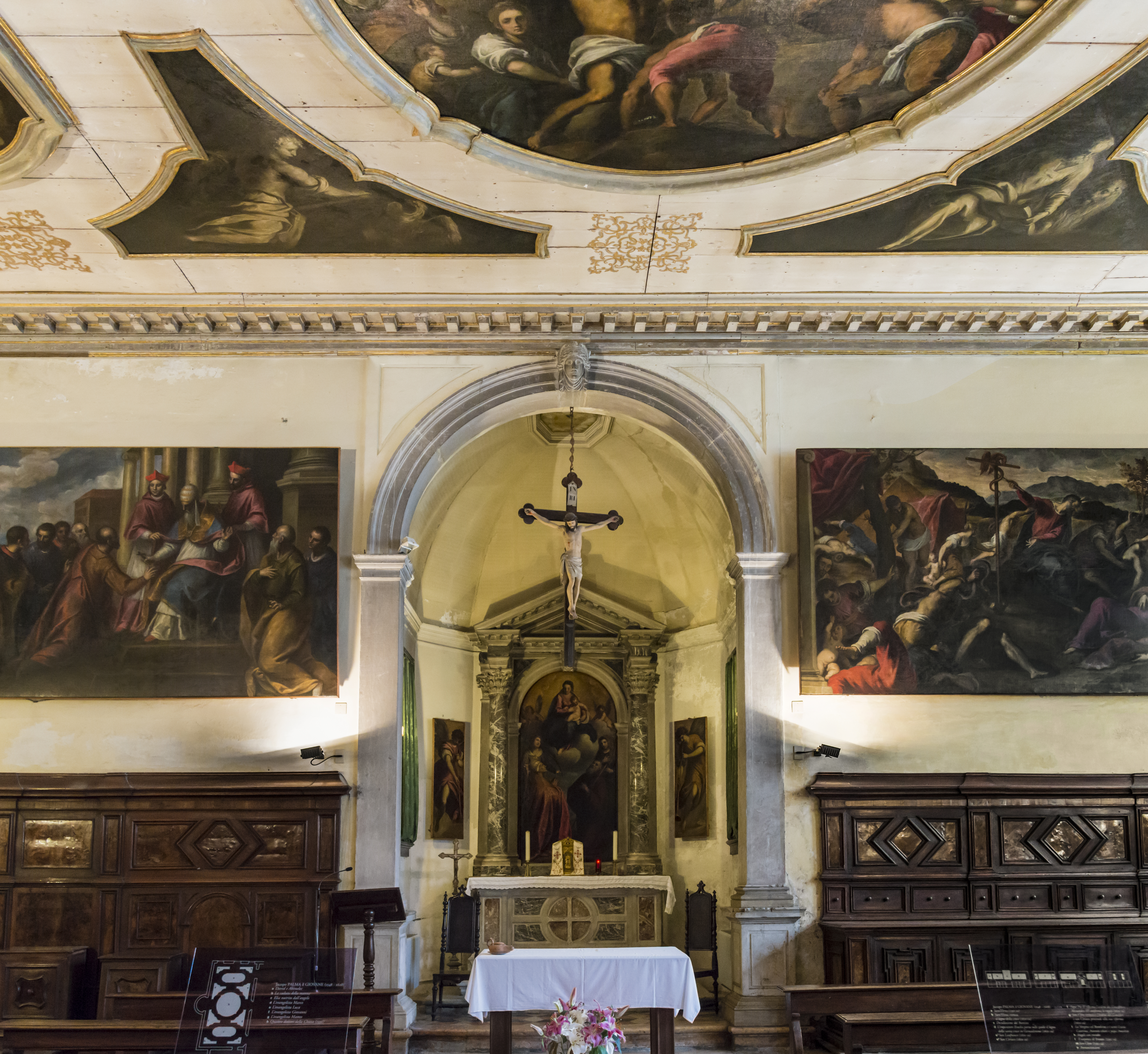
La Sacrestia
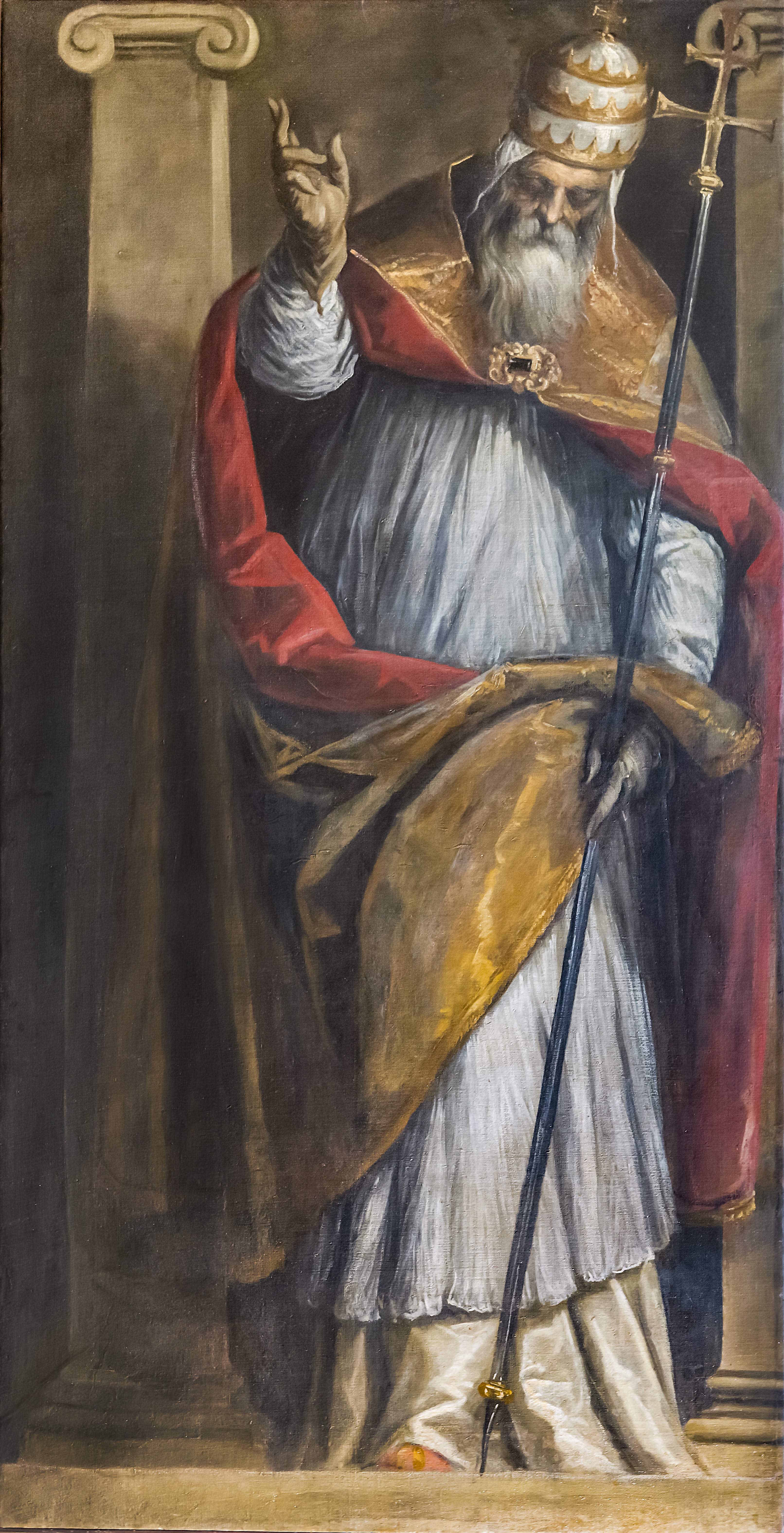
Papa Cleto (1592-1593)
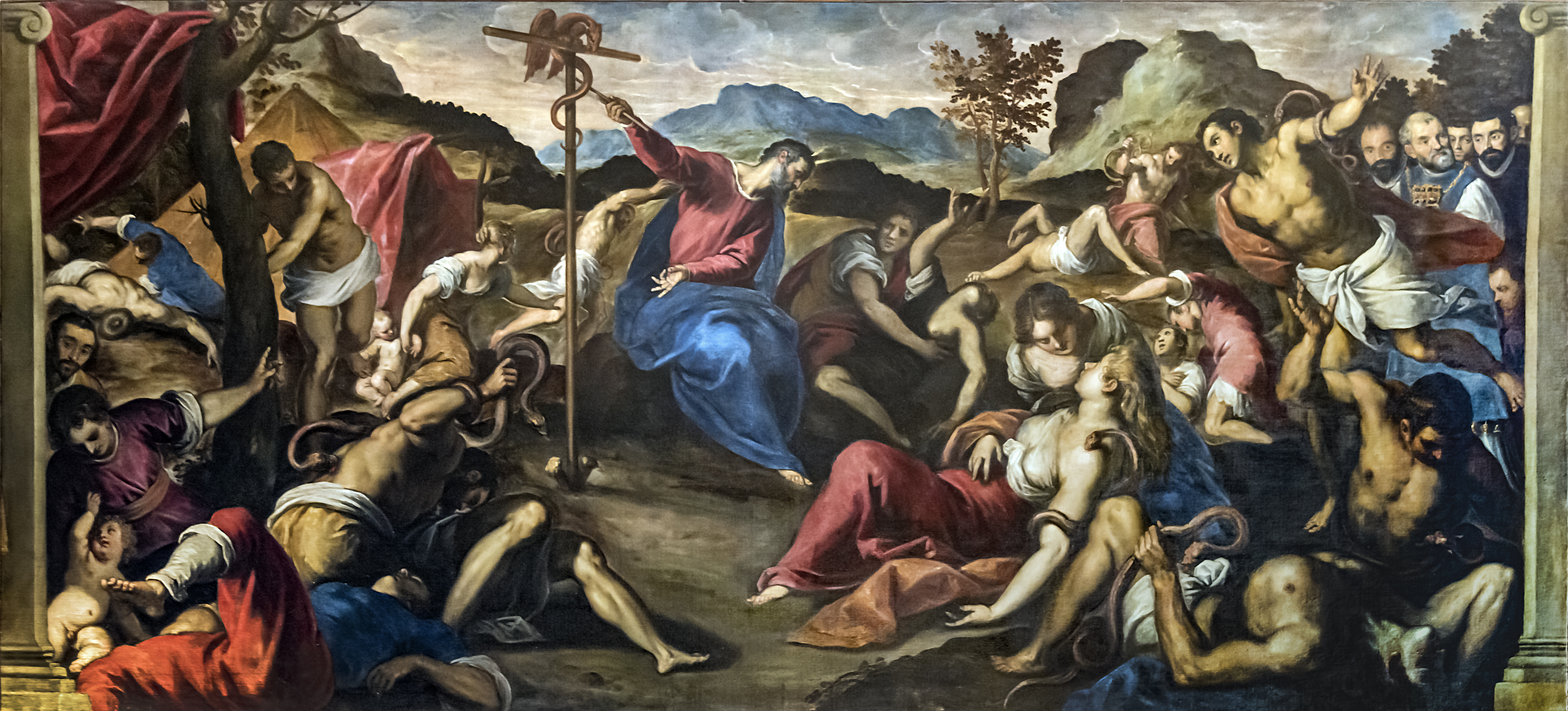
Il serpente di bronzo  (1592-1593)
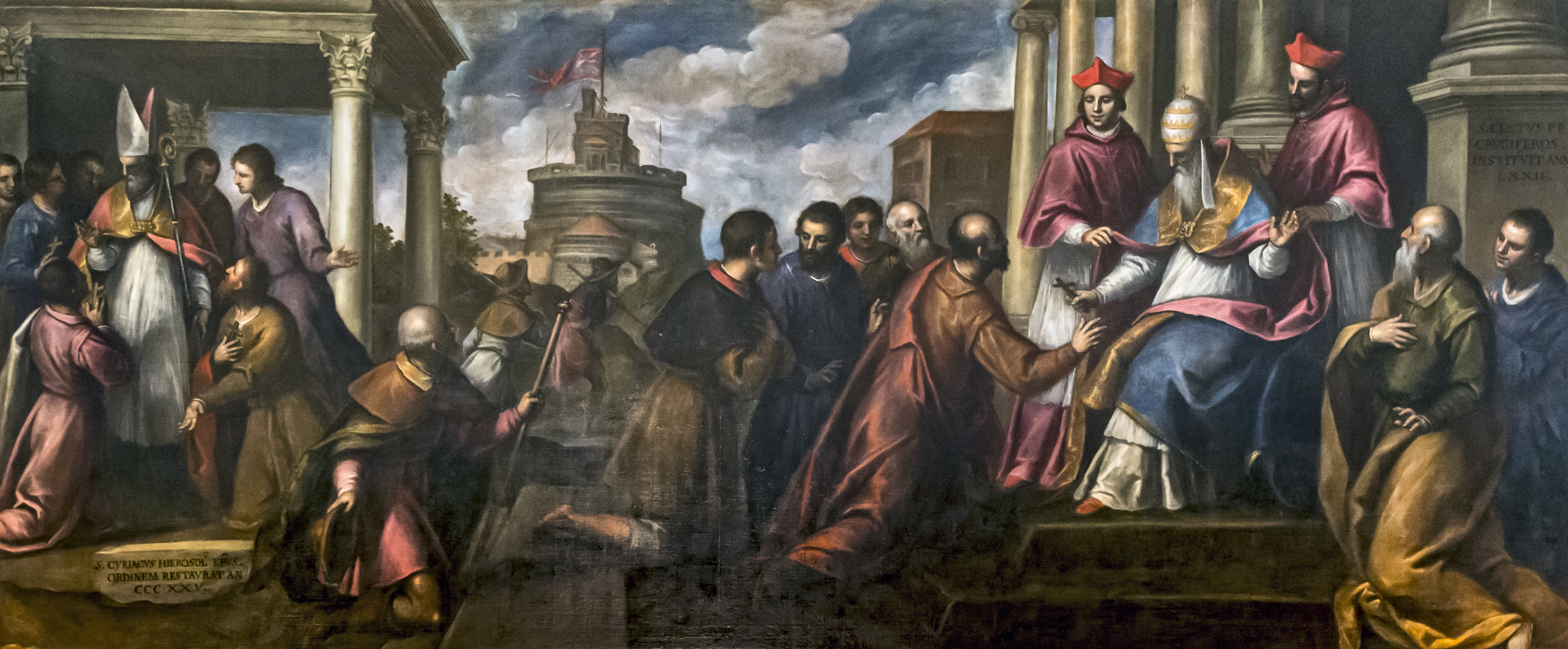
San Cleto papa fonda l'Ordine dei Crociferi - San Ciriaco vescovo di Gerusalemme riconferma l'Ordine

### Centro del transetto
Affresco sul soffitto di Louis Dorigny Il trionfo del nome di Gesù 1732. Sui pilastri ai quattro angoli le statue marmoree degli Arcangeli Michele, Gabriele, Raffaele e Sealtiele scolpite da Giuseppe Torretti. Sealtiele è un arcangelo poco conosciuto, come Uriele e Barachiele le cui statue si trovano nel coro della chiesa. Si tratta dell'accoglimento (seppure parziale quanto al numero delle figure) da parte di papa Alessandro III Farnese e dell'Ordine dei Gesuiti del dogma dei "Sette Arcangeli in adorazione della Vergine Maria", accolto alla metà del Cinquecento a seguito di una visione del sacerdote Antonio Lo Duca di Cefalù, sulla base della più antica tradizione gnostica e della cabala ebraica. D'altronde i Gesuiti intrattenevano anche rapporti con gli Ebrei del vicino ghetto.

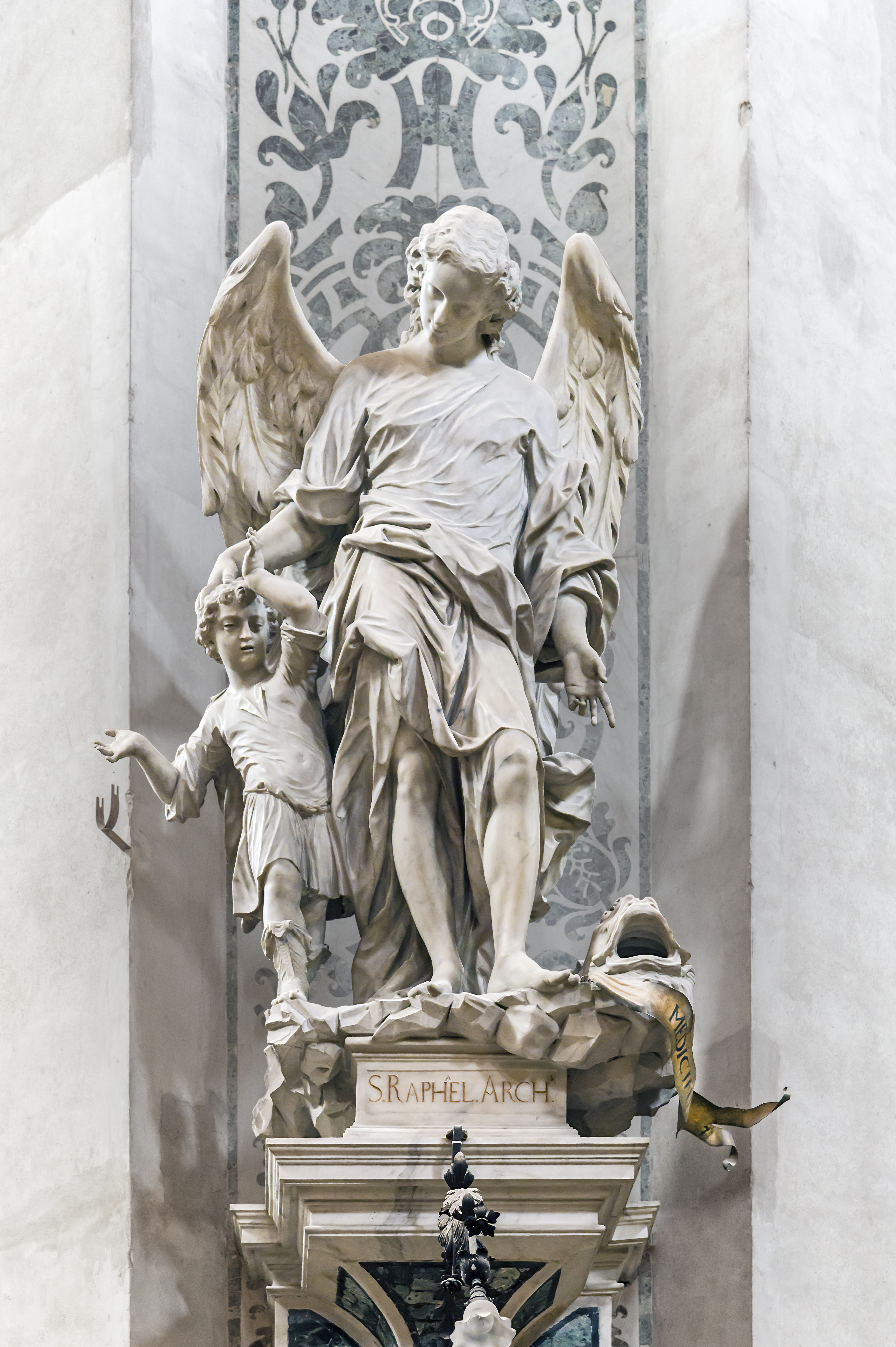
Arcangelo Raffaele di Giuseppe Torretti
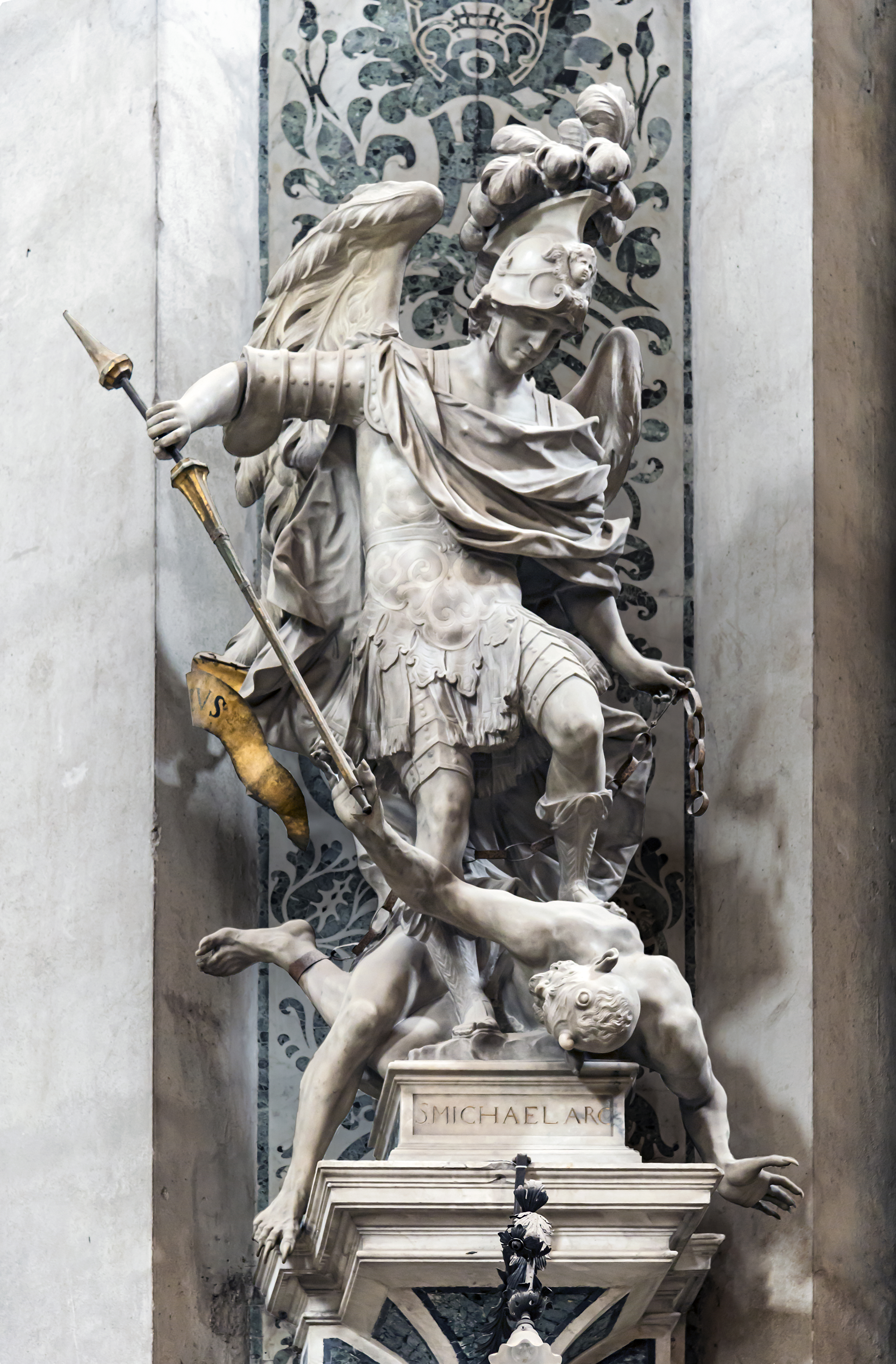
Arcangelo Michele di Giuseppe Torretti
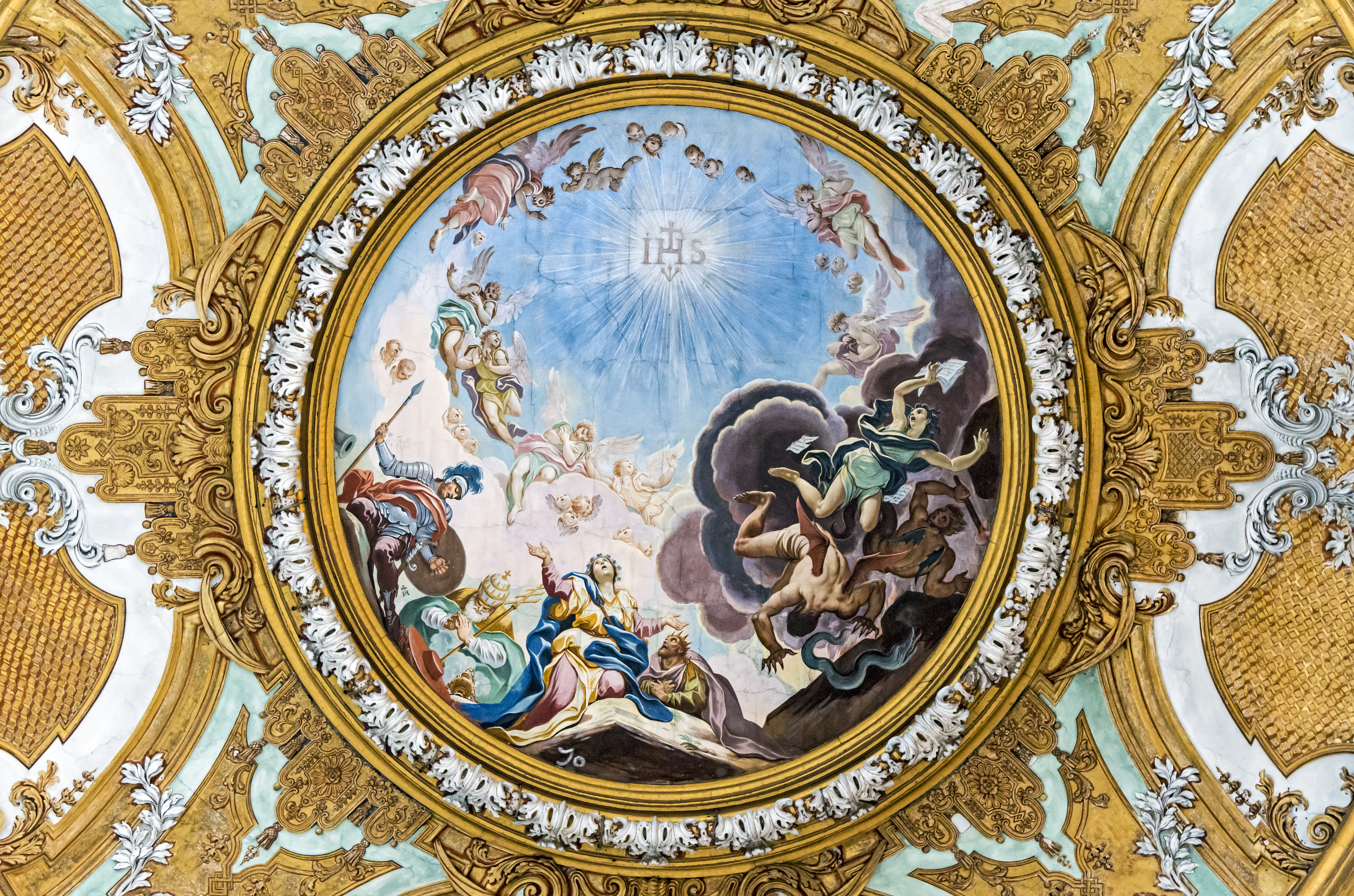
Il trionfo del nome di Gesù di Louis Dorigny
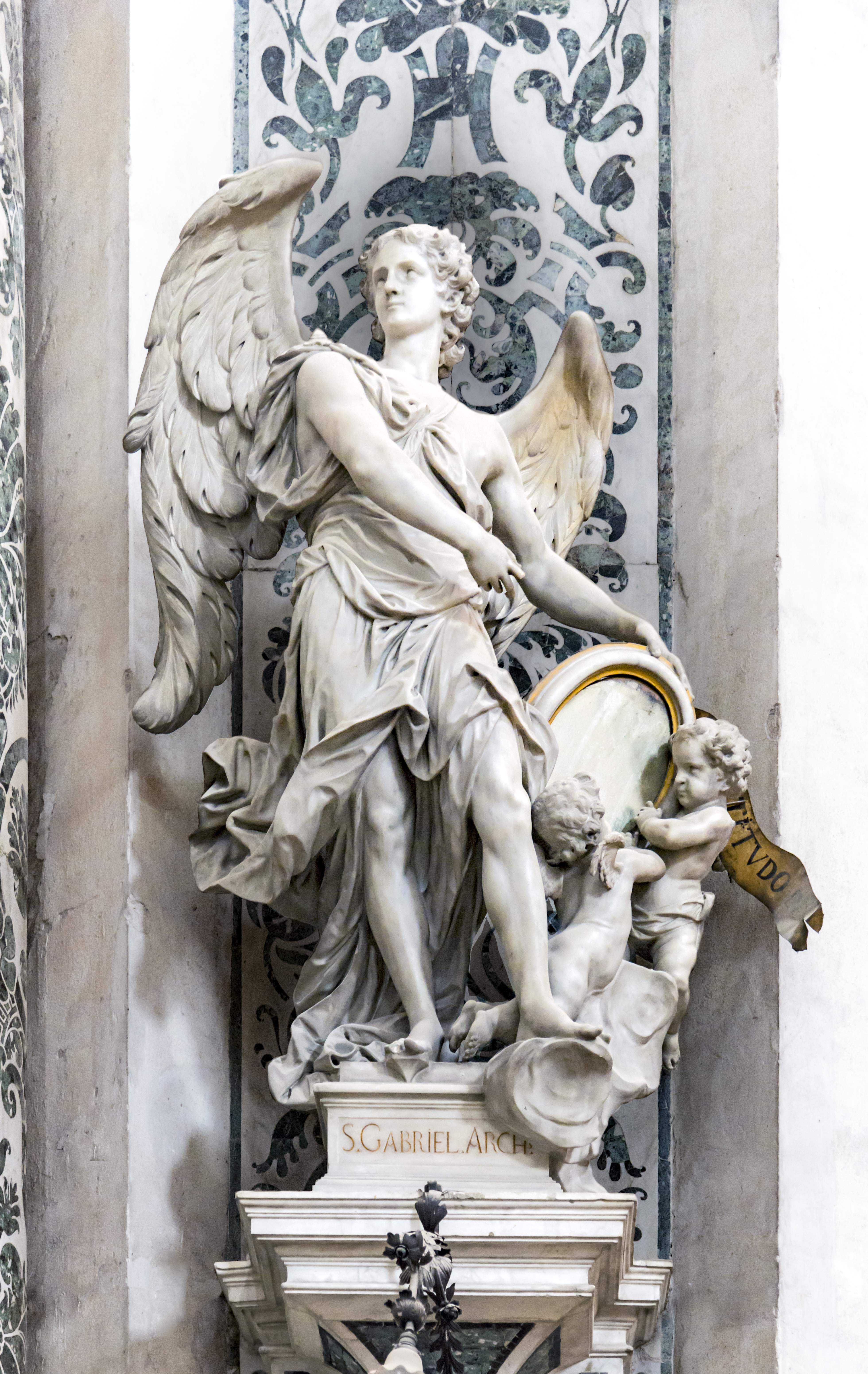
Arcangelo Gabriele di Giuseppe Torretti
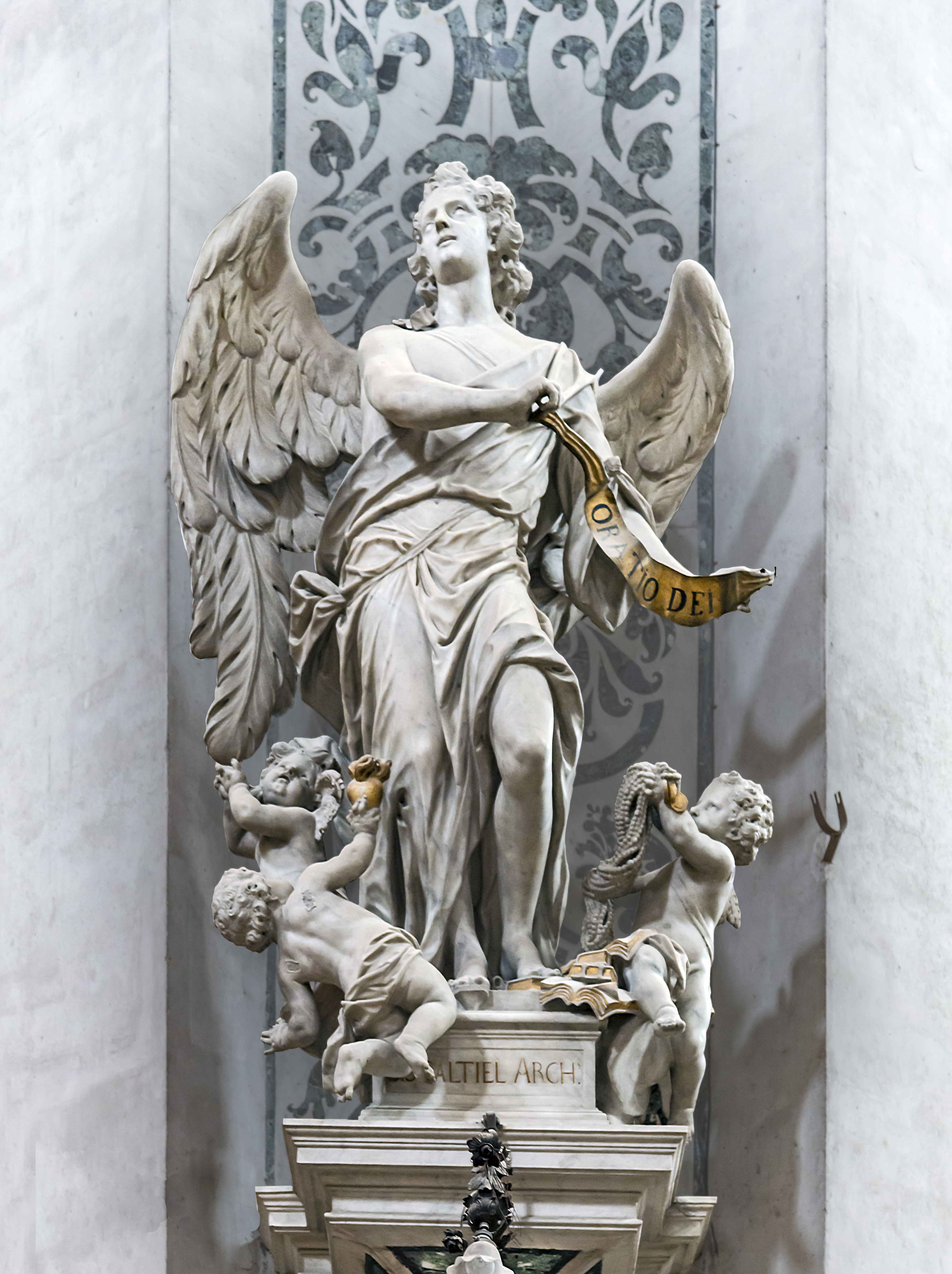
Arcangelo Sealtiele di Giuseppe Torretti

### Abside

#### Cappella di San Giuseppe (cappella di sinistra)
Sull'altare la pala de La morte di San Giuseppe attribuita al genovese Domenico Clavarino (XVII secolo).
Sulla sinistra a cavallo della porta della sacrestia, si trova la tomba del Doge Pasquale Cicogna (1585-1595), di Girolamo Campagna iniziata nel 1600. Il doge era particolarmente vicino a Crociferi, munifico protettore del loro ospedale, e aveva espresso il desiderio di essere sepolto nella loro chiesa. Le iscrizioni sul monumento che ricorda la guerra di Candia (Creta), la peste a Padova e la carestia per la Repubblica.

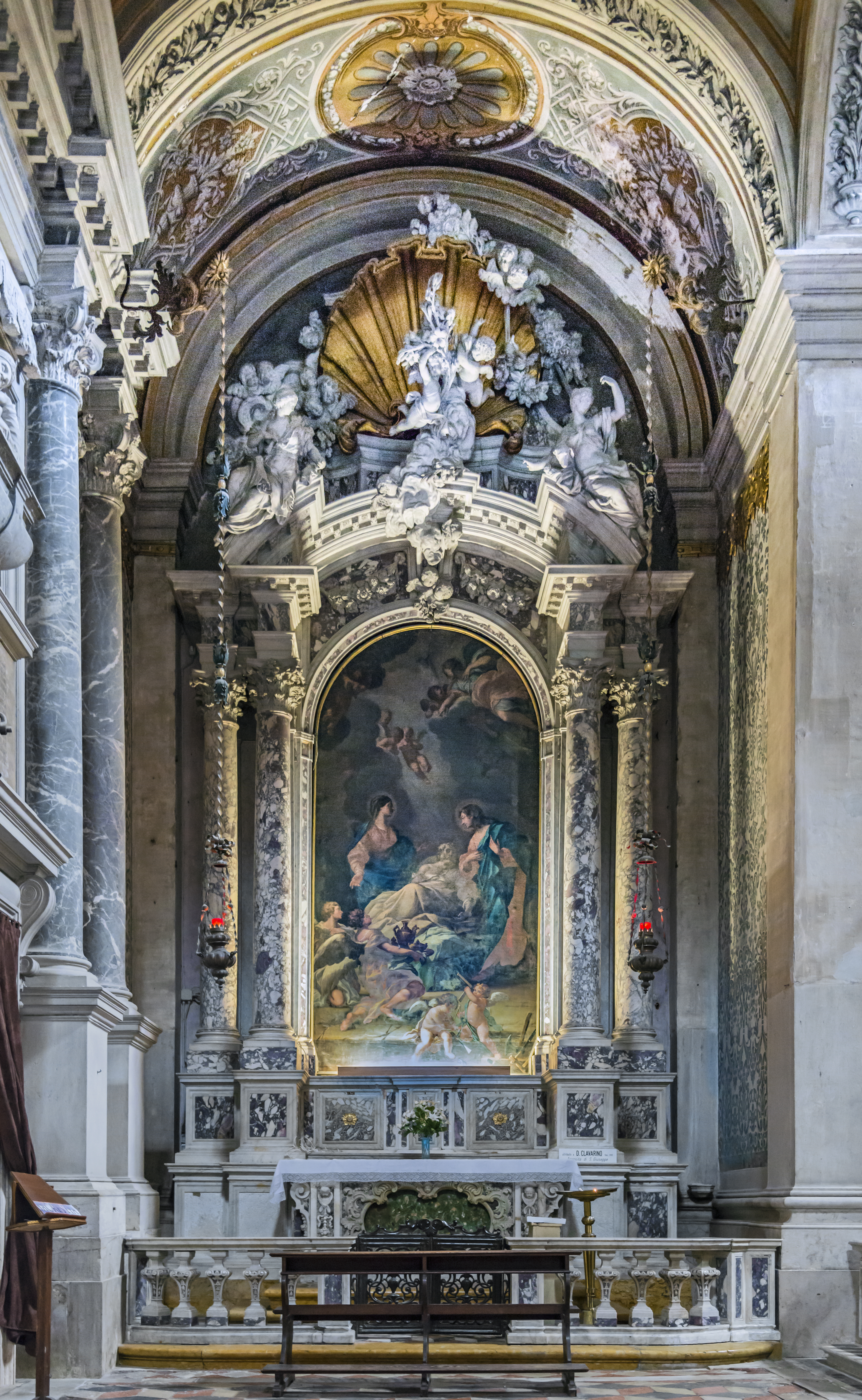
Cappella di San Giuseppe
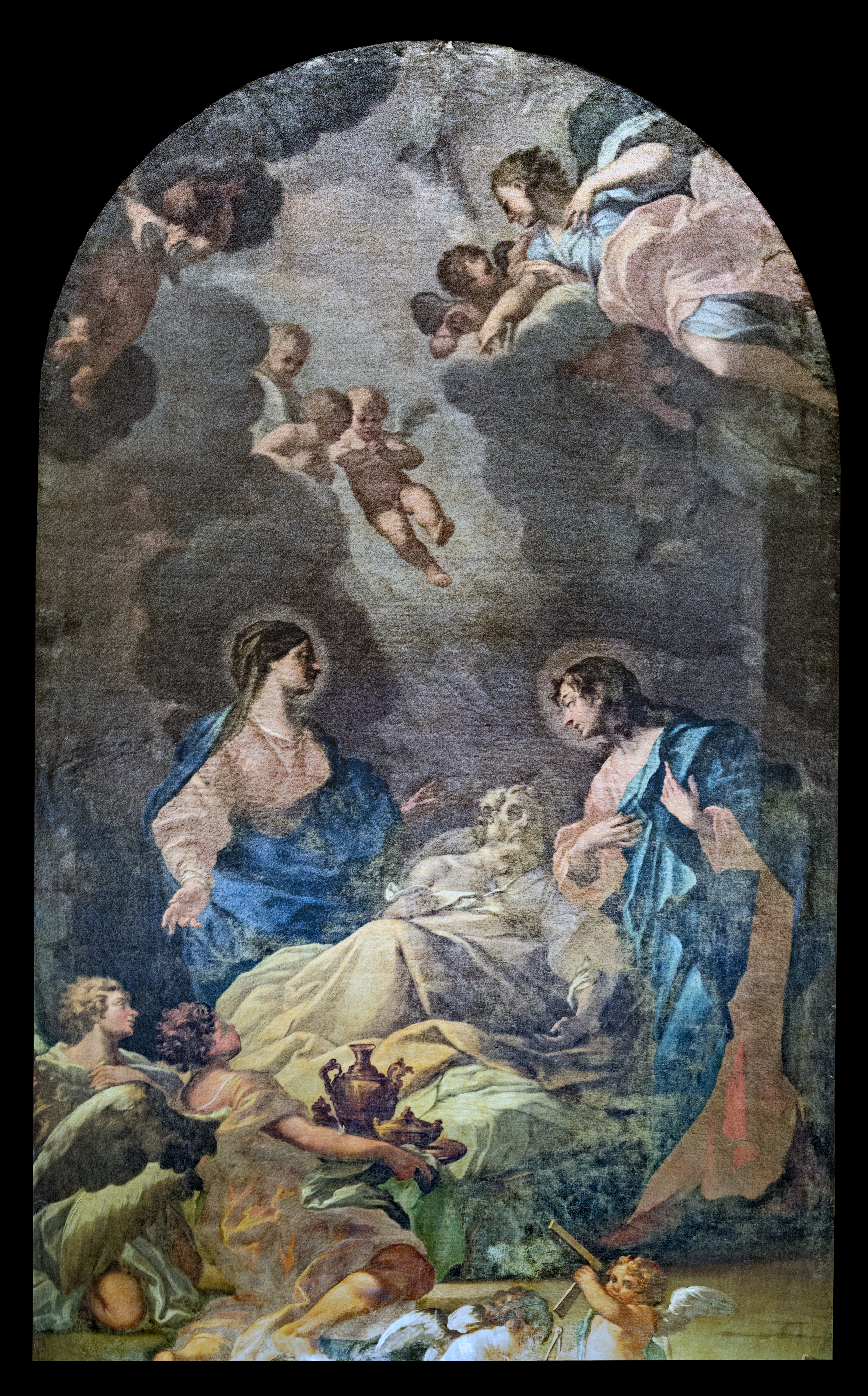
La morte di Giuseppe di Domenico Clavarino
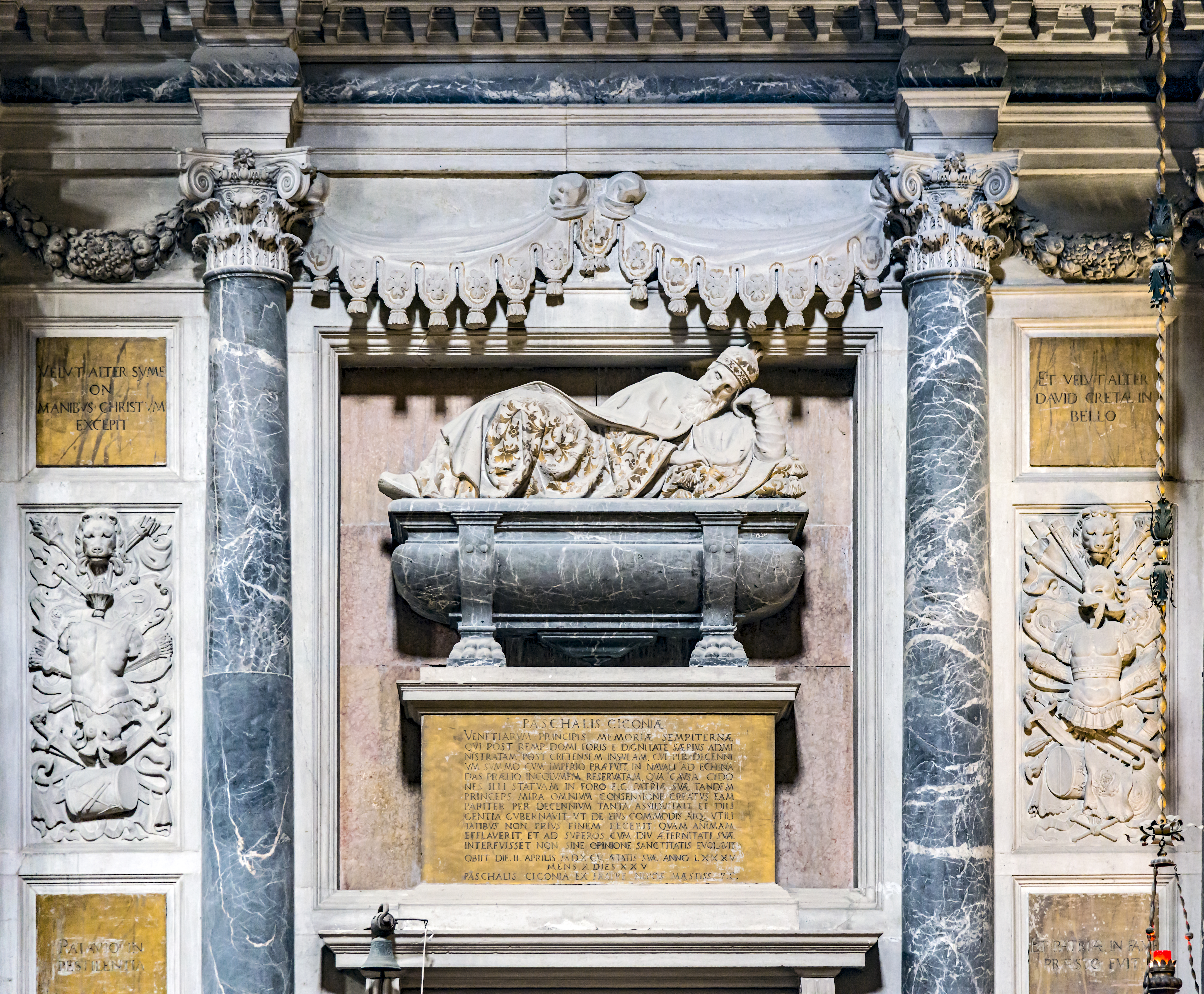
Monumento del Doge Pasquale Cicogna

#### Presbiterio
Lo scenografico altare, dedicato alla Santissima Trinità e progettato sempre da Pozzo, è sormontato da un grande baldacchino con una cupola decorata da squame bianche e verdi e sostenuto da dieci colonne tortili di marmo verde antico. Sopra il sontuoso tabernacolo tempestato di lapislazzuli, è posto il gruppo marmoreo dell'eterno Padre e del Cristo seduti sul globo con il motto sufficit sola fide (la fede è tutto ciò che serve). Dall'apertura sotto la cupola del baldacchino spuntano i raggi dello Spirito Santo circondato dagli spiriti celesti.
Sui pilastri ai lati del presbiterio gli Arcangeli Barachiele e Uriele che sostengono delle lampade. L'arcangelo Barachiele (Benedizione di Dio), a destra, secondo la tradizione illumina il cammino di Israele. L′Arcangelo Uriele (Luce di Dio), è posto di guardia alla porta dell′Eden con la sua spada fiammeggiante qui sostituita con una lampada da messa.
Nella volta l′affresco Angeli musicanti in Gloria  di Louis Dorigny (1732).

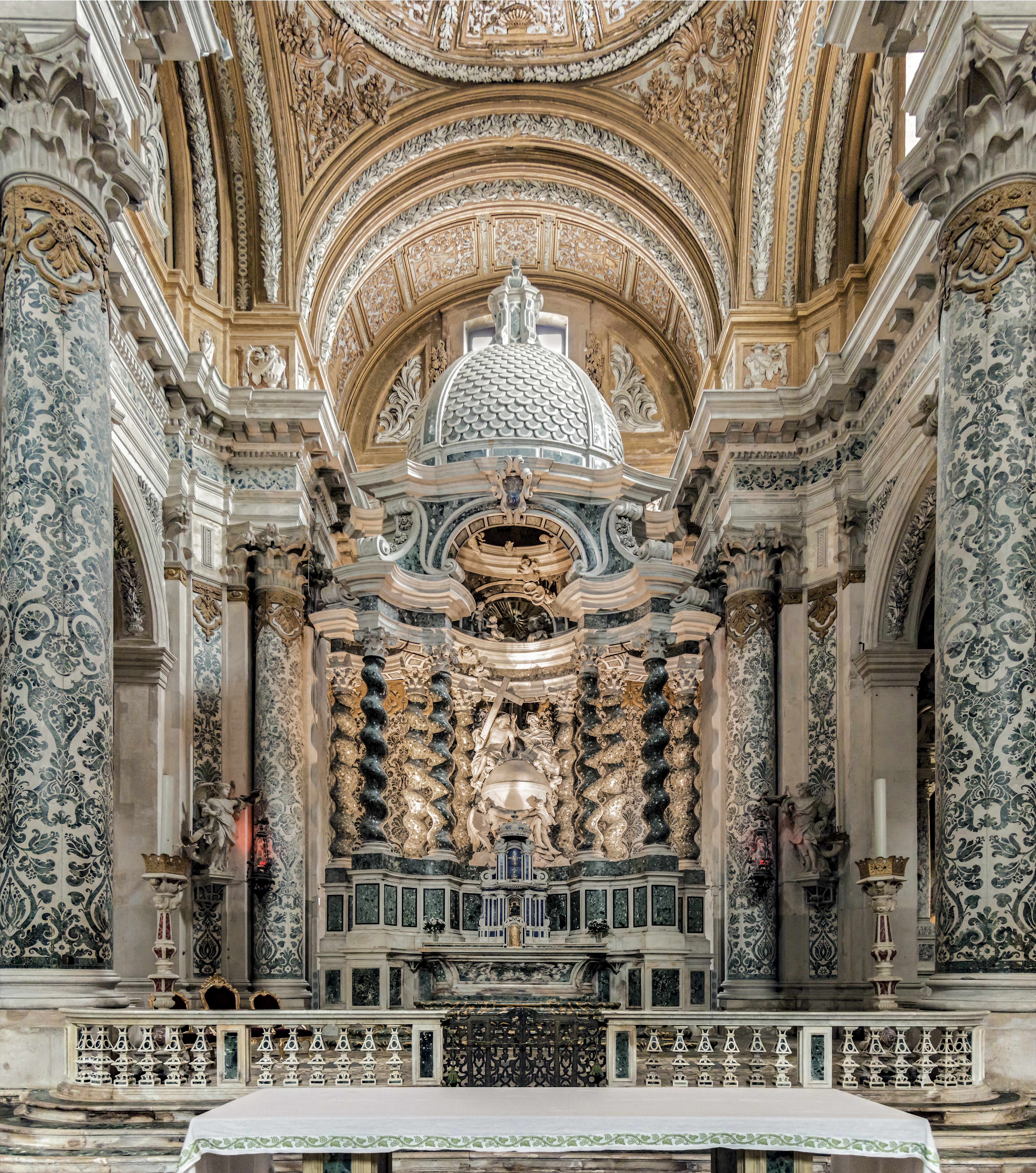
L'altare maggiore
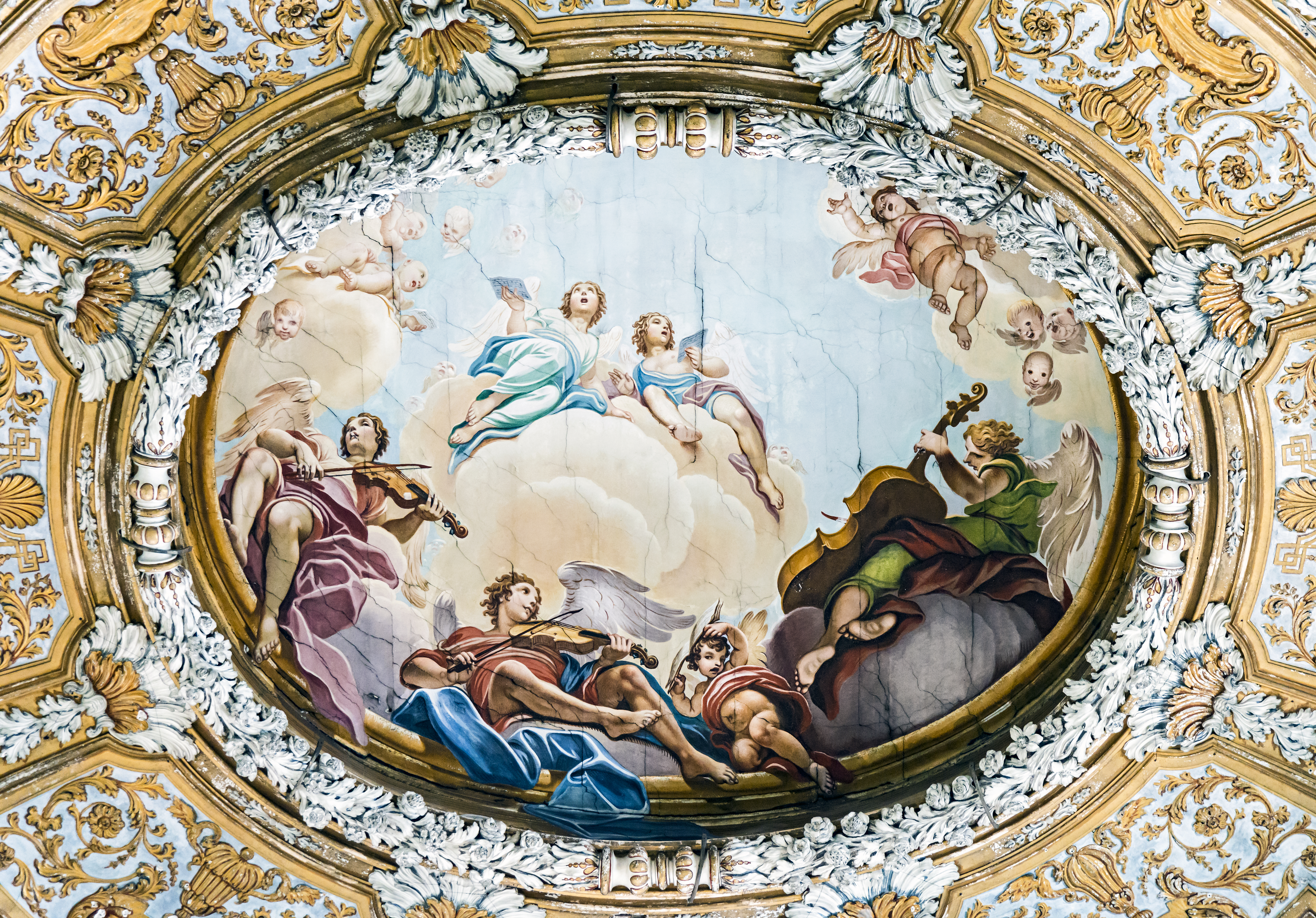
Angeli musicisti in gloria  di Louis Dorigny
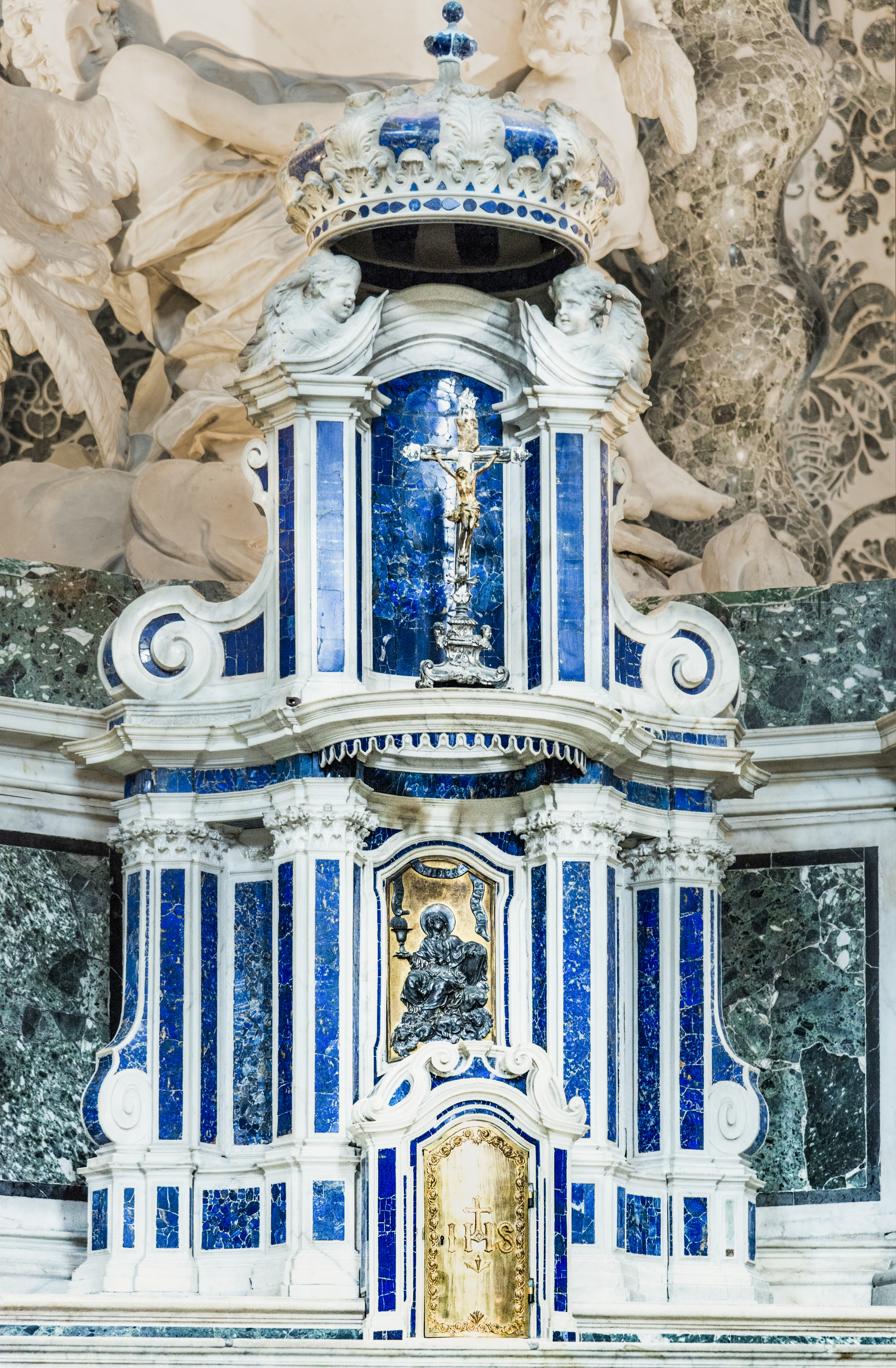
Tabernacolo di Jacopo Antonio Pozzo
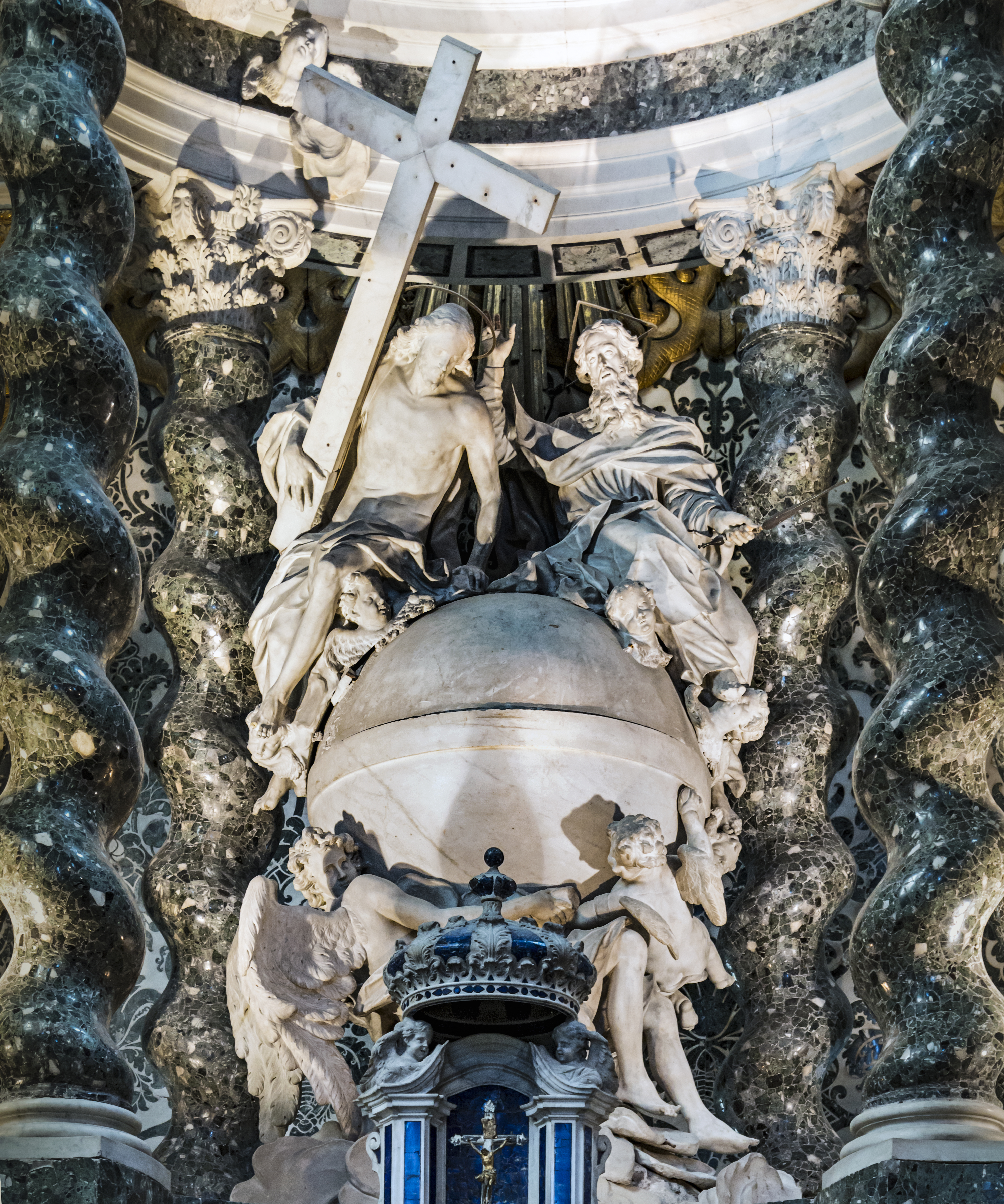
Sufficit sola fide di Giuseppe Torretti

#### Cappella della Famiglia Zeno (cappella di destra)
Sull′altare, sormontato da angeli marmorei, La predicazione in oriente di San Francesco Saverio, è opera di Pietro Liberi. L'ambiente barocco apparteneva in origine alla nobile famiglia Zeno, dimorante nel vicino palazzo cinquecentesco, come indica lo stemma al centro del pavimento. 
Sulla parete destra: La tomba del principe Orazio Farnese di Parma (1676), eretta su richiesta del Senato in memoria della condotta eroica di questo capitano nella battaglia dei Dardanelli. Si tratta di un'opera dell'architetto Baldassarre Longhena e dello scultore Giusto Le Court che deriva dal loro precedente Monumento pubblico al principe Almerico d'Este di Modena (1666) nella Basilica dei Frari.

### Transetto di destra

#### Altare di Sant′Ignazio di Loyola
Fu costruito nel 1726 a spese del procuratore di San Marco Vettor Grimani, incaricandone lo scultore Pietro Baratta.. Al centro è la statua del fondatore della Compagnia di Gesù: Sant′Ignazio, che ne mostra le Costituzioni dell'Ordine. Sulle ali del timpano poggiano le statue della Fede e della Carità. Nel paliotto dell'altare i tre bassorilievi presentano (da sinistra): Sant′Ignazio dona gli abiti ad un povero; Ignazio nel Monastero di Manresa in Catalogna; La Cappella della Visione di sant'Ignazio a La Storta (Roma). 

#### Organo
È l'unico funzionante, la copia sull'altro lato ha una funzione meramente estetica di simmetria. Come il gemello, presenta una cantoria intarsiata di marmi bianchi e verdi anche nel soffitto sottostante, la balconata è alleggerita da sette oculi delicatamente traforati con motivi vegetali. La cassa in legno dorato presenta tre aperture ad arco sormontate centralmente da un timpano spezzato e da volute ai lati, parte della decorazione a rilievo è andata perduta.

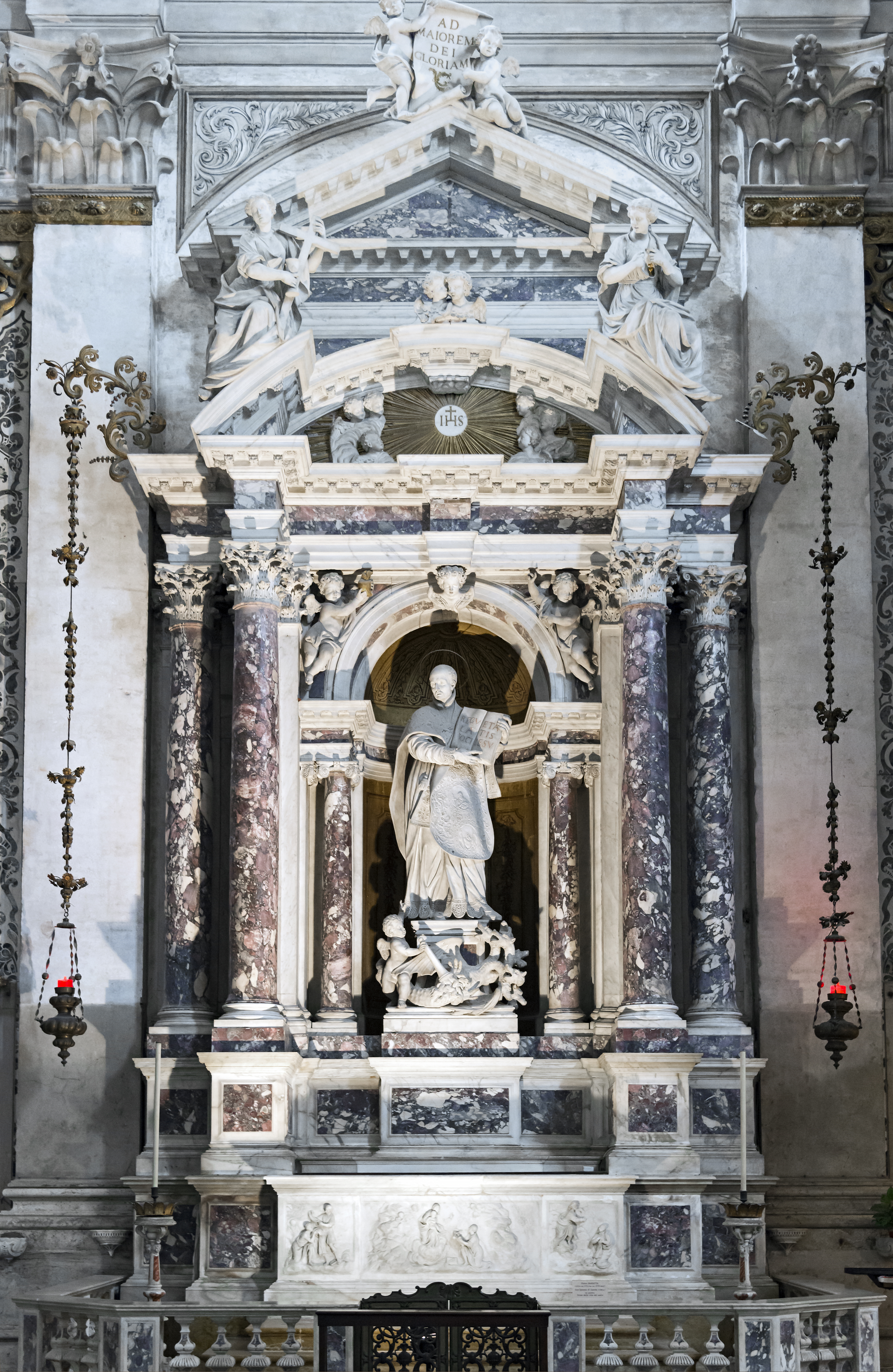
La cappella di san Ignazio
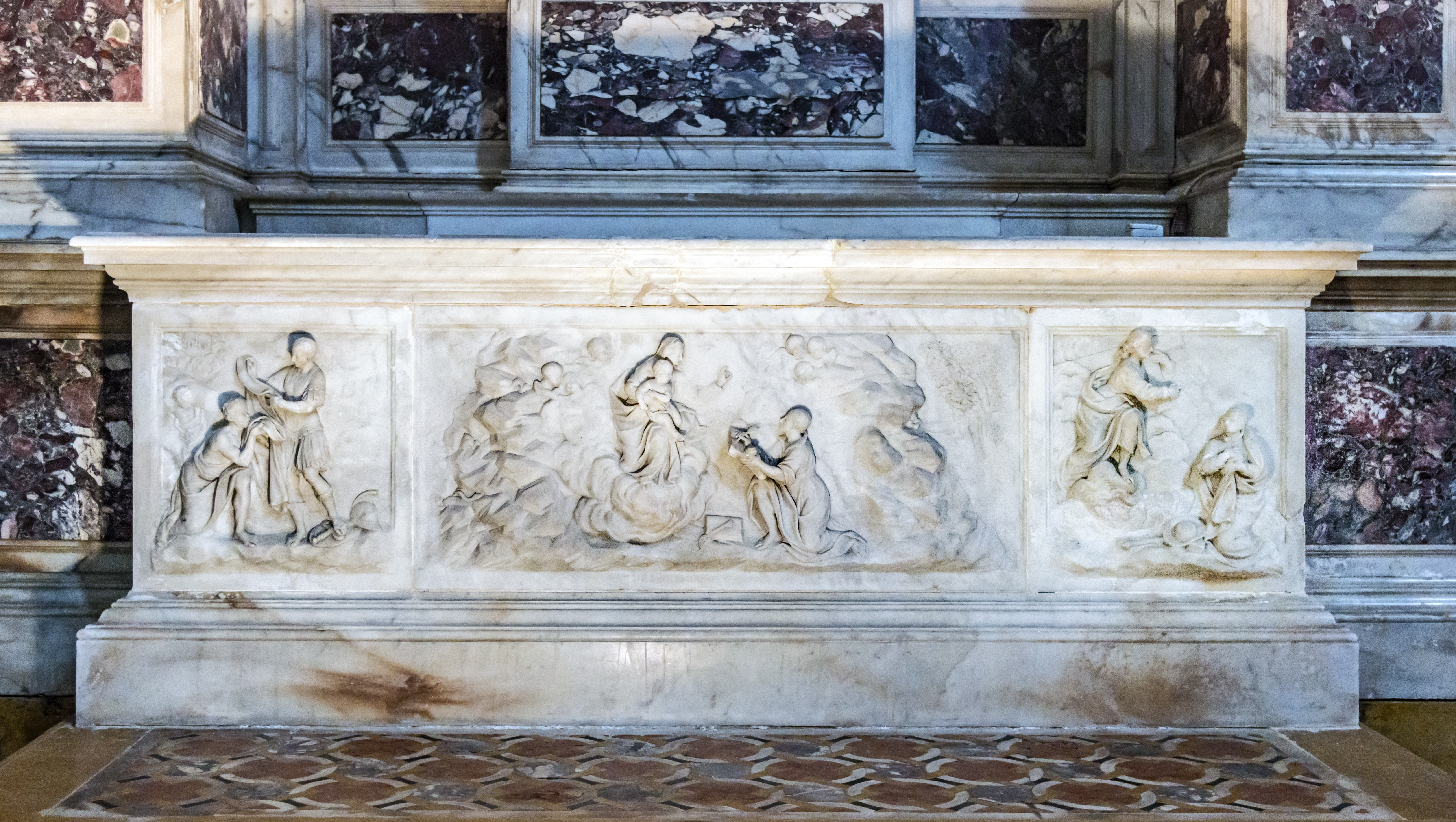
Paliotto dell'altare di san Ignazio
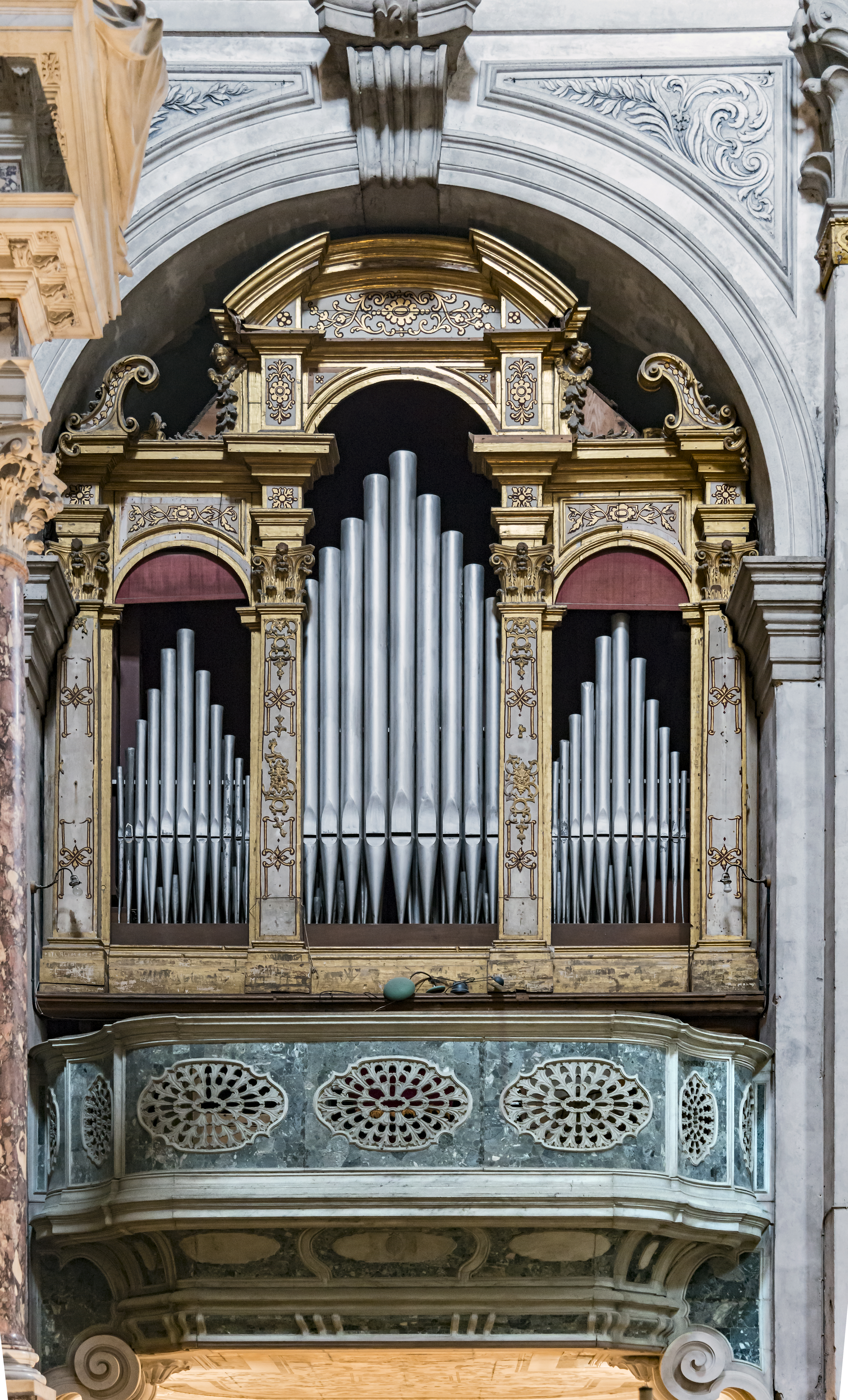
L'organo

### Lato destro della navata

#### Terza capella - La cappella dei tre gesuiti
Sull'altare la pala Lo Spirito Santo, Santa Maria, San Marco e i santi gesuiti Stanislao Kostka, Luigi Gonzaga e Francesco Borgia è opera del pittore Antonio Balestra. Le corone deposte al suolo rappresentano la comune rinuncia dei tre Santi agli onori nobiliari. Le Allegorie scolpite sopra l'altare raffigurano l'Umiltà, seduta con l'agnello in grembo; la Carità e nel mezzo l'immagine dell'Anima ragionevole e beata.

#### Cappella di Santa Barbara (seconda cappella)
Sull′altare la statua di Santa Barbara è opera dello scultore Giovanni Maria Morlaiter. La cappella era della Schola dei Sartori. che già la possedevano nella precedente chiesa di Crociferi. Le forbici, simboli della scuola, sono incisi sulla ringhiera e sugli architravi.

#### Cappella dell'Angelo Custode (prima Cappella)
Assegnata alla Schola dei testori dei pani da Seda (o samiteri) (Tessitori di pesanti e preziosi tessuti decorativi con fili di seta e oro). La pala l′Angelo Custode ed angeli che trasportano le anime è opera tarda di Jacopo Palma il Giovane (1619).

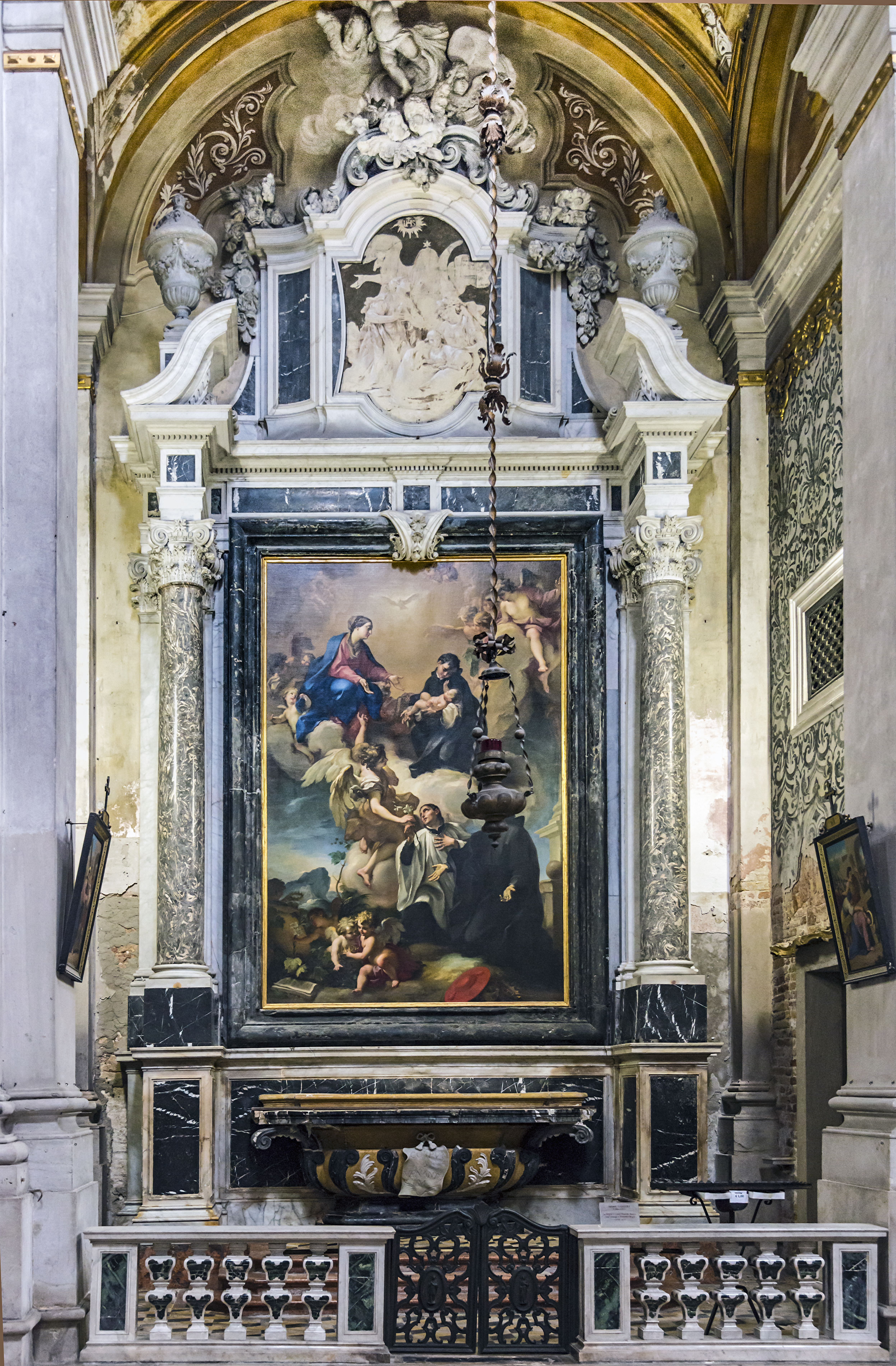
La cappella dei tre gesuiti.
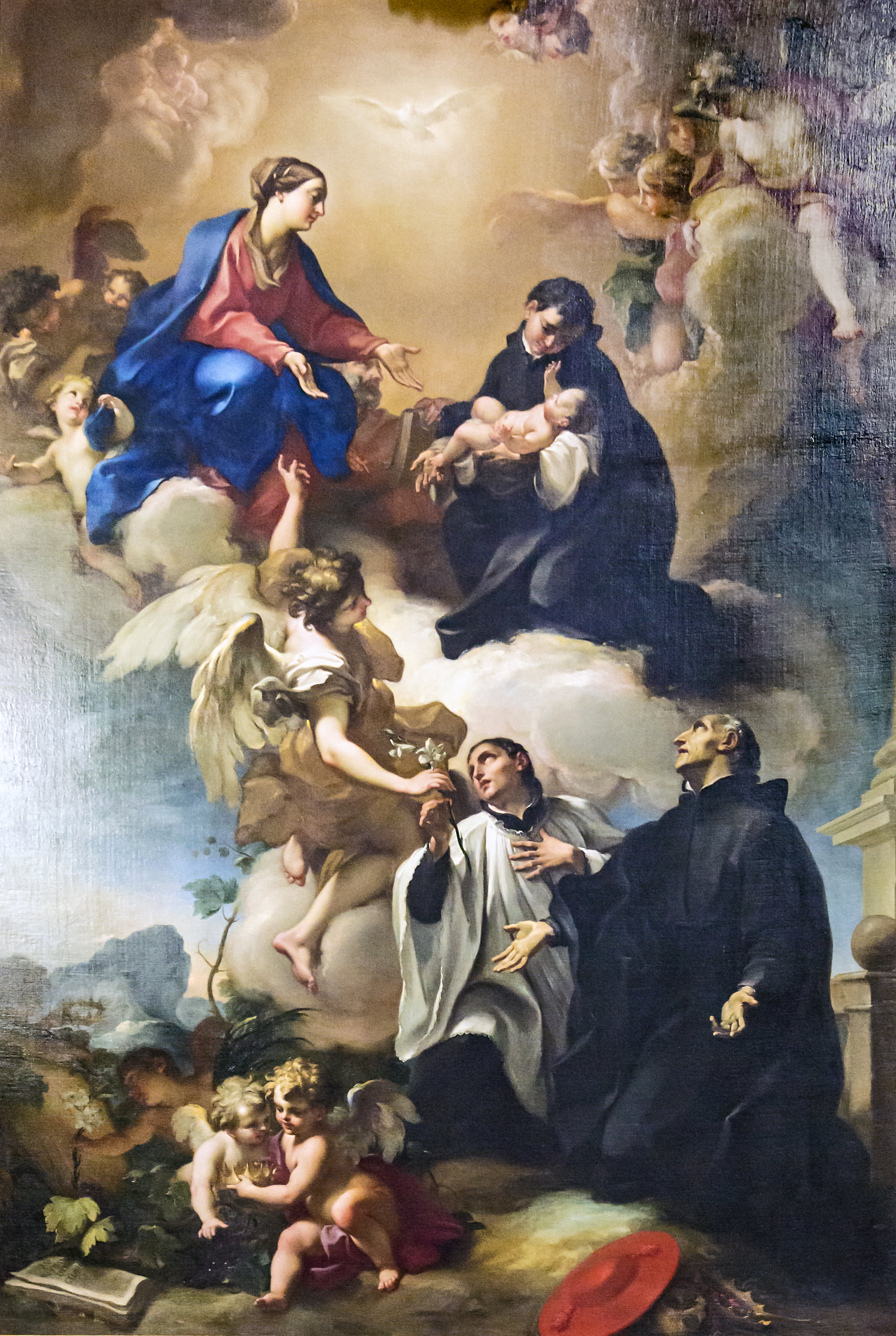
Vergine e i santi Stanislao Kostka, Luigi Gonzaga e Francesco Borgia di Antonio Balestra
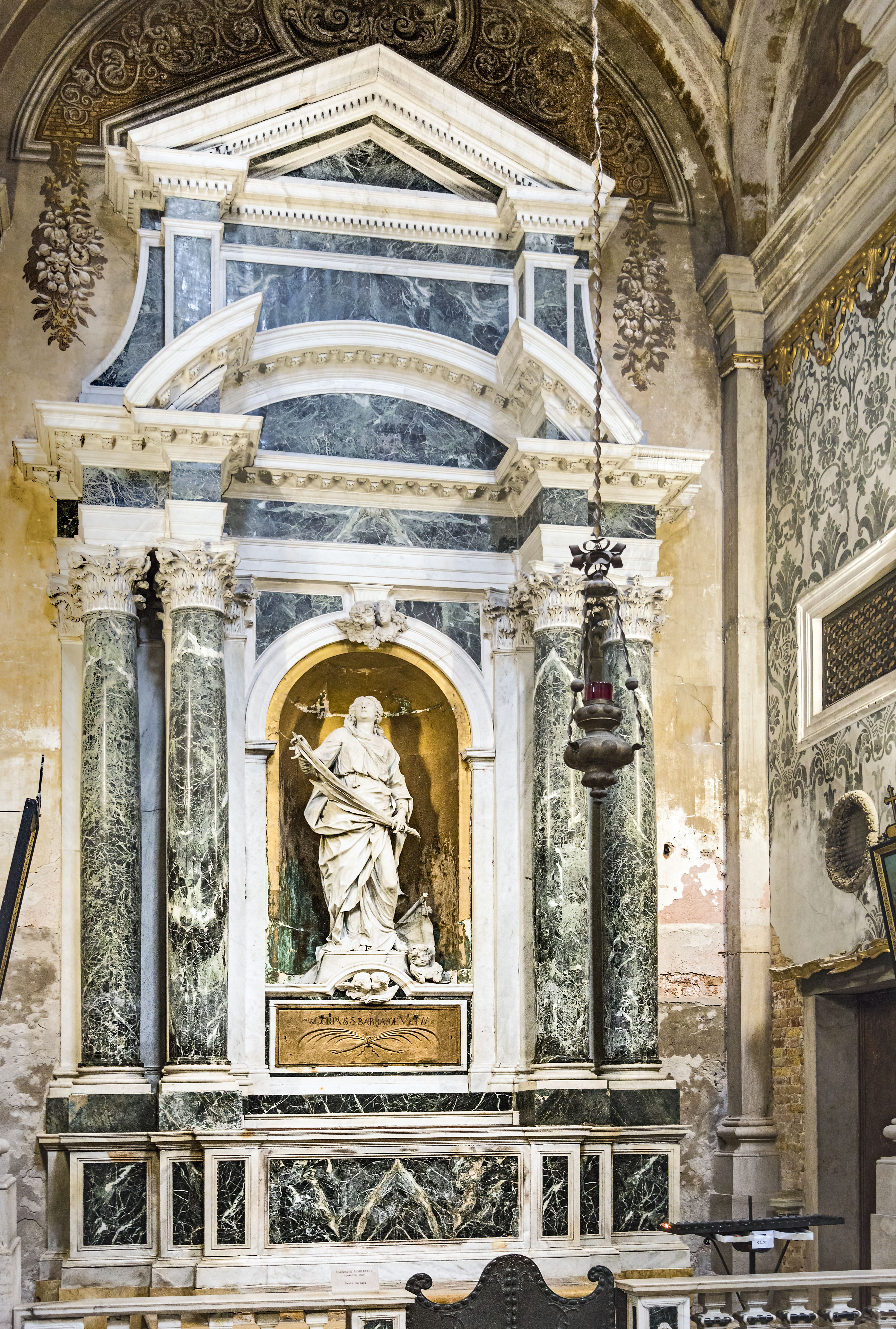
La cappella di Santa Barbara
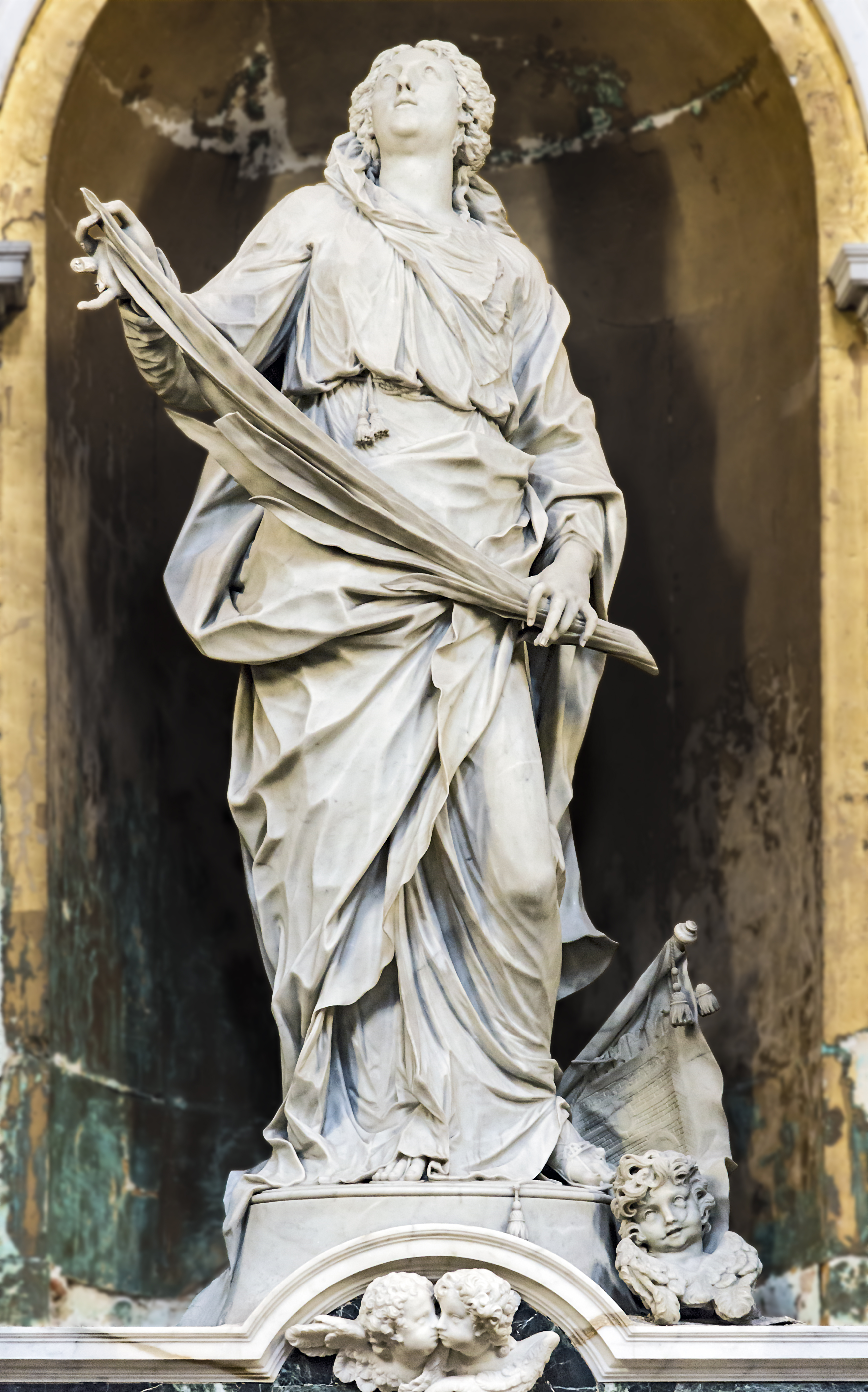
Santa Barbara di Giovanni Maria Morlaiter
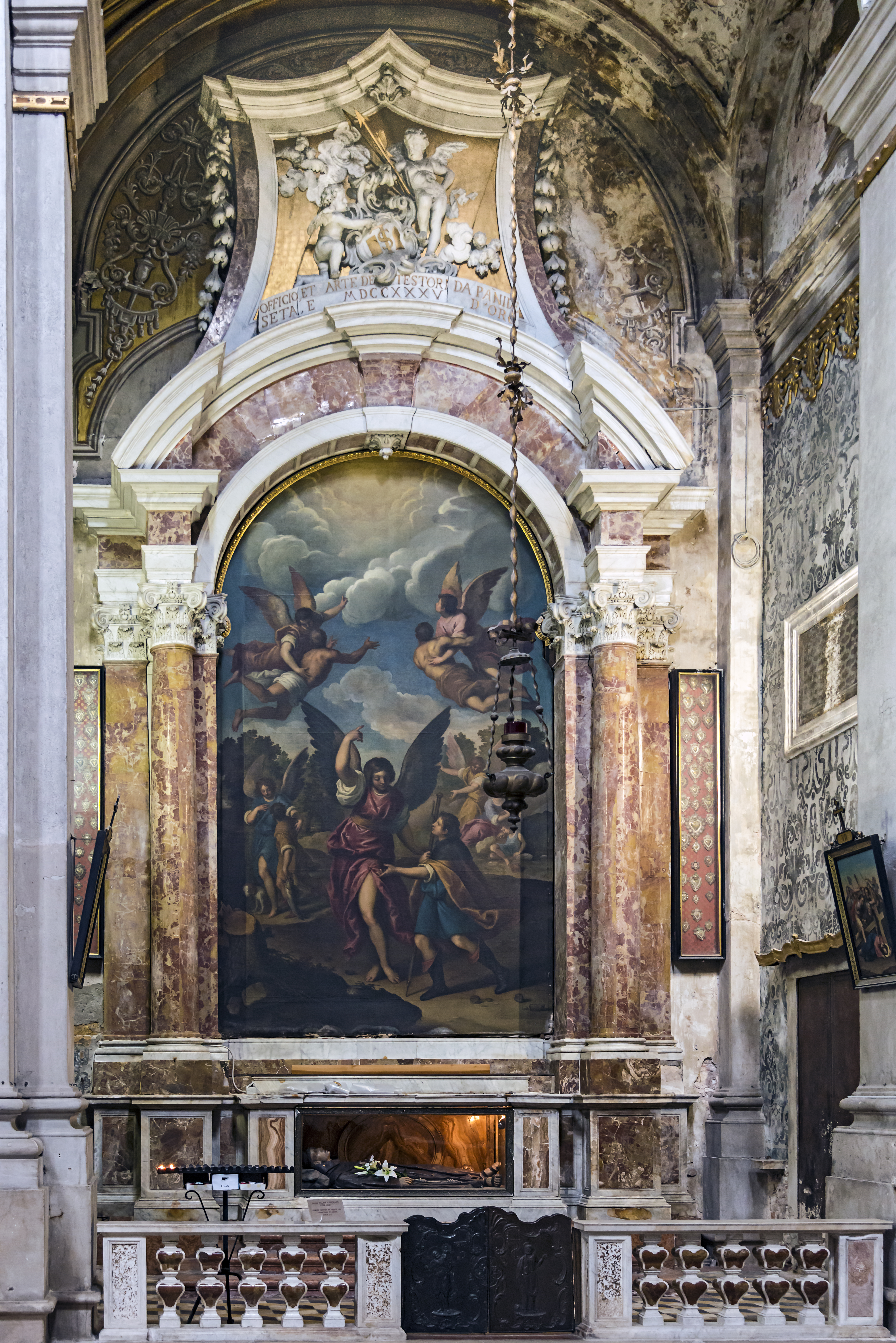
La Cappella dell'Angelo Custode con la pala dell′Angelo Custode ed angeli che trasportano le anime di Palma il Giovane